# Что? Где? Когда?
«Что? Где? Когда?» — советская и российская интеллектуальная телевизионная игра, телевизионный интеллектуальный клуб «знатоков».
Используя метод мозгового штурма, команда из шести игроков («знатоков») ищет в течение одной минуты правильный ответ на специально подобранный вопрос телезрителя. За правильный ответ очко получает команда знатоков, за неправильный же очко получают их противники — команда телезрителей. Побеждает команда, первой набравшая шесть очков.
Телеигра была создана режиссёром Владимиром Ворошиловым и редактором Наталией Стеценко в СССР. Первый выпуск передачи вышел в эфир 4 сентября 1975 года. Правила игры в первые годы существенно отличались от нынешних. «Что? Где? Когда?» очень быстро стала настолько популярной, что кроме оригинальной телевизионной игры, появилась её спортивная версия. Наибольшую популярность игра получила в русскоязычной среде. Выходит на «Первом канале» (ранее выходила на Первой программе ЦТ, 1-м канале Останкино и НТВ).

## История

### Появление игры
«Что? Где? Когда?» интересует всех.
Её секрет откроется в грядущем.
Как обретают видимый успех
При полностью невидимом ведущем.
Владимир Ворошилов
Ворошилов, как положено крупье, вещает беспрекословным голосом судьбы. Но на кону не деньги, а главный капитал эпохи — начитанность, и сорвать банк — значит, забрать все роскошные фолианты, источник знаний.

Владимир Ворошилов, создатель игры и продолжительное время её ведущий (1975—2000)

Знатоки против остальной страны играют шестерками. Время, отведенное на обдумывание, тратят, обсуждая варианты ответа. Обаяние коллективного разума так велико, что большинство телезрителей болеет за знатоков — то есть против своих. Передача идет в записи, но имитируя прямой эфир. Лихорадка интеллектуального спора заражает подлинностью, напрочь исчезнувшей на остальном телевидении. В «Что? Где? Когда?» начинают играть в жизни, как раньше в КВН. Музыкальные паузы сверхпопулярной программы рады заполнять самые модные артисты.
Леонид Парфёнов
Днём рождения игры считается 4 сентября 1975 года. В этот день программа впервые вышла в эфир под названием «Семейная викторина „Что? Где? Когда?“». В то время игра шла по другим правилам: две семьи играли друг против друга (как в популярной игре «Счастливый случай»). Игра состояла из двух раундов, снимавшихся дома у каждой из семей. Ведущего не было, два сюжета соединялись на монтаже при помощи фотографий из семейного альбома. В 1976 году в игре «Что? Где? Когда?» появился волчок. Сначала у него было две стрелки, и с помощью волчка выбирался не вопрос, а игрок, который будет на вопрос отвечать. Если у игрока не было ответа, то отвечал игрок, напротив которого остановилась вторая стрелка волчка. Программа получила определение «телевизионного молодёжного клуба». Правда, этот выпуск игры вёл не Владимир Ворошилов, а Александр Масляков. Первыми игроками были студенты разных факультетов МГУ. Минуты обсуждения в игре ещё не было: игрок, на которого указала стрелка волчка, должен был дать ответ без размышления. Не было и команды: каждый играл сам за себя. В следующей игре, 24 декабря 1977 года, волчок (теперь с одной стрелкой) стал указывать на письма телезрителей с вопросами. Появилась «минута обсуждения». В 1977 году в игровом зале появился символ игры — живой филин по кличке Фомка. Более 20 лет оператором-постановщиком передачи являлся Александр Фукс. Сначала передачу снимали в баре «Останкино», а в 80-е в особняке на улице Герцена (ныне Большая Никитская) 47.
Первые вопросы были придуманы самим В. Ворошиловым и редакторской группой программы, поскольку «команды телезрителей» ещё не существовало, а позже, когда игра стала популярной, стали принимать вопросы от телезрителей. Известно, что ежедневно приходили мешки писем, из которых нужно было отобрать лучшие вопросы, проверить достоверность представленных в них фактов, отредактировать и подготовить необходимые для иллюстрации предметы. Первоначально какого-либо специального названия для игроков не существовало, однако в 1979 году появился термин «знаток». Теперь это слово стало привычным для описания участников игры, а клуб стал называться «клубом знатоков». В 70-е и 80-е годы призами в игре были книги. Начиная с 1979 года призы-книги представляла Тамара Владимировна Вишнякова — член Президиума Всесоюзного общества книголюбов, директор Московского дома книги на проспекте Калинина. Т. В. Вишнякова предоставляла призы для знатоков до 1983 года.
В конце 80-х годов в клубе также действовал принцип игры на большой арене, за центральным столом играла основная команда знатоков, а в зале находились другие команды, которые также давали ответы на вопросы и зарабатывали рейтинг. Команда с высоким рейтингом могла сыграть в следующей встрече за центральным столом. Именно в эти годы в «Что? Где? Когда?» появились иностранные команды из Польши, Болгарии, Чехословакии, США, Франции и Швеции (в одной из встреч знатоками стали профессора Лундского университета из Швеции).

### Начало игры на деньги
В зимней серии 1991 года игра превратилась из «интеллектуального клуба» в «интеллектуальное казино». Девизом программы стала фраза «Интеллектуальное казино — единственное место, где каждый может заработать деньги своим собственным умом». Игровой стол был разделён на красные и чёрные секторы, и каждый вопрос отныне имел свою стоимость в рублёвом эквиваленте. В 1992 году появился новый сектор — «Зеро», заменивший «зелёный сектор» с самой большой суммой, который зимой 1991 года имел стоимость в 60 тысяч рублей. Изначально в секторе вопросы задавали спонсоры программы. Позже, с зимних игр 1993 года, когда стрелка волчка останавливалась в этом секторе, Владимир Ворошилов лично выходил в игровой зал и зачитывал вопрос с одной из трёх лежавших на столе карт «Зеро»: как правило, там были записаны его собственные вопросы, однако идеи для вопросов могли подсказывать и телезрители. Такой вариант игры Ворошилов называл «игрой интеллектуального казино против знатоков». Несколько раз в первых играх в раунде «Зеро» против знатоков играли приглашённые Ворошиловым гости. В этом раунде игра шла на собственные деньги как гостя, так и «знатоков». В летних играх 2001 года при выпадении сектора «Зеро» Борис Крюк зачитывал вопросы Владимира Ворошилова за кадром.
С 1991 года и до смерти Владимира Ворошилова в игре получали возможность сыграть сначала команды, а потом отдельные знатоки, проявившие себя на игре «Брейн-ринг», которую вёл сначала Ворошилов, а затем Андрей Козлов. Впервые право членства в клубе получила команда города Одессы, в которой выступали Борис Бурда и Анатолий Вассерман.
До конца 1995 года в клубе также действовало правило, согласно которому команда, потерпевшая хотя бы одно поражение, «навсегда» лишалась права выступления в клубе. Однако в начале 90-х было введено правило «красных пиджаков», игрок получавший «Хрустальную сову» по итогам серии игр, получал также красный пиджак «бессмертного» и оставался в клубе даже в случае поражения своей команды. В 1995 году разыгрывались также красные пиджаки для всей команды знатоков, команды Алексея Блинова и Михаила Смирнова добились красных пиджаков для целой команды. В то же время действовало два правила избежания «смерти» команды. В случае поражения команды с любым счётом капитан мог принять решение отдать казино все выигранные деньги, сыграть дополнительный раунд (в котором не было ставки, а все дополнительные минуты сгорали). В случае победы знатоков они теряли все заработанные в рамках этой игры деньги, но оставались в клубе (в то же время итоговое решение о том, давать ли знатокам право дополнительного раунда оставалось за крупье). В случае поражения знатоки теряли и деньги, и членство в клубе. По второму правилу, команда, проигравшая матч, могла запросить матч-реванш. В то же время данное правило до 1995 года порождало неравноправие команд. Команда города Одессы, потерпевшая поражение в первой же игре в 1991 году (до начала игры на деньги), не могла ни провести дополнительный раунд, ни запросить матч-реванш, в то же время ни сама команда, ни знатоки из этой команды не имели права играть в клубе вплоть до всеобщей амнистии 1994 года. В 1996 году в клуб вернулся только Борис Бурда. Кроме того были и случаи торговли знатоков с крупье, в том числе попытка сыграть второй дополнительный раунд (при поражении в первом) в обмен на красные пиджаки членов команды.
В 1996 году в летней серии игр последний раз упоминалось звание «бессмертных» знатоков, однако знатоки уже не играли в красных пиджаках, поражение не приводило к лишению членства в клубе (ни формальной команды, ни каждого отдельного знатока), а с зимней серии игр 1996 года вообще больше не упоминалось. Поражение тех или иных знатоков в рамках игры, как правило, приводило лишь к тому, что они лишались права сыграть в текущей серии игр (но иногда Ворошилов делал исключение), сохранилось это правило и после смерти Ворошилова.
До 1995 года хрустальная сова и полагавшийся вместе с ней приз присуждался строго знатоку независимо от результата финального матча. В 1994 году, несмотря на поражение команды в финале, «Хрустальную сову» и собственность на Канарских островах получил Фёдор Двинятин. C 1995 года было решено, что «Хрустальную сову» в случае поражения знатоков в финале может получить вместо знатока телезритель, однако, по сути, это правило так и не было задействовано вплоть до смерти Владимира Ворошилова. Летом 1997 года финал был проигран знатоками по дополнительным правилам, а телезритель, чей вопрос был признан лучшим, получил только крупный денежный приз. В проигранном финале 1996 года (зима) «Хрустальная сова» не присуждалась, и лишь в юбилейных играх 1995 года по «Хрустальной сове» получили все телезрители, выигравшие в финале у знатоков, в то же время звание магистра, бриллиантовую звезду и хрустальную сову среди знатоков все же получил Александр Друзь.
С 1994 по 1998 год в игре позволялось делать ставки — ставить фишки на сумму, равную стоимости сектора. При этом, если стрелка волчка указывала на сектор со ставкой, разыгрываемая сумма увеличивалась, как правило, в 10 раз (по усмотрению спонсоров иногда как в большее, так и в меньшее число раз): команда могла получить итоговый выигрыш только в случае верного ответа на вопрос. В финал могла выйти команда, которая не только выиграла встречу против телезрителей, но и заработала больше всего денег. Если в 1994—1995 ставку делала играющая команда, то с 1996 по 1998, когда команды в клубе были расформированы, каждый игрок ставил сам за себя. Если выигрывала его ставка, то на задаваемый вопрос должен был отвечать именно он (вне зависимости от того, кто из знатоков во время минуты обсуждения сформулировал ответ). Деньги знаток получал только в случае верного ответа на вопрос. Появились спонсоры и защитник интересов «знатоков» (в разное время в качестве защитника выступали Михаил Барщевский, Александр Поповский, Сергей Новиков). Игроки садились за стол или по решению Владимира Ворошилова, или по результатам им же проведённой жеребьёвки (обе серии игр 1998 года). С 1996 по 1998 год в финале играли только знатоки, набравшие максимальный денежный рейтинг, то есть выигравшие больше денег на вопросах, что приводило к непредсказуемому составу команд в финале. В финале летней серии игр 1997 года шестым игроком, несмотря на низкий рейтинг, по решению спонсора был Борис Бурда из-за того, что два игрока (Рубин и Мартынов) набрали одинаковый рейтинг, право выбора перешло к казино, а Ворошилов передал право общего выбора генеральному спонсору. Кроме того, это была единственная игра в истории клуба, которую знатоки по общим правилам выиграли, однако по дополнительному решению Александры Марининой телезрителям прибавили одно очко и партия игралась до 7 очков, последний раунд «Зеро» знатоки проиграли. Также с 1996 по 1998 год право ставок предоставлялось не только знатокам, сидящим за столом, но и также знатокам, находящимся в клубе. В случае если ставка такого знатока сыграла, знаток садился за стол седьмым, участвовал в обсуждении вопроса и должен был дать ответ на вопрос. В финале летних игр 1998 года знаток из зала, набиравший такой ставкой рейтинг, превышающий текущий рейтинг хотя бы одного сидящего за столом знатока (причём не только рейтинг за первую игру, но и рейтинг с учётом выигранных в финале денег) садился за стол вместо обыгранного знатока. В случае если он превосходил по рейтингу нескольких знатоков — садился в кресло превзойдённого знатока по личному выбору. Александру Друзю удалось выиграть такой вопрос и в финале он заменил другого знатока, Медведева. Формально данное правило действовало с 1996 по 1998 год, однако других прецедентов в финалах зафиксировано не было. Кроме того, в нескольких играх в 1996 году Ворошилов также использовал право штрафа команды за неверно сделанную ставку каким-либо из знатоков, давая очко телезрителям.
Также, в случае победы знатоков в рамках вопроса, сделанные ими ставки возвращались им, они могли далее ставить те же фишки в следующих раундах. Однако в 1994—1995 годах, когда ставки делала команда, проигравшие ставки все уходили в доход казино, независимо от результата раунда и количества сделанных ставок, а также от того, сыграла ли хоть одна ставка команды.
Пики розыгрышей в отдельных секторах в твёрдой валюте были зафиксированы в 1996 (12 тысяч долларов выигрыш в секторе «Зеро» после того как сыграл один вопрос, а также возможность сыграть на все деньги игрового стола в самом секторе «Зеро» в первый раз) и 1998 году (в финале Летней серии игр Георгий Жарков в одном вопросе играл на сумму около 5000 долларов США). Последний раз ставки знатоков в клубе использовались в зимней серии игр 1998 года, но выигрыши из-за дефолта 1998 года были сильно уменьшены (победитель серии игр Борис Бурда заработал 36 тысяч рублей за финальную и за предыдущую встречу в сумме, что по текущему курсу составляло около 1500 долларов США). В то же время фишка казино Golden Palace в конце 1998 года также разыгрывалась и её стоимость в казино так же, как и ранее, равнялась 10 тысячам долларов США.
В 1999 году вследствие кризиса летняя серия игр и зимняя серия игр были отменены и знатоки впервые сели за игровой стол лишь 28 декабря 1999 года в так называемой Рождественской серии игр, которая продлилась до 12 января. Стоимости секторов увеличились, однако ставки были отменены, знатоки разыгрывали лишь номинальную стоимость вопроса, которую иногда в несколько раз увеличивал спонсор. Денежные рейтинги знатоков также были отменены. В серии приняли участие не команды знатоков, а все знатоки, как старожилы, так и молодое поколение. В финальной игре команды постоянно менялись и набирались лично различными знатоками. «Хрустальную сову» и «Золотую фишку дома „Корона“» получил игрок, принёсший команде победное очко, им стал Борис Бурда. Ещё одной отличительной чертой данной серии являлось то, что её телевизионный показ состоялся на телеканале НТВ: заказчик в лице ОАО «ОРТ» недоплачивал телекомпании «Игра» зарплату за съёмки программы, и после суда 24-летний показ телеигры на канале был прекращён.
В 2000 году летняя серия игр и зимняя серия игр также не состоялась, но вместо них состоялась экспериментальная серия игр, которая продлилась с начала сентября до 1 октября. В этой серии во всех играх участвовала также команда Интернета, за которую играли представители 89 стран мира, наиболее популярные ответы, присланные пользователями Интернета, выставлялись в качестве итогового ответа. Команда Интернета играла и против телезрителей, и против знатоков. За налаживание Интернет-соединения и участие команды Интернета отвечала компания Rambler. Дважды команда Интернета одержала победу, разделив её с командой знатоков. В этой серии игр снова участвовали команды знатоков, как и ранее: команда Максима Поташёва проиграла, а команды Александра Друзя и Бориса Бурды победили и играли в финале по очереди. Кроме того, в этой серии игр единственный раз сектор «Зеро» выпал 4 раза (в рамках одной игры), в связи с чем Владимир Ворошилов вышел к столу с дополнительной карточкой.
В ноябре-декабре 2000 года состоялись Юбилейные игры, приуроченные к 25-летию клуба «Что? Где? Когда?», состоявшие из шести поединков. В них приняли участие пять команд — лучшие знатоки 1970-х, 1980-х и 1990-х годов; команда-победитель Экспериментальной серии 2000 года, лучшие игроки команды Интернета по итогам Экспериментальной серии и первых трёх поединков Юбилейных игр и команда детей наиболее известных знатоков (так называемая сборная «знатоков третьего тысячелетия»). К тому времени у ОРТ сменилось руководство и владельцы, поэтому телекомпания «Игра» наладила отношения с предыдущим заказчиком и вновь стала производить для него программы. Перед началом серии Владимир Ворошилов заявил, что ставкой в этой игре будет существование самого клуба знатоков — если в финале знатоки проиграют, то он покинет должность ведущего и может закрыть программу, но если знатоки победят в финале, то он сохранит телепередачу и постарается продолжить свою работу ведущего.
В финале Юбилейных игр участвовали фактически все команды: команда детей попросила разрешить сыграть их родителям, и таким образом за столом оказались некоторые из знатоков 1970-х годов, несмотря на то, что сборная 70-х не вышла в финал. Состоявшаяся 30 декабря 2000 года финальная игра завершилась победой знатоков со счётом 6:5: в 11-м, решающем раунде, выступила сборная клуба, составленная из лучших игроков 1980-х и 1990-х годов, а правильный ответ на последний вопрос игры дал Максим Поташёв, получивший по итогам зрительского голосования титул лучшего игрока за 25 лет существования клуба и звание второго магистра телеигры. Несмотря на победу знатоков и согласие Владимира Ворошилова продолжать проводить игры, проведённая 30 декабря 2000 года игра стала для него последней. Всего же в XX веке состоялось 179 игр.

### Игра в XXI веке
10 марта 2001 года скончался Владимир Ворошилов. 18 апреля 2001 года на ОРТ вышел повтор последней игры Владимира Ворошилова от 30 декабря 2000 года. Судьба проведения последующих игр клуба оказалась под вопросом, и её пришлось снова определять тем же образом, что и в Юбилейных играх. Проведённая летняя серия игр, открывшаяся 19 мая 2001 года, была посвящена памяти Владимира Ворошилова: в играх участвовали лучшие знатоки 1970-х, 1980-х и 1990-х годов. Первую игру вёл «космический голос» : это было сделано для того, чтобы никто не догадался, кто находится за кулисами. Организаторы поставили условие: игра будет продолжаться в XXI веке, если знатоки выиграют финал серии, а зрители проголосуют за сохранение игры. В финале сыграли поколения 1980-х и 1990-х годов, которые выиграли финал со счётом 6:4 и добились продолжения игры. Перед началом и в конце серии знатоки почтили память Владимира Ворошилова минутой молчания. Имя нового ведущего в летней серии держалось в секрете, а голос подвергался компьютерной обработке таким образом, что знатоки не могли его опознать. Для соблюдения большей секретности на съёмки приезжал двоюродный брат Владимира Ворошилова Юрий Борисович, вследствие чего родилась версия о том, что он и является ведущим. Уже затем было раскрыто имя ведущего: им стал Борис Крюк, один из режиссёров программы и пасынок Владимира Ворошилова, который помогал ему долгие годы в съёмках телепередачи и работал с ним в дикторской. Традиционно Борис Крюк ведёт телеигру за кадром, выходя в зал намного реже: первый его выход к знатокам и телезрителям состоялся в 2008 году после вручения «Хрустального гнезда», а с 2015 года Крюк задаёт свой вопрос в «13 секторе» на финальной игре года.
Начиная с зимней серии 2001 года, начавшейся 1 декабря, знатоки больше не играют на деньги, а за денежный приз борются телезрители — те, которые обыгрывают знатоков. С 2001 по 2007 год сумма выигрыша телезрителя определялась с помощью телефонного голосования телезрителей: по одному из номеров звонили зрители, которым вопрос нравился, по другому — зрители, которым вопрос не нравился. Каждый звонок «за» прибавлял к выигрышу 1 рубль, а каждый звонок «против» отнимал 1 рубль (позже сумма каждого возросла до 10 рублей); если же число отрицательных голосов было больше числа положительных, зритель в случае победы денег не получал. С 2008 года авторы вопросов получают выигрыш в зависимости от того, какое очко набрала команда телезрителей: 10 тысяч за первое очко, 20 тысяч за второе и так далее вплоть до 60 тысяч за шестое, победное очко. В случае, если команда знатоков побеждала только с «помощью клуба», телезритель получает компенсацию от спонсора, равную сумме, которую он мог бы заработать, если бы знатоки не ответили на его вопрос.
В том же 2001 году Наталия Стеценко подала в суд на знатоков Елену Орлову и Владимира Белкина, обвинив их в нарушении авторских прав. Претензия заключалась в том, что после смерти Ворошилова телекомпания «Игра» установила мораторий на проведение игр, но с 1 по 3 июня 2001 года Орлова и Белкин провели в Донецке в рамках фестиваля «Золотой скиф» первый чемпионат СНГ по «Что? Где? Когда?». По мнению Стенецко, ответчики переделали оригинальный сценарий телеигры и вывезли его за пределы России, нарушив тем самым право на импорт, и «оплевали память Ворошилова». Вдова Ворошилова просила взыскать с ответчиков компенсацию — по пять миллионов рублей с каждого. В ответ знатоки заявляли, что их участие в проведении фестиваля выразилось только в написании сценария открытия. Суд встал на сторону Стеценко. С этого момента для проведения соревнований по игре организаторы должны получить лицензию от телекомпании «Игра».
В 2013 году суммы выигрышей увеличились: первый победитель команды телезрителей получает 50 тысяч рублей, второй — 60 тысяч и так далее, шестое же очко приносит телезрителю 100 тысяч рублей. Сумма компенсации за ответ при «помощи клуба» на вопрос телезрителя составляет ровно 90 тысяч рублей. С 2022 года призовой фонд каждой игры составляет до 800 тысяч рублей, за каждый неправильный ответ знатоков телезритель получает 100 000 рублей, в конце игры лучший вопрос получает ещё 100 000 рублей. Призовой фонд финала года стартует с 1 млн рублей, пополняемый по итогам каждой игры в виде вклада в банке-спонсоре (на 2022 год генеральный спонсор — Альфа-банк). Призовой фонд разыгрывается среди телезрителей, приславших лучшие вопросы, в том числе в Тринадцатый сектор через сайт 13.alfabank.ru или 13.tvigra.ru.
До 2017 года знатоки получали вместе с «Хрустальной» или «Бриллиантовой совой» сертификат на денежный приз — с «Хрустальной совой» — 500 тысяч рублей (300 тысяч рублей до 2016 года), а с «Бриллиантовой» — 1 миллион рублей. С 2017 года знатоки в качестве призов денег не получают.
С 2002 по 2014 годы игра выходила 17 раз в год. Сезон основательно расширился и впервые начал состоять не из двух, а из четырёх серий игр: весенней, летней, осенней и зимней (в 1991—2001 годах было две серии игр — летняя и зимняя). Весенняя, летняя и осенняя серии обычно состоят из 4 игр, зимняя — из 5 (добавляется «Финал года», в котором разыгрывается главный приз — Бриллиантовая сова).
С 2015 года количество игр увеличилось до 20: теперь в каждой серии по 5 игр. В 2001 году в игре появился «тринадцатый сектор» — компьютер случайным образом выбирал один из вопросов, присланных телезрителями через Интернет во время прямой трансляции игры. Такие вопросы имеют свою специфику: ведущий не знает правильного ответа на вопрос, поэтому не может дать никаких комментариев. Однако на финале года (см. выше) с 2015 года вопрос задаёт Борис Крюк. В том же 2001 году появились защитники интересов телезрителей: ещё при жизни Владимир Ворошилов призывал ввести такую должность для сбалансирования игры. С 2002 года была возобновлена практика вручения хрустальных сов телезрителям.
До 2010 года командам разрешалось в случае проигрыша запрашивать «матч-реванш» — повторную игру. Правило было введено при Ворошилове, который позволял спонсорам проголосовать за право допустить заинтересованную команду к матчу-реваншу, но при этом все ставки на столе удваивались, и многие команды не решались запрашивать реванш. Каждый капитан имел право один раз запросить реванш для своей команды. Однако ввиду спорности такого правила дирекция клуба позже отменила правило. 24 апреля 2016, в финальной игре весенней серии, Борис Крюк объявил о возобновлении практики проведения подобных матчей: команда, проигравшая одну игру, для продолжения игры в следующем сезоне должна выиграть матч-реванш (правило действовало с 2016 по 2019 год).
Программу от 12 декабря 2021 года вместо Бориса Крюка провёл его сын — ведущий эстонской версии игры «Что? Где? Когда?» Михаил Крюк.
В Зимней серии 2022 года все четыре «регулярные» команды, участвовавшие в играх (Максима Поташёва, Андрея Козлова, Бориса Белозёрова и Александра Друзя), выиграли свои игры со счетом 6:5, в результате чего ведущим было принято решение об участии в финале года (25.12.2022) всех четырёх команд.
В настоящее время существуют клубы любителей «Что? Где? Когда?» практически во всех крупных регионах России и во многих странах, где проживают выходцы из бывшего СССР. Клубы организуют игры по спортивной версии «Что? Где? Когда?». Проводятся регулярные чемпионаты, а также фестивали и турниры. Работа клубов регулируется Международной ассоциацией клубов «Что? Где? Когда?». Также издавалась газета «Игра», освещающая ключевые события в играх «Что? Где? Когда?» и «КВН». Многие знаменитые знатоки клуба «Что? Где? Когда?» принимали активное участие в съёмках телевизионной версии «Брэйн-ринга».

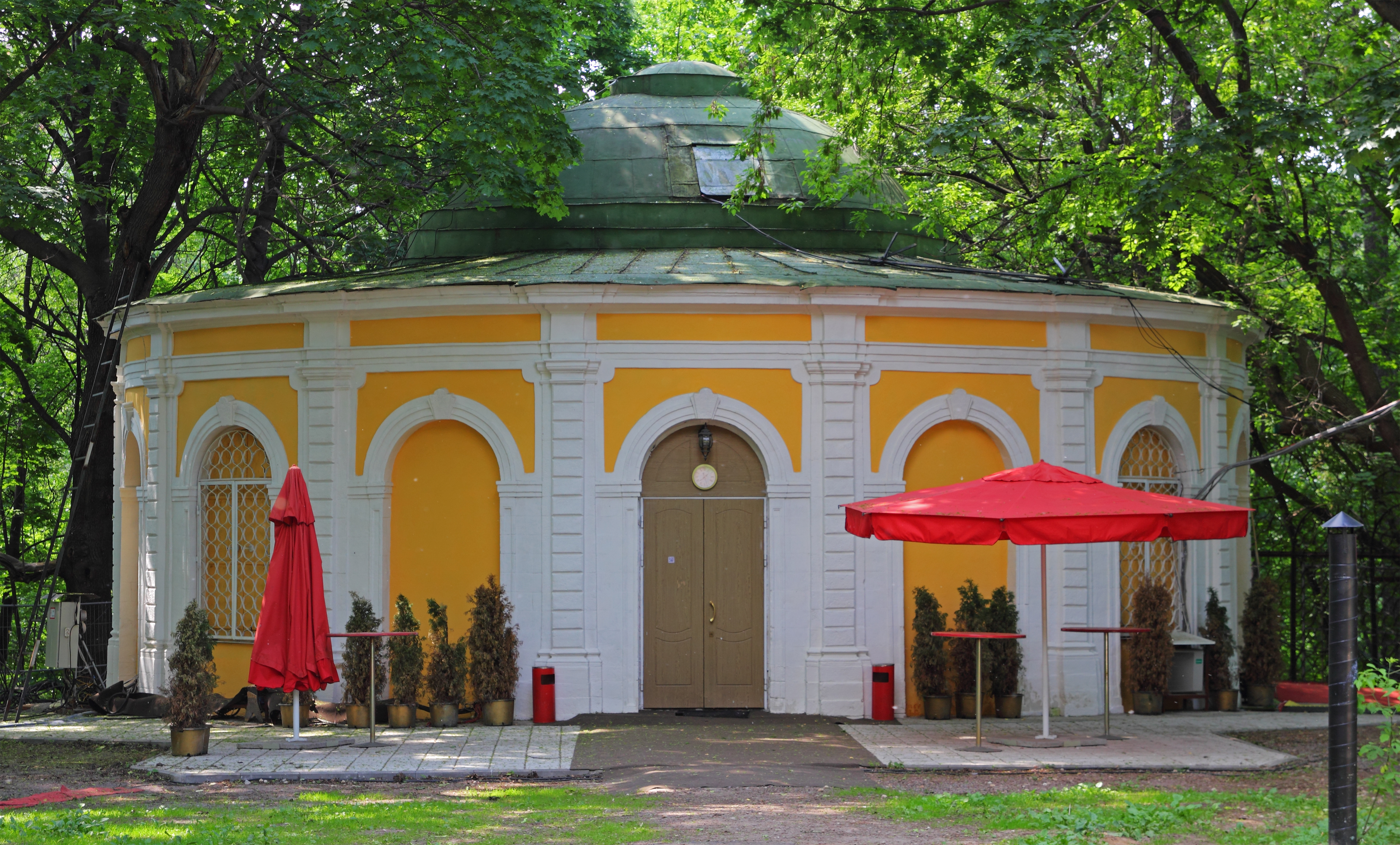
Павильон «Охотничий домик» (ротонда середины XVIII века) в Нескучном саду

Программа «Что? Где? Когда?» не раз награждалась телевизионной премией «ТЭФИ»: в 1997 году в номинации «Развлекательная программа», в 2001 году в номинации «Телевизионная игра». Её автор и второй ведущий Владимир Ворошилов посмертно был награждён призом «За личный вклад в развитие отечественного телевидения»; приз «Лучший оператор», также посмертно, был вручён Александру Фуксу. В 2002 году программа «Что? Где? Когда?» вышла в финал номинации «Телевизионная игра»; в 2003 году приз в номинации «Лучший звукорежиссёр» был вручён Наталии Плуталовой; в 2004 и 2005 годах программа «Что? Где? Когда?» снова вышла в финал номинации «Телевизионная игра»; в 2011 году стала победителем в номинации «Телевизионная игра. Интеллектуальное состязание»; в 2014 , 2016, 2018 и 2019 годах стала победителем в номинации «Телеигра».
После начала российского вторжения на Украину, передача перетерпела существенные изменения: она стала снова идти в записи, вопрос из 13-го сектора стало возможно присылать не в прямом эфире, а в день записи программы, ряд знатоков прекратили посещать клуб,, убрана музыкальная пауза (исключения — финальная игра летней серии 13 июня 2022 года, во время которой после 5-го раунда Денис Мацуев сыграл на рояле, а по окончании игры артисты театра Алексея Рыбникова исполнили песню «Аллилуйя любви» из рок-оперы «Юнона» и «Авось»,, финальная игра зимней серии 25 декабря 2022 года, в которой по окончании игры участники мюзикла «Ничего не бойся, я с тобой» исполнили песню «Последний час декабря» группы «Секрет» и финальная игра 2024 года, по окончании которой театр-студия «Непоседы» исполнили песню по мотивам «Песенки о ёлочке» из мультфильма «Новогодняя сказка»).
21 апреля 2024 года состоялась юбилейная, 600-я игра.

### Цензура и политика
Передача стала выходить с 1986 года в прямом эфире только после того, как руководство ЦТ СССР убедилось в её полной аполитичности. Программа почти никогда не переносилась на другие дни или часы, несмотря на окружавшие её события. Так, финал летней серии игр вышел в прямом эфире 17 июня 1995 года и прошёл без каких-либо инцидентов, хотя ведущий программы Владимир Ворошилов начал программу непосредственно не с традиционного приветствия, а со слов: «Тяжело играть в скорбные дни», напомнив зрителям о теракте в Будённовске.
Ворошилов неоднократно подчёркивал дистанцирование своей передачи от политики, утверждая, что она ему давно «осточертела». В то же время первый выпуск зимней серии 21 ноября 1998 года начался с сообщения о смерти Галины Старовойтовой и предложения почтить её память минутой молчания. 27 ноября съёмки второго выпуска, который вышел на следующий день (28 ноября), попытались сорвать ворвавшиеся в Нескучный сад сторонники Альберта Макашова, которые избили охрану на съёмочной площадке. Об этом инциденте, однако, Ворошилов сообщил только в третьем выпуске 5 декабря 1998 года, призвав тогда же действовавшего министра внутренних дел Сергея Степашина разобраться в случившемся, поскольку на звонки в местное отделение милиции реакции не последовало. Выпуск 10 апреля 2010 года стал одним из самых коротких по времени, продлившись 41 минуту. В связи с катастрофой польского Ту-154 в Смоленске и гибелью президента Польши Леха Качиньского в передаче отменили музыкальную паузу, а Борис Крюк выразил соболезнования народу Польши и семьям погибших. Выпуск, снятый 25 декабря 2016 года, был показан только в записи 2 января 2017 года в связи с катастрофой Ту-154 над Чёрным морем, произошедшей в день съёмок.
В игре есть возможность выпадения так называемого «13-го сектора», когда компьютер случайным образом выбирает один из вопросов от телезрителей, присланных из Интернета на телепередачу во время прямого эфира. В силу особенностей сектора вопрос не может быть отредактирован каким-либо образом, и его содержимое просто невозможно предугадать. Однако по словам Александра Друзя, в программе существовала некая договорённость о «пост-цензуре» в подобных случаях. По состоянию на 2010 год не было зафиксировано случаев, когда в эфире во время игры 13-го сектора или в любой другой момент «прозвучало бы что-то некорректное».
В 2014 году один из ведущих знатоков Илья Новиков покинул передачу, так как был адвокатом украинского офицера Надежды Савченко, судимой в России. Участникам передачи было запрещено высказывать свое мнение об аннексии Крыма, а также о ДНР и ЛНР. После вторжения России в Украину в 2022 году им запретили обсуждать войну, при этом компания организовала игру на военной авиабазе в Сирии в 2016 году, а магистр игры Максим Поташев выступил перед российскими мобилизованными осенью 2022 года. Кроме того, в турнирах школьной викторины «Лига знаний» участвовали команды с аннексированных территорий Украины.
Руководители «Игра-ТВ» Борис Крюк и Наталия Стеценко неоднократно высказывались о том, что «„Что? Где? Когда?“ — вне политики». Бывший знаток Ровшан Аскеров считает, что «„Игра-ТВ“ никогда не была вне политики. Команда МИДа, команда СПС, Михаил Барщевский, который политическая фигура, — в зале и за столом, Виктор Сиднев — мэр Троицка, его участие в игре — это часть его предвыборной кампании». Илья Новиков считает, что «с их [„Игра-ТВ“] точки зрения, следование политике государства может называться словами „вне политики“».

## Атрибуты игры

### Волчок
Волчок — обыкновенная детская игрушка, одну из которых Владимир Ворошилов купил специально для игры в магазине «Дом игрушки». В те времена волчок «Скачущий всадник» выпускался на Московском станкостроительном заводе «Красный пролетарий» примерно с середины 50-х годов. Для игры «Что? Где? Когда?» волчок немного усовершенствовали: вмонтировали стрелку, сделали балансировку, укрепили основание, чтобы не опрокидывался. В одной из первых игр волчок крутил первый ведущий Александр Масляков, но позже крутить стали сами знатоки. В настоящее время волчок крутит только распорядитель зала. В 1990-х годах завод «Красный пролетарий» перестал выпускать детские игрушки, а с 2009 года волчки для игры подготавливает мастер из Кирова Андрей Светлаков. Также в игре существует процедура «замена волчка», которую осуществляют после того, как волчок трижды указывает на один и тот же сектор, что говорит о том, что его балансировка нарушена, и он кренится в одну сторону.

### Чёрный ящик
Чёрный ящик впервые появился в игре «Что? Где? Когда?» 6 декабря 1983 года. В настоящее время в игре используются четыре разных по размеру черных ящика, и все они сделаны из дерева, а внутри обиты бархатом. За время существования игры «Что? Где? Когда?» в чёрном ящике побывали сотни самых разных предметов. Некоторые предметы кладут в чёрный ящик перед началом игры, но живой реквизит или скоропортящиеся продукты не кладут в ящик заранее. Тогда в распоряжении редакторов есть всего 15-20 секунд, чтобы «укомплектовать» ящик и передать его распорядителю зала. Несколько раз за всю историю игры в чёрном ящике было пусто. Изначально знатокам не запрещалось трогать или брать в руки чёрный ящик, однако позже это делать запретили, чтоб знатоки не смогли по весу, звуку и поведению содержимого угадать правильный ответ. За нарушение данного запрета команде могут автоматически засчитать неправильный ответ, а нарушителя — удалить из зала.

### Гонг
Изначально игра сопровождалась ударами в малый гонг, который можно заметить ещё на фотографиях, сделанных во время передачи «Аукцион». Позже появился большой гонг, звуки которого неизменно сопровождают объявление начала игры, очередного раунда, нового вопроса и правильного ответа. За все время в эфире прозвучало несколько вопросов, посвященных гонгу, как атрибуту игры.

### Костюм распорядителя
Начиная с 90-х годов распорядители зала носят низменные белые рубашки с красными жилетками, подобно крупье в казино, а также белые перчатки. До этого времени распорядители зала одевались в обычную одежду.

### Игровое поле
Игровое поле игры «Что? Где? Когда?» располагается на круглом столе и представляет собой разметку из тринадцати секторов для вопросов в центре стола и шести сегментов по краям, по одному на каждого из знатоков. Сегменты предназначены для знатоков в качестве рабочей зоны, где игрок может записывать вопросы в блокнот и рассматривать предметы. Сектора предназначены для писем с вопросами, которые выбирают при помощи волчка, а также для существовавших в разные времена других этапов игры, таких как «блиц», «супер-блиц», «13 сектор», «музыкальная пауза», «сектор „зеро“». Изначально секторов было 24, затем — 18, а позже их количество уменьшилось до 12, что можно заметить на старых записях игры. Начиная с 90-х годов секторов стало ровно 13, а в период с 91 по 2001 год эти сектора поочередно делились на красные и черные, подобно секторам колеса рулетки, с одним зелёным сектором «зеро». Также начиная с 90-х годов игровое поле стали покрывать зеркальные панели, создавая эффект зеркального стола.

### Мониторы
Мониторы предназначены для демонстрации знатокам и гостям счета игры, фотографий телезрителей, приславших вопрос, фото- и видеовопросов, а также рекламных и игровых заставок. Изначально монитор был один и располагался он сбоку от игрового стола. Позже мониторов стало шесть, по одному на каждого из знатоков, которые были установлены на круглом подвесном стенде. На стенде, помимо мониторов, также были установлены световые приборы, микрофоны, видеокамеры и полочки для писем телезрителей. Со временем дизайн и конструкция стенда неоднократно менялась, а начиная с 2004 года, после изменения дизайна студии в 2001-м, стенд с мониторами стал подвижным, получив функции вращения, спуска и подъёма.

### Письма телезрителей
Письма телезрителей занимают большую часть секторов игрового поля и представляют собой конверты с указанием города, из которого был прислан вопрос. Изначально это были обычные почтовые конверты, в которых телезрители отправляли в студию письма с вопросами. После того, как волчок выбирает письмо, распорядитель зала убирает конверт с игрового поля и устанавливает его на время обсуждения вопроса у одного из мониторов. Изначально это делали сами знатоки, закрепляя конверт сначала на панели у единственного монитора, а позже уже непосредственно на самом подвесном стенде при помощи зажима. Со временем подвесной стенд оборудовали специальными полочками для писем.

### Песочные часы
Песочные часы в качестве постоянного атрибута игры появились в 2015 году. Песочные часы ведущий использовал для определения одной минуты на размышление, когда выходил в зал к знатокам во время финальных игр года, если выпадал «13 сектор». Также песочные часы можно увидеть на столе в играх 80-х, которые стояли на секторах, посвященных «музыкальной паузе». За все время игр неоднократно озвучивались вопросы, посвященные песочным часам, как символу времени и атрибуту игры.

### Скрипичный ключ
Фигурки в виде скрипичного ключа, также являются постоянным атрибутом игры, начиная с 1979-го года. Изначально они располагались на столе, занимая соответствующие сектора. Позже, начиная с 1986 года, фигурки использовались знатоками в качестве указателя на перерыв, во время которого бралась «музыкальную пауза». Позже фигурку на стол устанавливали только распорядители зала. Фигурка сделана из металла и имеет свой уникальный дизайн в виде круглого скрипичного ключа. Такие же и подобные фигурки используют и другие клубы «Что? Где? Когда?».

## Правила

### Основные
В игре принимают участие две команды: «знатоков» и «телезрителей». Команда знатоков состоит из шести подготовленных игроков и присутствует за круглым игровым столом. Одним из знатоков является капитан команды, принимающий решения от имени всей команды или же оглашающий совместно принятые решения. Команда телезрителей составлена из приславших свои письма любителей игры (как правило, письма подбираются технической командой перед каждой игрой). Задаёт вопросы от имени телезрителей ведущий игры, который находится в дикторской кабине и ведёт игру за кадром. Ведущий определяет правильность ответов знатоков и является главным судьёй.
Игра ведётся до шести очков (согласно правилам, утверждённым в 1982 году): команда, первой набравшая все шесть, побеждает в игре. Письма телезрителей лежат на игровом столе, который разделён на 13 секторов; в центре стола — волчок со стрелкой — игрушка, специально переделанная для игры. Волчок является генератором случайных чисел, именно от его выбора зависит очерёдность выпадения вопросов в игре: распорядитель игрового зала (а до 26 декабря 1993 года включительно — один из знатоков) в каждом раунде запускает волчок, стрелка которого указывает на один из секторов с вопросами. Ведущий, задав вопрос телезрителя, запускает таймер — по традиции, минуту на обсуждение. По окончании обсуждения знатоки должны дать ответ на вопрос телезрителя: капитан оглашает, кто будет отвечать на вопрос, или же отвечает сам. Знаток, как правило, озвучивает свою версию.
Ведущий принимает ответ знатоков и оглашает правильный. Если оба ответа совпадают как минимум по смыслу (или достигается консенсус между ведущим и отдельными представителями клуба), знатоки выигрывают раунд и зарабатывают очко. В противоположном случае очко присуждается команде телезрителей, а автор вопроса получает приз. В советское время призами были ценные книги, с 1991 года зритель получает денежную сумму (размер суммы варьируется в зависимости от правил). До лета 2001 года включительно знатоки также зарабатывали деньги за правильные ответы, в настоящее же время единственным денежным поощрением для знатока является титул лучшего игрока серии, вручаемый исключительно в случае победы знатоков в финалах (см. схему турниров).

### Регламент сезона
Каждый год в игре соответствует одному сезону, разделённому на четыре серии, соответствующих в свою очередь временам года (весна, лето, осень, зима). В сезоне играют 8 команд знатоков, которые соперничают друг с другом за возможность сыграть в финальной игре. Статус определяет игра команды в предыдущем сезоне (чем показатели лучше, тем команда выше в рейтинге команд, причём её место там не меняется). С 2016 по 2019 годы действовало правило: команда, обыгравшая телезрителей последней в серии, получала право сыграть в зимней (не действовало для матчей-реваншей) Таким образом, команда, обыгравшая телезрителей со счётом 6:0, становится претендентом на выход в зимнюю серию (при победе команды в финале весенней или летней серии — они автоматически выходят в зимнюю серию) до тех пор, пока её не вытеснит другая команда, выиграв с таким же счётом. Если любая другая команда выигрывает со счётом 6:1 (6:2, 6:3 и так далее), то она становится претендентом на участие в осенней серии и выйдет в зимнюю только в том случае, если победит в своей игре, а остальные команды — нет. Лучшему игроку среди победителей полуфиналов (то есть финалов серий) или победившему телезрителю вручается в качестве приза хрустальная сова. Победителям в финале года присваивается звание фаворитов клуба, а лучший игрок всей команды или победивший телезритель в этом случае получает вместо хрустальной совы бриллиантовую. В юбилейных сезонах (каждый 5-й год) вместо одной совы разыгрывается целое гнездо (его получает вся победившая команда), а также — звание «магистра» (с почётной медалью) у знатоков. Наконец, во время всего сезона неразыгранная сумма с каждой игры, выделенная банком-спонсором, отправляется в накопительный резерв. В конце года она равномерно разделяется между телезрителями, принявшими участие в финальной игре и которые выиграли в финале года у знатоков очко (если в призовом фонде накопилось 3 млн рублей, то при счёте 5:6 в пользу телезрителей, призовой фонд делят на 6 частей, при счёте 6:3 — на 3 части, при 6:1 — счастливчик забирает себе весь куш), а при 6:0 — переходит на следующий год.

### Принципы игры
И Владимир Ворошилов, и Борис Крюк неоднократно подчёркивали, что, в отличие от многих других телевизионных интеллектуальных игр, таких как «Своя игра», «Брэйн ринг» и другие, «Что? Где? Когда?» является игрой не на знания и эрудицию, а на интеллект и умение рассуждать. Большая часть вопросов в игре составлена таким образом, что знать изначально правильный ответ не удаётся даже самым эрудированным знатокам, однако почти во всех вопросах до правильного ответа можно додуматься в рамках минуты обсуждения. Даже среди знатоков, которые дают досрочные ответы, как правило, сами знатоки приводят цепочку рассуждений, которую они быстро провели и сумели дать верный ответ.

### Права играющей команды
Каждая команда знатоков имеет определённые права, действующие во время игры. Запрос к ведущему на признание каждого права подлежит капитану команды.
В настоящее время:
- Досрочный ответ. Если во время оглашения ведущим вопроса один из знатоков уверен в том, что знает на него ответ, он может поднять вверх большой палец руки, в то время как капитан должен успеть сказать «досрочный ответ» до сигнала о начале минуты обсуждения. Ведущий в свою очередь решает, принимать или не принимать такой ответ. В случае правильного ответа знатоки экономят минуту обсуждения и могут её использовать на любом другом вопросе по решению капитана, а их количество зависит только от числа правильных досрочных ответов. Начиная с осенней серии 2016 года, дополнительную минуту можно использовать в секторах «Блиц» и «Суперблиц» (при этом в случае досрочного ответа отводимые 20 секунд не экономятся). До 2001 года знатоки давали досрочные ответы после короткого обсуждения ещё во время зачитывания вопроса, но с 2001 года вести обсуждение до (и после) сирены стало запрещено — досрочный ответ игрок должен давать без обсуждения, иначе ведущий может не засчитать ответ знатоков и присудить им поражение.
- «Минута в кредит». Правило появилось в 1990-е годы под названием «покупка минуты»: знатоки имели право купить минуту обсуждения за стоимость вопроса и играли тем самым только на очко (стоимость могла быть выше ставки). С 2010 года команда знатоков имеет право попросить дополнительную «минуту в кредит» только в случае, когда она проигрывает команде телезрителей, набравшей 5 очков, и если «минута в кредит» поможет знатокам правильно ответить на вопрос, они будут обязаны ответить на один из последующих вопросов досрочно (то есть вернуть минуту). Если команда не вернула «минуту в кредит» до 11-го раунда, то она будет обязана ответить на вопрос без обсуждения в следующем раунде (в том числе при выпадении секторов «Блиц» и «Суперблиц»). Присуждение «минуты в кредит» осуществляется только при достижении консенсуса между ведущим и защитником интересов телезрителей.➤
- «Решающий раунд». Правило введено с зимней серии 2001 года: если команда набрала 5-е очко, она имеет право попросить «Решающий раунд», чтобы выиграть со счётом 6:0 и обойти все другие команды, игравшие в предыдущих играх серии. Если ведущий соглашается, то счёт становится 0:0 (в 2001 году — 5:5), и игра идёт на 6 очков, а за игровым столом остаётся один знаток, играющий по стандартным правилам и имеющий минуту на размышление (если на «Решающем раунде» выпадает сектор «Блиц», то он проводится по правилам того же «Суперблица»). В случае верного ответа знатоки побеждают со счётом 6:0, в случае неверного ответа побеждают телезрители с счётом 0:6. Подобная победа позволяет знатокам обойти команды-соперники, игравшие в предыдущих играх серии и претендующие на игру в финале: при этом если решающий раунд выиграли две команды, то преимущество отдаётся той, что сыграла позже (до 2015 года это был единственный способ обойти претендента на финал года, по нынешним же правилам команда, не сыгравшая в финале серии, в финал года попасть уже не может). Прообразом можно считать шестерную игру (эпизод из игры 30 декабря 1989 года показан 18 декабря 2016 года во время прямой трансляции из Нескучного сада)[58] За всю историю «Элитарного Клуба» в «Решающем раунде» знатоки одержали победу только 7 раз: Ровшан Аскеров выиграл первый в истории «Решающий раунд» в 2001 году, Вячеслав Санников — в 2002 году, Борис Левин — в 2003 и 2017 годах, Александр Либер — в 2006 году, Илья Новиков — в 2010 году и Дмитрий Филиппов — в 2023 году. Также перед «Решающим раундом» у оставшегося знатока есть право поместить конверты на игровом столе так, чтобы они могли выпасть равновероятно. Ниже перечислены игроки, игравшие этот раунд.

| Игрок               | Награды                                                                            | Дата |
| ------------------- | ---------------------------------------------------------------------------------- | --- |
| Ровшан Аскеров      | Обладатель Хрустальной совы                                                        | 15 декабря 2001; 26 ноября 2011 |
| Александр Бялко     | Обладатель Хрустальной совы                                                        | 22 декабря 2001 |
| Максим Поташев      | Магистр, Обладатель Бриллиантовой совы, Четырёхкратный обладатель Хрустальной совы | 28 сентября 2002 («13 сектор»); 8 декабря 2012 («Суперблиц»)                                                                          |
| Вячеслав Санников   |                                                                                    | 13 декабря 2002 |
| Борис Левин         | Обладатель Бриллиантовой Совы, Обладатель Хрустальной совы                         | 24 мая 2003 («13 сектор»); 10 декабря 2017                                                                                            |
| Александр Друзь     | Магистр, Обладатель Бриллиантовой совы, Шестикратный обладатель Хрустальной совы   | 31 мая 2003; 22 декабря 2006; 30 октября 2010                                                                                         |
| Илья Новиков        | Обладатель Бриллиантовой совы, Двукратный обладатель Хрустальной совы              | 3 октября 2003; 15 декабря 2007; 9 октября («Блиц») и 18 декабря 2010 («13 сектор»); 21 и 28 декабря 2013 (переигровка) («13 сектор») |
| Борис Ковалёв       |                                                                                    | 11 декабря 2003 |
| Владимир Антохин    | Обладатель Хрустальной совы                                                        | 25 марта 2005 |
| Валдис Пельш        |                                                                                    | 1 апреля 2005 |
| Владимир Степанов   | Обладатель Хрустальной совы                                                        | 14 мая 2005 |
| Александр Либер     |                                                                                    | 1 декабря 2006 |
| Владимир Молчанов   | Двукратный обладатель Хрустальной совы                                             | 26 октября 2007 |
| Дмитрий Авдеенко    | Четырёхкратный обладатель Хрустальной совы                                         | 8 декабря 2007; 17 декабря 2023 |
| Эдуард Шагал        |                                                                                    | 23 октября 2010 |
| Владимир Кукарских  |                                                                                    | 1 декабря 2012 |
| Александра Золотова |                                                                                    | 6 декабря 2014 |
| Алексей Самулёв     |                                                                                    | 12 декабря 2015 («Суперблиц») |
| Борис Белозёров     | Обладатель Хрустальной совы                                                        | 11 декабря 2016 |
| Ким Галачян         | Обладатель Хрустальной совы                                                        | 17 декабря 2017; 9 апреля 2023 |
| Александр Луценко   |                                                                                    | 4 февраля 2018 |
| Денис Потехин       |                                                                                    | 25 февраля 2018 |
| Денис Мишин         |                                                                                    | 5 июня 2022 |
| Михаил Савченков    |                                                                                    | 2 апреля 2023 («Блиц») |
| Михаил Скипский     | Двукратный обладатель Хрустальной совы                                             | 12 июня 2023 |
| Дмитрий Филиппов    |                                                                                    | 10 декабря 2023 |

- «Помощь клуба». Перед ответом на вопрос знатоки имеют право взять «Помощь клуба»: в течение 20 секунд любой из находящихся в зале знатоков и зрителей может подсказать команде ответ. «Помощь клуба» может быть использована только один раз за игру в любом раунде, кроме «Суперблица» и «Решающего раунда»; в настоящее время помощь клуба можно брать только в случае, если в данный момент знатоки проигрывают телезрителям. Телезритель, на чей вопрос знатоки ответили правильно, только взяв помощь клуба, получает 100 % денежную компенсацию, в зависимости от раунда и счёта. В текущем виде право введено в 2001 году. В советский период в программе существовала «Помощь болельщиков», в ходе которой в течение 1 минуты зрители в зале могли помочь знатокам. Жирным шрифтом выделены капитаны; курсивом выделены игры, в которых знатоки одержали победу:

| Год  | Знатоки | Год  | Знатоки | Год  | Знатоки | Год  | Знатоки | Год  | Знатоки |
| ---- | --- | ---- | --- | ---- | --- | ---- | --- | ---- | --- |
| 2001 | Станислав Глинский (8 декабря) Максим Поташев (15 декабря) | 2006 | Ксения Накладова (8 апреля) Наталья Жукова (21 апреля) Лариса Рубальская (29 апреля) Максим Поташев (3 июня7) Александр Рубин (10 июня) Мария Баранчикова (17 июня) Алексей Блинов (25 июня2) Андрей Козлов (20 октября2) Андрей Бычуткин (4 ноября5 и 15 декабря6) Сергей Виватенко (1 декабря2) Михаил Барщевский (8 декабря2) Илья Новиков (29 декабря2)                                                                                        | 2011 | Алесь Мухин (26 марта16) Сергей Николенко (2 апреля2) Михаил Мун (9 апреля3) Денис Мацуев (11 июня) Дмитрий Панайотти (1 октября2) Максим Поташев (8 октября9) Андрей Супранович (15 октября) Ровшан Аскеров (22 октября и 22 октября2) Илья Новиков (10 декабря5) Елизавета Овдеенко (17 декабря2)                                | 2016 | Андрей Козлов (10 апреля10 и 25 сентября11) Михаил Скипский (24 апреля5) Георгий Полин (15 мая) Евгений Фионов (5 июня) Алёна Повышева (19 июня4) Никита Баринов (2 октября2) Максим Поташев (23 октября10) Елена Александрова (20 ноября3) Михаил Дюба (27 ноября) Дмитрий Авдеенко (2 января 20176) | 2021 | Елизавета Овдеенко (21 марта7) Ким Галачян (28 марта) Елена Александрова (4 апреля4) Денис Галиакберов (18 апреля) Павел Журавлёв (23 мая) Алёна Повышева (30 мая10) Виктор Сиднев (6 июня2 и 17 октября3) Алесь Мухин (20 июня24, 4 июля25 и 5 декабря26) Павел Занозин (3 октября) Михаил Новосёлов (10 октября) Александр Друзь (28 ноября11) Андрей Козлов (26 декабря15) |
| 2002 | Дмитрий Коноваленко (22 марта, 1 июня2 и 28 сентября3) Борис Алексеев (29 марта и 18 мая2) Фёдор Двинятин (25 мая и 19 октября2) Алесь Мухин (8 июня, 12 октября2 и 13 декабря3) Александр Друзь (5 октября и 5 октября2) Евгений Ночёвкин (30 ноября) Михаил Мун (7 декабря) Вячеслав Санников (21 декабря)                                                                                            | 2007 | Анатолий Иванишин (30 марта) Александр Самокутяев (30 марта) Антон Шкаплеров (30 марта) Мухтар Аймаханов (30 марта) Сергей Рязанский (30 марта) Сергей Жуков (30 марта) Елена Кисленкова (6 апреля) Алексей Блинов (13 апреля3) Алесь Мухин (21 апреля11) Вячеслав Белов (18 мая) Балаш Касумов (25 мая) Максим Поташев (1 июня8) Михаил Скипский (9 июня) Ася Шавинская (19 октября3) Дмитрий Авдеенко (8 декабря) Владислав Лихачёв (22 декабря) | 2012 | Андрей Супранович (17 марта2) Елизавета Овдеенко (24 марта-23-4) Алесь Мухин (31 марта17) Балаш Касумов (12 мая4) Андрей Козлов (26 мая6 и 8 декабря7) Илья Новиков (2 июня6) Алёна Повышева (13 октября) Алексей Блинов (20 октября6) Александр Друзь (15 декабря7)                                                               | 2017 | Константин Горшков (19 марта) Айк Казазян (2 апреля) Борис Белозёров (9 апреля и 29 октября2) Алёна Повышева (23 апреля5 и 24 сентября6) Эльман Талыбов (30 апреля) Алесь Мухин (28 мая21) Андрей Козлов (18 июня12 и 17 сентября13) Александр Друзь (25 июня9 и 24 декабря10) Игорь Алексеев (15 октября) Андрей Коробейник (19 ноября) Максим Поташев (10 декабря11)                                        | 2022 | Александр Друзь (1012 и 24 апреля13) Александр Толмачёв (29 мая) Денис Элькис (5 июня) Дарина Сибуль (13 июня) Никита Баринов (25 сентября3) Михаил Мун (2 октября4) Денис Потехин (23 октября) Максим Поташев (30 октября12) Михаил Савченков (27 ноября) Андрей Козлов (4 декабря16) Ася Самойлова (11 декабря)                                                             |
| 2003 | Борис Алексеев (15 марта3) Инна Друзь (22 марта) Марина Уфаева (5 апреля) Александр Бялко (17 мая) Валентина Голубева (24 мая и 24 октября2) Александр Друзь (31 мая3 и 28 ноября4) Борис Левин (6 июня) Алесь Мухин (3 октября4 и 26 декабря5) Максим Поташев (10 октября-22 и 3) Андрей Бычуткин (11 декабря)                                                                                         | 2008 | Михаил Левандовский (5 апреля) Александр Друзь (12 апреля6) Александр Рубин (27 апреля2) Вячеслав Белов (17 мая2) Елизавета Овдеенко (31 мая) Михаил Скипский (8 июня2) Алексей Капустин (4 октября) Алесь Мухин (10 октября12 и 13 декабря13) Елена Потанина (25 октября) Сергей Лукьяненко (29 ноября) Валдис Пельш (29 ноября) Андрей Козлов (203 и 27 декабря4)                                                                                | 2013 | Алёна Повышева (13 апреля2 и 19 октября3) Елена Александрова (20 апреля2) Виктор Сиднев (27 апреля) Иван Топчий (8 июня) Андрей Козлов (12 октября8) Дмитрий Авдеенко (2 ноября4) Константин Рудер (14 и 28 декабря2) | 2018 | Александр Луценко (4 февраля) Гарик Мартиросян (4 марта) Айк Казазян (11 марта2) Константин Рудер (25 марта5) Борис Левин (15 апреля4 и 23 сентября5) Иван Жаркевич (20 мая) Алесь Мухин (3 июня22 и 2 декабря23) Игорь Алексеев (10 июня2 и 16 сентября3) Роман Кузиков (7 октября) Алёна Повышева (28 октября7) Борис Белозёров (9 декабря3) Елизавета Овдеенко (16 декабря5) Михаил Скипский (23 декабря6) | 2023 | Семён Попов (19 марта) Дарина Сибуль (26 марта2 и 22 октября3) Александр Мосягин (2 апреля) Денис Элькис (16 апреля2) Алесь Мухин (4 июня27 и 24 сентября28) Алёна Повышева (18 июня11 и 17 декабря12) Андрей Козлов (15 октября17) Дарья Любинская (26 ноября) |
| 2004 | Марина Друзь (5 марта) Андрей Козлов (12 марта) Алесь Мухин (19 марта6, 87, 29 октября8 и 17 декабря9) Андрей Бычуткин (14 мая2, 3 и 25 декабря4) Михаил Мун (21 мая2) Максим Поташев (28 мая4) Ася Шавинская (4 июня) Дмитрий Иванов (15 октября) Наталья Манусаджян (22 октября) Илья Новиков (10 декабря)                                                                                            | 2009 | Балаш Касумов (4 апреля2 и 26 декабря3) Сергей Николенко (11 апреля) Борис Бурда (26 апреля2) Алексей Блинов (23 мая4 и 12 декабря5) Дмитрий Авдеенко (30 мая2) Андрей Козлов (3 октября5) Алесь Мухин (10 октября14) Михаил Скипский (24 октября3) | 2014 | Юлия Лазарева (29 марта) Алесь Мухин (5 апреля18 и 27 декабря19) Никита Баринов (12 апреля) Владислав Бодров (31 мая) Андрей Супранович (20 сентября3) Михаил Скипский (29 ноября4) Александра Золотова (6 декабря) Александр Друзь (13 декабря8)                                                                                  | 2019 | Артём Савочкин (3 февраля) Евгения Боброва (10 февраля) Кирилл Емелин (17 февраля) Инна Семёнова (10 марта-2 и 2 июня3) Иван Жаркевич (24 марта2) Елизавета Овдеенко (21 апреля6) Константин Рудер (16 июня6) Вера Рабкина (30 июня) Роман Оркодашвили (2 ноября) Ольга Быкова (9 ноября) Михаил Скипский (8 декабря7)                                                                                        | 2024 | Алёна Повышева (31 марта13) Андрей Козлов (7 апреля18 и 1 декабря19) Дмитрий Акулов (21 апреля) Анастасия Шутова (28 апреля) Константин Рудер (26 мая7) Борис Белозёров (9 июня4 и 15 декабря5) Денис Элькис (13 октября3) Денис Тепляков (20 октября и 8 декабря2) Дарина Сибуль (27 октября4) Владимир Степанов (29 декабря2)                                               |
| 2005 | Василий Уткин (11 марта) Николай Басков (18 марта) Владимир Антохин (25 марта) Владимир Меньшов (1 апреля) Михаил Барщевский (20 мая) Ася Шавинская (27 мая2) Алесь Мухин (29 октября10) Сергей Виватенко (5 ноября) Александр Друзь (12 ноября5) Борис Бурда (19 ноября) Максим Поташев (26 ноября5 и 10 декабря6) Николай Силантьев (3 декабря) Пётр Сухачёв (17 декабря) Алексей Блинов (24 декабря) | 2010 | Иван Зайков (27 марта) Андрей Каморин (2 апреля) Илья Новиков (10 апреля3 и 9 октября4) Елена Александрова (17 апреля) Алесь Мухин (22 мая15) Елена Потанина (29 мая2) Михаил Барщевский (16 октября3) Дмитрий Панайотти (27 ноября) Владимир Степанов (4 декабря) Владимир Белкин (18 декабря) Дмитрий Авдеенко (25 декабря3) | 2015 | Константин Рудер (28 марта3 и 17 октября4) Балаш Касумов (4 апреля5) Алесь Мухин (25 апреля20) Елена Потанина (31 мая3) Александр Печёный (7 июня) Антон Иоков (14 июня) Борис Левин (28 июня2 и 5 декабря3) Виталий Орехов (26 сентября) Владимир Улахович (3 октября) Андрей Козлов (10 октября9) Дмитрий Авдеенко (26 декабря5) | 2020 | Ольга Быкова (5 апреля2) Лев Кертман (19 апреля) Борис Левин (17 мая6) Юрий Филиппов (31 мая) Михаил Скипский (7 июня8) Георгий Арабули (14 июня) Кирилл Емелин (27 сентября2) Елена Потанина (4 октября4) Алёна Повышева (18 октября8 и 6 декабря9) Дарья Соловей (25 октября) Балаш Касумов (1 ноября6) Оксана Петрунько (22 ноября) Андрей Козлов (29 ноября14) Эльман Талыбов (20 декабря2)               | 2025 | Алесь Мухин (30 марта29) Михаил Дюба (6 апреля2) Андрей Козлов (20 апреля20) Денис Элькис (13 июня4) Алёна Повышева (20 июня14) |

Исторические:
- «Помощь магистров». Правило появилось в 2002 году и было аналогично «Помощи клуба» за исключением того, что помощь оказывали магистры (коими тогда были Александр Друзь и Максим Поташёв, позже помощь оказывали все магистры клуба). Иногда помощь магистров заменялась помощью каких-либо знатоков в зале (в первой игре осенней серии 2002 года помощь предоставляли 2 представителя Баку: Анар Мамедханов и Ровшан Аскеров). Правило помощи магистров действовало и в том случае, если часть магистров игры (или все) находятся за столом.
- «Помощь Всемирного разума». В 2000 году в экспериментальной и юбилейной серии игр команда знатоков имела право один раз за игру взять помощь всемирного разума, то есть Интернета. В этом случае знатоки получали ещё одну минуту на обсуждение, а на экране мелькали десятки версий, которые присылали на сайт «Что? Где? Когда?» пользователи Интернета. Организатором и спонсором помощи служила компания Rambler, представленная её сотрудником Михаилом Хановым: по словам Ханова, каждый знаток на тренировках обязался смотреть только в один конкретный фрагмент экрана и проговаривать все версии, которые там появляются. В ходе 3-й игры экспериментальной серии произошёл обрыв Интернет-связи: хотя неполадки удалось оперативно устранить, это сильно напугало спонсоров из Rambler[19].

### Схема турниров в течение года
Первоначальный вариант «Что? Где? Когда?» включал в себя всего по одной игре в год. Таким образом, после первой телеигры, проведённой в сентябре 1975 года, вторая состоялась уже в апреле 1976 года, а третья — лишь в декабре 1977 года. В 1978 году состоялось уже две игры, в 1979 — восемь. Полноценное разделение на летнюю и зимнюю серии произошло в 1980 году, где также появился финал года; начиная с 1981 года, ведущий приглашал все команды в клуб и перед игрой объявлял команду, которая должна была сесть за игровой стол. Поскольку игра не велась на деньги (и даже первый настоящий приз — «Хрустальную сову» — ввели лишь в 1982 году), команды часто переформировывались посреди сезона, знатоки заменялись ведущим или же менялись сами. К середине 1980-х каждая команда пыталась достойно представить свой игровой клуб, как правило, сформировавшийся вокруг школьной или студенческой деятельности. Стали проводиться турниры между клубами СССР за звание почёта (и книжные награды). Тем не менее, чёткого регламента с утверждением числа игр и команд в каждом сезоне до сих пор не существовало.
С 1990 года игра проводится в Охотничьем домике Нескучного Сада в Москве. После переименования клуба в «интеллектуальное казино» игра обретает индивидуальный характер и проводится на деньги, а самую крупную сумму, как правило, приобретает к концу года один знаток, давший больше всего правильных ответов (формально приз делился между всей командой). Команды с таким количеством знатоков представляли наибольший «коэффициент интеллекта» и могли сыграть более одного, а то и более двух раз в одном сезоне. Нововведение также подчёркивало и то, что проигравшая команда могла (по воле крупье и спонсоров) навсегда покинуть клуб, за редкими исключениями.
Нынешний четырёхсерийный формат сезона утвердился лишь в 2002 году, начиная с которого игровой сезон состоит из четырёх серий — весенней, летней, осенней и зимней. До 2015 года все серии состояли из четырёх игр, кроме зимней из пяти игр (включая финал года). Весеннюю серию стала открывать команда, победившая в предыдущем финале года. В случае, если победителями до этого оказывались телезрители, новый сезон открывала следующая по рейтингу команда либо команда дебютантов клуба. Выигрыш в каждой серии давал команде право сыграть в следующей, при условии, что не обыграет другая команда с лучшим счётом (до 2015 года выигрыш с тем же счётом не давал другой команде преимущества). Проигрыш лишал команду выступлений на три сезона: поражение в летней серии означало, что команда вернётся только весной следующего года, а поражение в весенней давало шанс сыграть лишь в зимней серии. В финал года же попадала команда, выигравшая с лучшим счётом в зимней серии.
В 2015—2021 годах в каждом из сезонов проводился финал: общее количество игр в году было доведено до 20. Рейтинг команд конкретизировался и перестал опираться исключительно на сезоны. Появилась таблица, рассчитанная на 9 команд, в которой есть место так называемым «фаворитам клуба», а также ещё девяти другим командам. Фаворитами всё так же являются финалисты предыдущего года, но, в зависимости от разницы в счёте между ними и другими командами, фавориты не «пролетают» серию после первого своего проигрыша. Остальные команды перемещаются по рейтингу как раньше и соперничают в обходе счёта до финала года, в котором могут стать новыми фаворитами при том условии, что не потерпели ни единого поражения за весь сезон.
Более того, игрок, зарекомендовавший себя как лучший за весь сезон, в конце года получает особый приз:
- Последний знаток, одержавший победу в секторе «Суперблиц», получит приз от генерального спонсора.
- Лучший игрок каждой игры получит приз от генерального спонсора.
- Лучшие игроки команд, не вошедших в зимнюю серию, могут принять участие в ней в составе сборной команды.
- В случае победы знатоков в финале серии игр (кроме зимней серии) лучший игрок получал «Хрустальную сову» и сертификат на сумму 300 тысяч рублей (если же побеждают телезрители, автор лучшего вопроса получал «Хрустальную сову» и пластиковую карту на сумму 300 тысяч рублей). В 2016 году сумма составляла 500 тысяч рублей. Начиная с 2017 года денежные призы для знатоков не предусмотрены[60].
- В случае победы знатоков в финале года лучший игрок получает «Бриллиантовую сову» и сертификат на сумму 1 миллион рублей (если же побеждают телезрители, автор лучшего вопроса получает «Бриллиантовую сову» и пластиковую карту на сумму 1 миллион рублей)[61]. Начиная с 2017 года денежные призы для знатоков не предусмотрены. Каждый пятый год считается юбилейным, в юбилейном сезоне выигравшей команде знатоков присваивается «Хрустальное гнездо» (набор из шести «Хрустальных сов»).

#### Матч-реванш
В клубе «матчем-реваншем» называют игру команды, которая претендовала на финал года до тех пор, пока её в одном и том же сезоне не обыграла команда с лучшим счётом, но, тем не менее, успев проиграть телезрителям. В таком случае считается, что финалистами года стали не ввиду собственного выигрыша, а ввиду проигрыша лучшего соперника. Эта ситуация нередко порождала споры и конфликты между командами, вплоть до отсутствия другой команды в клубе при игре соперников, или же отказа в «помощи клуба». Случалось и обратное, когда команда перед матчем-реванш вдруг сообщала ведущему, что «подачек ей не надо», и уступала место изначальным претендентам в финале. Наконец, бывали и случаи, когда обе команды соглашались поочерёдно играть в одной игре.

## Музыкальное и звуковое оформление игры
Особое звуковое пространство игры, где голос, шумы и музыка играют важную роль, создала звукорежиссёр и музыкальный редактор Наталия Плуталова.

### Музыкальные композиции
Основная мелодия, звучащая в заставке программы «Что? Где? Когда?» — это вступительная часть к симфонической поэме Рихарда Штрауса «Так говорил Заратустра» (звучала в диско варианте в 1979—1986 годах, сейчас звучит при объявлении состава команды и посадке команды за игровой стол). С 1990 года в заставке программы звучит самое начало арии Германа из оперы «Пиковая дама» («Что наша жизнь? Игра!»).
Начиная с зимней серии 1991 года по летнюю серию 2001 года (а также один раз в 2005 году), в самом начале игры во время раскладывания денег и писем на игровом столе звучал ещё один фрагмент из той же оперы. Это была ария графини («Je crains de lui parler la nuit»), которая представляла собой цитату — начало арии Лоретты из оперы А. Гретри «Ричард Львиное Сердце».
В начале раунда и перед фразой ведущего «Внимание, вопрос!», а также почти всегда после фразы «Внимание, правильный ответ!» звучит удар в гонг.
Во время игры, когда крутится волчок, звучит композиция «Дикая лошадь» в исполнении Диксиленда Альберта Мелконова (автор композиции — Геннадий Бондарев). Между раундами иногда звучат обработки фрагментов из «Рапсодии в стиле блюз (Голубая рапсодия)», «Американец в Париже» и композиции «Blues» Джорджа Гершвина, джазовый стандарт «Sing, sing, sing» Луи Примы в исполнении оркестра Бенни Гудмана, хор цыган из 2-го действия оперы «Трубадур» Джузеппе Верди в обработке оркестра Гленна Миллера, фрагменты песен «Crucified» и «Israelism» группы Army of Lovers и фрагменты песен «The Race» и «Jungle Bill» группы «Yello».
Когда помощники выносят чёрный ящик или какой-либо предмет, звучит инструментальная версия песни «Ra-ta-ta» в аранжировке Джеймса Ласта.
В конце игры при объявлении победителей проигрывается симфоническая поэма Сен-Санса «Пляска смерти» в исполнении Ekseption. Ранее в самом конце игры, перед титрами звучала композиция «Theme from Paradise» из фильма «Рай» в исполнении Фаусто Папетти. Сейчас композиция «Theme from Paradise» звучит в конце азербайджанской и украинской версии телеигры. В то время, когда выпадал сектор «зеро», играл фрагмент композиции Doop; другой её фрагмент играет при выходе ведущего в зал (на данный момент финалы 2013, 2015, 2016, 2017 и 2018 годов) и 22 мая 2016 года после музыкальной паузы.
Во время вручения «Хрустальной совы» звучит композиция дуэта «Yello» «Homage to the Mountain», открывающая альбом «Baby». В финальной игре года звучит тема Philips — «Космический ветер». Также она звучит при выпадении Тринадцатого сектора.

### Музыкальная пауза
В 1979 году в игре появилась «Музыкальная пауза». На протяжении нескольких лет телеигра «Что? Где? Когда?» была одной из немногих программ на советском телевидении, где можно было увидеть клипы популярных зарубежных исполнителей. Сначала «Музыкальные паузы» шли в записи, а с 1982 года на игру стали приглашать «живых» артистов. Первой музыкальной паузой была концертная запись Дюка Эллингтона, показанная 24 января 1979 года.
Сейчас «Музыкальная пауза» обычно проходит на улице, на открытой площадке перед Охотничьим домиком в Нескучном саду (иногда музыкальные номера проходят и в игровом зале). На игровом столе «Музыкальную паузу» олицетворяет фигурка скрипичного ключа.
Начиная с 1986 года команде знатоков были предоставлены три «Музыкальных паузы», которые они могут использовать по своему усмотрению в течение игры. Например, «Музыкальной паузой» можно было «накрыть» нежелательный для знатоков сектор («Блиц» или «Суперблиц») и тогда после музыкального номера волчок вращался заново. С 2001 года время «Музыкальной паузы» определяет ведущий игры.

## Виды вопросов
Каждый игровой вопрос сопровождается некоторыми наводящими вопросами со стороны ведущего, который готовит знатоков к той или иной теме обсуждения: иногда в этих вопросах есть намёки на то, чему будет посвящён данный раунд.
- Обычный вопрос: ведущий устно задаёт знатокам вопрос. Знатоки должны подготовить точную формулировку ответа (например, если телезритель в своём вопросе требует обосновать ответ, отвечающий должен объяснить свою версию, а если необходимо, произвести определённые действия).
- Вопрос с предметом: распорядитель игрового зала выносит команде знатоков определённый предмет для демонстрации вопроса. Это может быть всё что угодно — от карандаша до животного (к примеру, в весенних играх 2002 года вынесли блюдце с улиткой, червяком и кошкой). В ответе иногда требовалось произвести с предметом те или иные действия, помимо пояснения ответа. Возможен и обратный вариант, при котором ведущий начинает вопрос со слов «У нас за кулисами сейчас находится…», в то время как знатоки должны отгадать сам объект (как правило, такой вопрос задаётся в случае, когда сам предмет слишком объёмен, чтобы поместиться в чёрном ящике: пальто, кий, картина больших размеров и т. д.). В 2010-х годах также обрёл популярность вопрос «Что в кармане у распорядителя?» о предметах, наоборот, слишком маленьких для чёрного ящика.
- «Чёрный ящик»: знатокам выносят чёрный ящик и ведущий даёт описание предмета, лежащего в нём. В основном, в чёрном ящике находятся довольно конкретные предметы, которые по объёму в него вмещаются, хотя в нём также может лежать другой чёрный ящик (как вариант ответа — игра 27 декабря 2008 года), или же он может быть пуст (ответ — «пустота» или «ничего»). Иногда выносят несколько чёрных ящиков (игра 10 декабря 2011 года — в вопросе было задействовано сразу все три ящика: большой, средний и маленький). Если предмет превышает размеры «Чёрного ящика», его прячут за кулисами. В некоторых случаях в чёрном ящике могут быть несколько предметов: так, в финале зимней серии 1998 года среди содержимого оказался и живой кролик.
- Вопрос с изображением: изображения для иллюстрации вопроса или ответа могут быть показаны знатокам на экране, а могут быть вынесены распорядителем игрового зала. Изображения, которые выносятся перед вопросом, обычно дублируются в течение минуты обсуждения на экране — чтобы все знатоки (и зрители) смогли его разглядеть. Во время работы Владимира Ворошилова и первых играх Бориса Крюка изображения не дублировались из-за отсутствия технической возможности, а для зрителей они снимались оператором с близкого плана. Исключение — раунд «Суперблиц»: чтобы соблюсти тишину в игровом зале, на экран изображения не выводятся.
- Видеовопрос, снятый телезрителем: вопрос, который телезритель сам снял на видео и прислал на игру. Вопрос снимается телезрителем, чтобы что-либо продемонстрировать знатокам, а иногда и просто так, чтобы «лично» задать свой вопрос (в большинстве случаев ответ также снимается на видео). Начиная с 2006 года такие вопросы, в случае выигрыша телезрителя, поощряются дополнительной суммой.
- Видеовопрос, снятый корреспондентами: вопросы, снятые с участием одного или двух корреспондентов программы. Редакция принимает решение о съёмке тех вопросов, которые требуют иллюстрации в вопросе или ответы. Корреспонденты программы: Дарья Ивашкевич и Олег Дымов. В 1991—1994 годах вопросы часто задавал Вадим Тонков от лица Вероники Маврикиевны[источник не указан 3450 дней].
- Музыкальный вопрос: вопрос, связанный с прослушиванием музыкального фрагмента. Исторически сложилось так, что именно музыкальные вопросы считаются среди знатоков самыми сложными, о чём и Владимир Ворошилов, и Борис Крюк неоднократно говорили в эфире[64][65][66].
- Тринадцатый сектор или «Интернет против знатоков»: разыгрывается только один раз за игру (введён 1 декабря 2001 года в начале Зимней серии). На игровом столе обозначен числом «13». Когда стрелка волчка указывает на «Тринадцатый сектор», знатокам задаётся один из вопросов, присланных по Интернету за время прямой трансляции игры (на 2002 год адрес страницы 13.alfabank.ru или 13.tvigra.ru). Вопрос выбирает компьютер случайным образом из всех, присланных телезрителями в течение игры. Ведущий читает вопрос, который появляется на экране в игровом зале — как правило, ведущий не знает, какой вопрос выпадет, поэтому никаких комментариев или оценок дать не может до появления ответа на экране. В случае, если знатоки ответили неправильно, телезритель, приславший свой вопрос в «Тринадцатый сектор», получает денежный выигрыш. В финалах года вопросы «Тринадцатого сектора» отличаются по манере: в финале 2008 года сыграл вопрос Александра Ширвиндта, а в 2009 году — группы «Машина времени»; в финалах 2013, 2015—2020 и 2023-2024 годов (а также в Специгре от 22 ноября 2020 года) ведущий выходил в зал задавать собственный вопрос. С 20 ноября 2016 было введено дополнительное вознаграждение «За достойный вопрос» от национальной платёжной системы «Мир» (пластиковая карта) в размере 50 тысяч рублей (кроме основного выигрыша), которое выплачивается, если вопрос признан большинством знатоков достойным[67]. Однако с 19 марта 2017 года было введено интернет-голосование за вопрос по аналогии с телефонным голосованием начала 2000-х, проходящее официально на сайте «тринадцатого сектора» со 2 апреля 2017 года[68], а сумма выигрыша телезрителя зависит от доли поддержавших зрителей (больше половины участников голосования)[69]. С 17 сентября 2017 года интернет-голосование отменили, снова доверив знатокам решать вопрос о вознаграждении. Ниже приведён список игроков, игравших этот раунд.
Одним из авторов идеи выбора вопросов из Интернета является компания Rambler, представители которой обеспечивали участие пользователей Интернета в играх 2000 года[19].

| Игрок                 | Кол-во попыток | Кол-во побед | Дата |
| --------------------- | -------------- | ------------ | --- |
| Станислав Глинский    | 1              | 0            | 8 декабря 2001 |
| Анастасия Сигеева     | 1              | 1            | 15 декабря 2001 |
| Виктор Сиднев         | 5              | 2            | 22 декабря 2001; 12 ноября 2005; 23 декабря 2011; 15 декабря 2012; 15 апреля 2018 |
| Елена Кисленкова      | 1              | 0            | 29 декабря 2001 |
| Александр Друзь       | 13             | 10           | 15 марта 2002; 28 ноября 2003; 15 октября 2004; 12 апреля 2008; 20 декабря 2012; 24 мая и 13 декабря 2014; 10 и 24 декабря 2017; 23 сентября 2018; 28 ноября 2021; 10 и 24 апреля 2022 |
| Дмитрий Коноваленко   | 1              | 1            | 22 марта 2002 |
| Борис Алексеев        | 1              | 1            | 29 марта 2002 |
| Фёдор Двинятин        | 4              | 2            | 5 апреля, 7 и 28 декабря 2002; 17 октября 2003 |
| Светлана Артемьева    | 1              | 0            | 18 мая 2002 |
| Алесь Мухин           | 27             | 13           | 1 июня и 21 декабря 2002; 22 марта, 5 и 26 декабря 2003; 8 октября и 10 декабря 2004; 29 октября 2005; 13 октября 2006; 6 и 21 апреля 2007; 10 октября 2008; 6 октября 2012; 15 июня и 21 декабря 2013; 27 декабря 2014; 25 апреля и 5 декабря 2015; 28 мая 2017; 3 июня 2018; 15 декабря 2019; 27 декабря 2020; 20 июня, 4 июля и 5 декабря 2021; 4 июня 2023; 30 марта 2025 |
| Михаил Левандовский   | 1              | 0            | 8 июня 2002 |
| Максим Поташев        | 18             | 10           | 28 сентября и 19 октября 2002; 10 октября 2003; 28 мая 2004; 26 ноября и 10 декабря 2005; 3 июня 2006; 1 июня 2007; 9 апреля и 26 ноября 2011; 20 апреля 2013; 23 октября 2016; 25 июня 2017; 5 октября 2019; 30 мая 2021; 20 ноября 2022; 8 октября 2023; 29 декабря 2024 |
| Вадим Карлинский      | 1              | 0            | 12 октября 2002 |
| Илья Новиков          | 14             | 9            | 30 ноября 2002; 19 декабря 2003; 19 марта и 29 октября 2004; 5 апреля 2008; 23 мая 2009; 9 октября и 18 декабря 2010; 26 марта и 25 июня 2011; 2 июня и 24 ноября 2012; 28 декабря 2013; 7 июня 2014 |
| Ровшан Аскеров        | 5              | 4            | 17 мая 2003; 21 мая 2004; 10 июня 2006; 12 декабря 2009; 26 декабря 2015 |
| Борис Левин           | 3              | 3            | 24 мая и 6 июня 2003; 3 декабря 2011 |
| Инна Друзь            | 2              | 2            | 31 мая и 3 октября 2003 |
| Андрей Бычуткин       | 2              | 1            | 11 декабря 2003; 14 мая 2004 |
| Елена Александрова    | 5              | 3            | 5 марта 2004; 12 октября 2013; 31 октября 2021; 30 мая 2025 |
| Борис Бурда           | 6              | 5            | 12 марта 2004; 20 октября 2006; 30 декабря 2007; 19 апреля и 4 октября 2008; 19 апреля 2009 |
| Елена Орлова          | 3              | 2            | 22 октября 2004; 10 апреля 2010; 20 октября 2012 |
| Дмитрий Авдеенко      | 15             | 8            | 26 ноября 2004; 8 декабря 2007; 25 декабря 2010; 12 мая 2012; 1 июня 2013; 24 октября 2015; 2 января и 30 апреля 2017; 24 июня 2018; 1 ноября и 20 декабря 2020; 18 декабря 2022; 28 мая 2023; 16 июня 2024; 20 июня 2025 |
| Анатолий Козлов       | 1              | 1            | 25 декабря 2004 |
| Михаил Барщевский     | 2              | 0            | 18 марта 2005; 16 октября 2010 |
| Владимир Антохин      | 4              | 3            | 25 марта 2005; 26 декабря 2009; 11 декабря 2010; 1 декабря 2024 |
| Арина Шарапова        | 1              | 1            | 1 апреля 2005 |
| Михаил Довженко       | 1              | 0            | 14 мая 2005 |
| Олег Морозов          | 1              | 0            | 20 мая 2005 |
| Александр Лепетунов   | 2              | 1            | 27 мая 2005; 27 октября 2006 |
| Алексей Блинов        | 2              | 1            | 3 июня 2005; 25 июня 2006 |
| Николай Силантьев     | 2              | 2            | 19 ноября 2005; 6 декабря 2008 |
| Алексей Капустин      | 6              | 4            | 3 декабря 2005; 26 октября 2007; 8 декабря 2012; 21 марта и 10 октября 2015; 17 сентября 2017 |
| Пётр Сухачёв          | 1              | 0            | 17 декабря 2005 |
| Ксения Накладова      | 1              | 0            | 8 апреля 2006 |
| Вячеслав Белов        | 2              | 1            | 15 апреля и 17 июня 2006 |
| Александр Журбин      | 1              | 0            | 29 апреля 2006 |
| Лариса Рубальская     | 1              | 0            | 8 декабря 2006 |
| Максим Руссо          | 1              | 0            | 29 декабря 2006 |
| Евгений Куприянов     | 2              | 0            | 18 мая 2007; 15 мая 2010 |
| Балаш Касумов         | 6              | 2            | 25 мая 2007; 8 июня 2008; 5 и 19 декабря 2009; 4 апреля 2015; 21 апреля 2019 |
| Владислав Лихачёв     | 2              | 1            | 19 октября 2007; 28 ноября 2009 |
| Сергей Николенко      | 4              | 2            | 3 ноября 2007; 11 апреля 2009; 2 апреля 2011; 30 октября 2022 |
| Мария Баранчикова     | 1              | 0            | 17 мая 2008 |
| Елена Потанина        | 3              | 0            | 18 и 25 октября 2008; 11 марта 2018 |
| Сергей Лукьяненко     | 1              | 0            | 29 ноября 2008 |
| Андрей Козлов         | 6              | 4            | 27 декабря 2008; 3 октября 2009; 26 мая 2012; 10 апреля и 25 сентября 2016; 7 апреля 2019 |
| Елизавета Овдеенко    | 6              | 3            | 4 апреля 2009; 5 июня 2010; 16 апреля и 17 декабря 2011; 26 ноября 2017; 16 декабря 2018 |
| Игорь Кондратюк       | 1              | 0            | 26 апреля 2009 |
| Михаил Скипский       | 8              | 6            | 30 мая и 24 октября 2009; 24 апреля и 18 декабря 2016; 4 апреля 2021; 4 декабря 2022; 7 апреля и 6 октября 2024 |
| Александр Шевцов      | 1              | 1            | 27 марта 2010 |
| Борис Ерёмин          | 1              | 0            | 2 апреля 2010 |
| Аднан Ахундов         | 1              | 1            | 22 мая 2010 |
| Михаил Малкин         | 1              | 1            | 29 мая 2010 |
| Эдуард Шагал          | 2              | 0            | 23 октября 2010; 20 сентября 2014 |
| Антон Григоров        | 1              | 1            | 30 октября 2010 |
| Пётр Ломакин          | 1              | 0            | 11 июня 2011 |
| Анастасия Шутова      | 4              | 3            | 18 июня 2011; 7 июня 2015; 16 октября 2022; 14 апреля 2024 |
| Георгий Арабули       | 2              | 1            | 15 октября 2011; 5 апреля 2020 |
| Александр Рубин       | 1              | 0            | 22 октября 2011 |
| Андрей Супранович     | 3              | 1            | 17 марта 2012; 17 мая и 29 ноября 2014 |
| Гюнель Бабаева        | 1              | 1            | 31 марта 2012 |
| Павел Чернявский      | 2              | 1            | 19 мая 2012; 19 октября 2013 |
| Александр Никольский  | 1              | 1            | 1 декабря 2012 |
| Эльман Талыбов        | 3              | 2            | 6 апреля 2013; 5 апреля 2014; 8 декабря 2019 |
| Константин Рудер      | 9              | 5            | 26 октября и 14 декабря 2013; 28 марта и 17 октября 2015; 2 октября 2016; 25 марта 2018; 16 июня 2019; 3 апреля 2022; 21 мая 2023 |
| Ирада Зейналова       | 1              | 1            | 30 ноября 2013 |
| Алёна Повышева        | 4              | 1            | 7 декабря 2013; 31 мая 2020; 18 июня 2023; 31 марта 2024 |
| Егор Барданов         | 1              | 1            | 12 апреля 2014 |
| Юлия Лазарева         | 2              | 0            | 13 сентября 2014; 23 декабря 2018 |
| Михаил Дюба           | 3              | 1            | 27 сентября 2014; 17 апреля и 27 ноября 2016 |
| Евгений Фионов        | 1              | 1            | 6 декабря 2014 |
| Михаил Карпук         | 2              | 1            | 31 мая 2015; 6 июня 2021 |
| Ольга Быкова          | 3              | 1            | 14 июня 2015; 17 декабря 2017; 14 июня 2020 |
| Виталий Орехов        | 2              | 1            | 26 сентября 2015; 16 сентября 2018 |
| Владимир Улахович     | 2              | 1            | 3 октября и 12 декабря 2015 |
| Айк Казазян           | 1              | 1            | 28 ноября 2015 |
| Алёна Блинова         | 1              | 1            | 27 марта 2016 |
| Роман Оркодашвили     | 2              | 1            | 3 апреля 2016; 9 июня 2019 |
| Сергей Ковалевский    | 1              | 0            | 15 мая 2016 |
| Ким Галачян           | 2              | 2            | 29 мая 2016; 9 апреля 2023 |
| Владимир Кукарских    | 2              | 0            | 19 июня и 9 октября 2016 |
| Алексей Самулёв       | 4              | 2            | 20 ноября 2016; 23 апреля 2017; 17 июня и 28 октября 2018 |
| Борис Белозёров       | 5              | 3            | 11 декабря 2016; 9 апреля 2017; 9 декабря 2018; 22 ноября 2020; 15 декабря 2024 |
| Константин Горшков    | 2              | 0            | 19 марта 2017; 17 февраля 2019 |
| Андрей Коробейник     | 2              | 2            | 2 апреля и 19 ноября 2017 |
| Михаил Мун            | 3              | 3            | 18 июня 2017; 17 апреля 2022; 15 октября 2023 |
| Инна Семёнова         | 5              | 1            | 2 июля 2017; 12 апреля, 17 мая, 22 и 29 ноября 2020 |
| Иван Марышев          | 2              | 2            | 24 сентября 2017; 18 ноября 2018 |
| Александр Булычёв     | 1              | 0            | 15 октября 2017 |
| Василий Онучин        | 1              | 0            | 4 февраля 2018 |
| Михаил Галустян       | 1              | 1            | 4 марта 2018 |
| Дарья Любинская       | 1              | 0            | 8 апреля 2018 |
| Кирилл Чернышев       | 1              | 0            | 20 мая 2018 |
| Александра Золотова   | 2              | 1            | 7 октября 2018; 26 мая 2024 |
| Дарья Соловей         | 1              | 1            | 2 декабря 2018 |
| Артём Савочкин        | 1              | 1            | 3 февраля 2019 |
| Никита Косенков       | 1              | 1            | 10 февраля 2019 |
| Денис Галиакберов     | 2              | 0            | 24 марта 2019; 18 апреля 2021 |
| Леонид Тимофеев       | 1              | 0            | 2 июня 2019 |
| Юрий Филиппов         | 3              | 1            | 23 июня 2019; 29 декабря 2024; 13 апреля 2025 |
| Николай Крапиль       | 2              | 1            | 30 июня 2019; 13 декабря 2020 |
| Роман Кузиков         | 1              | 1            | 28 сентября 2019 |
| Лев Кертман           | 3              | 1            | 19 октября и 22 декабря 2019; 19 апреля 2020 |
| Иван Жаркевич         | 1              | 0            | 29 декабря 2019 |
| Евгения Боброва       | 1              | 0            | 22 марта 2020 |
| Екатерина Мереминская | 1              | 1            | 24 мая 2020 |
| Кирилл Емелин         | 1              | 1            | 27 сентября 2020 |
| Станислав Мереминский | 1              | 0            | 25 октября 2020 |
| Денис Потехин         | 1              | 0            | 22 ноября 2020 |
| Николай Русскин       | 1              | 1            | 23 мая 2021 |
| Ян Непомнящий         | 1              | 0            | 3 октября 2021 |
| Дарина Сибуль         | 2              | 0            | 22 мая 2022; 22 октября 2023 |
| Дмитрий Акулов        | 2              | 0            | 25 сентября 2022; 19 марта 2023 |
| Яков Новиков          | 1              | 0            | 2 октября 2022 |
| Ася Самойлова         | 1              | 0            | 9 октября 2022 |
| Александр Мосягин     | 3              | 1            | 27 ноября 2022; 2 апреля 2023; 22 декабря 2024 |
| Семён Попов           | 1              | 1            | 16 апреля 2023 |
| Янис Цецерук          | 1              | 1            | 1 октября 2023 |
| Никита Старун         | 1              | 0            | 26 ноября 2023 |
| Кристина Заляускайте  | 1              | 0            | 10 декабря 2023 |
| Денис Элькис          | 2              | 1            | 24 декабря 2023; 13 июня 2025 |
| Денис Мишин           | 2              | 1            | 21 апреля и 13 октября 2024 |
| Юлианна Астраускайте  | 1              | 1            | 19 мая 2024 |
| Денис Тепляков        | 1              | 1            | 8 декабря 2024 |
| Леонид Климович       | 3              | 1            | 6 апреля 2025 |

- Раунд «Блиц»: три вопроса по 20 секунд обсуждения на каждый. В секторе, как правило, три письма от телезрителей (или одно, если все три вопроса заданы одним телезрителем). Чтобы выиграть, знатоки должны ответить на все три вопроса: они могут быть связаны одной темой и, как правило, имеют невысокую степень сложности, которая возрастает от первого вопроса к третьему. В случае первой же ошибки знатоков тот телезритель, на чей вопрос знатоки дали неверный ответ, приносит очко команде телезрителей и получает выигрыш. «Помощь Клуба» в раунде «Блиц» можно взять только на один из трёх вопросов. Впервые «Блиц» введён в 1986 году, с 1998 года по Зимнюю серию 2005 года раунд не разыгрывался.

| Игрок                      | Кол-во попыток | Кол-во побед | Дата |
| -------------------------- | -------------- | ------------ | --- |
| Владимир Молчанов          | 8              | 3            | 11 апреля 1986; 21 декабря 1991; 12 декабря 1992; 18 декабря 1993; 31 декабря 1994; 3 декабря 2005; 20 октября 2006; 20 декабря 2008 |
| Сергей Шаховец             | 2              | 1            | 11 апреля 1986; 8 декабря 1991 |
| Галина Наумова             | 1              | 0            | 28 ноября 1986 |
| Оксана Петрунько           | 1              | 0            | 28 ноября 1986 |
| Людмила Герасимова         | 4              | 1            | 28 ноября 1986; 13 ноября 1988; 21 декабря 1991; 4 июня 1994 |
| Марина Говорушкина         | 1              | 0            | 28 ноября 1986 |
| Виктор Сиднев              | 8              | 3            | 26 декабря 1986, 26 декабря 1986; 28 ноября 2009; 27 апреля 2013; 25 июня 2017; 2 июня 2019; 12 апреля 2020; 6 апреля 2025 |
| Олег Долгов                | 3              | 1            | 26 декабря 1986, 26 декабря 1986; 19 июня 1993 |
| Александр Друзь            | 19             | 10           | 26 декабря 1986; 8 декабря 1990; 28 декабря 1991; 19 и 26 декабря 1992; 25 декабря 1993; 18 июня 1994; 10 и 25 июня 2006; 27 апреля 2008; 30 октября 2010; 3 декабря 2011; 15 декабря 2012; 27 сентября 2014; 28 июня 2015; 17 апреля 2016; 23 сентября 2018; 18 декабря 2022; 23 мая 2025                             |
| Сергей Пестов              | 1              | 1            | 26 декабря 1986 |
| Никита Шангин              | 1              | 1            | 26 декабря 1986 |
| Леонид Владимирский        | 3              | 1            | 26 декабря 1986; 12 июня 1993; 4 июня 1994 |
| Светозар Колев             | 1              | 0            | 15 ноября 1987 |
| Александр Зуев             | 1              | 0            | 6 мая 1988 |
| Витольд Вионцек            | 1              | 0            | 18 июня 1988 |
| Яцек Скарский              | 1              | 0            | 18 июня 1988 |
| Елена Медведкова           | 3              | 1            | 2 октября 1988; 30 июня и 14 декабря 1991 |
| Валентина Голубева         | 1              | 0            | 13 ноября 1988 |
| Софи Гренье                | 1              | 0            | 29 декабря 1988 |
| Нурали Латыпов             | 1              | 0            | 16 сентября 1989 |
| Виктория Кравченко         | 1              | 0            | 15 декабря 1990 |
| Алексей Капустин           | 11             | 5            | 15 декабря 1990; 30 июня 1991; 18 декабря 1993; 10 декабря 1994; 21 декабря 1996; 20 декабря 2008; 19 апреля 2009; 17 апреля 2010; 20 апреля и 12 октября 2013; 10 апреля 2016 |
| Андрей Козлов              | 8              | 3            | 15 декабря 1990; 14 декабря 1991; 20 июня 1992; 11 июня 1994; 30 ноября 1996; 31 мая 1997; 10 октября 2015; 18 июня 2017 |
| Борис Бурда                | 4              | 1            | 9 июня 1991; 31 мая и 28 июня 1997; 20 октября 2006 |
| Владимир Левинтов-Левитан  | 2              | 1            | 23 июня и 28 декабря 1991 |
| Олег Котляр                | 1              | 0            | 23 июня 1991 |
| Игорь Барышев              | 2              | 1            | 8 декабря 1991; 6 июня 1992 |
| Олег Чечель                | 2              | 1            | 8 декабря 1991; 6 июня 1992 |
| Алексей Блинов             | 4              | 1            | 28 декабря 1991; 27 июня и 19 декабря 1992; 25 декабря 1993 |
| Александр Судаков          | 1              | 0            | 6 июня 1992 |
| Андрей Муравник            | 1              | 0            | 13 июня 1992 |
| Фёдор Двинятин             | 8              | 3            | 8 декабря 1990; 27 июня и 26 декабря 1992; 19 июня 1993; 25 июня 1994; 17 июня 1995; 29 ноября 1997; 10 декабря 2005 |
| Игорь Кондратюк            | 4              | 1            | 3 июля 1993; 31 мая 1997; 19 апреля и 6 декабря 2008 |
| Александр Клейн            | 1              | 1            | 20 ноября 1993 |
| Борис Вейцман              | 1              | 1            | 20 ноября 1993 |
| Виктор Байрак              | 1              | 1            | 20 ноября 1993 |
| Алексей Вавилов            | 1              | 1            | 4 декабря 1993 |
| Евгений Нехаев             | 1              | 1            | 4 декабря 1993 |
| Леонид Климович            | 3              | 1            | 4 декабря 1993; 3 июня 1995; 6 апреля 2025 |
| Ирина Гандилян             | 2              | 1            | 8 декабря 1990; 25 декабря 1993 |
| Владислав Петрушко         | 1              | 0            | 4 июня 1994 |
| Георгий Жарков             | 2              | 1            | 26 ноября 1994; 8 июня 1996 |
| Владислав Быков            | 2              | 2            | 26 ноября 1994; 29 июня 1996 |
| Максим Поташев             | 18             | 10           | 3 и 24 декабря 1994; 23 декабря 1995; 23 ноября и 21 декабря 1996; 3 июня 2006; 4 декабря 2010; 23 октября 2016; 25 июня и 10 декабря 2017; 2 июня 2019; 31 мая 2020; 30 мая 2021; 16 октября и 27 ноября 2022; 3 декабря 2023; 13 апреля и 16 мая 2025                                                                |
| Борис Левин                | 19             | 11           | 3 и 24 декабря 1994; 2 и 23 декабря 1995; 7 декабря 1996; 6 декабря 1997; 15 мая и 16 октября 2010; 3 декабря 2011; 15 декабря 2012; 27 сентября 2014; 23 октября 2016; 25 июня 2017; 23 сентября и 18 ноября 2018; 2 июня и 5 октября 2019; 6 июня 2021; 23 мая 2025                                                  |
| Ольга Прокофьева           | 2              | 0            | 17 декабря 1994; 21 июня 1997 |
| Леонид Тимофеев            | 7              | 0            | 24 декабря 1994; 1 июня и 23 ноября 1996; 14 июня 1997; 10 декабря 2017; 15 апреля 2018; 12 апреля 2020 |
| Александр Рубин            | 5              | 3            | 27 мая 1995; 29 июня и 21 декабря 1996; 12 апреля 2008; 30 октября 2010 |
| Михаил Смирнов             | 1              | 0            | 24 июня 1995 |
| Евгений Емельянов          | 1              | 0            | 2 декабря 1995 |
| Елена Пальцева             | 1              | 0            | 8 июня 1996 |
| Сергей Виватенко           | 1              | 1            | 14 декабря 1996 |
| Микаил Джаббаров           | 2              | 0            | 24 мая и 28 июня 1997 |
| Роман Аллояров             | 1              | 1            | 22 ноября 1997 |
| Дмитрий Коноваленко        | 1              | 1            | 20 декабря 1997 |
| Алексей Лунин              | 1              | 0            | 27 декабря 1997 |
| Ровшан Аскеров             | 13             | 5            | 10 декабря 2005; 13 апреля 2007; 27 апреля 2008; 12 декабря 2009; 10 апреля и 18 декабря 2010; 1 июня и 2 ноября 2013; 13 сентября 2014; 4 апреля и 19 декабря 2015; 16 октября 2016; 24 мая 2020 |
| Пётр Сухачёв               | 2              | 0            | 17 декабря 2005; 5 апреля 2008 |
| Дмитрий Авдеенко           | 15             | 7            | 3 июня 2006; 25 мая 2007; 31 мая 2008; 4 апреля, 17 октября и 19 декабря 2009; 17 декабря 2011; 12 мая 2012; 29 марта и 13 сентября 2014; 30 апреля и 26 ноября 2017; 11 апреля 2021; 10 апреля 2022; 16 июня 2024 |
| Елена Орлова               | 6              | 3            | 10 и 25 июня 2006; 24 ноября 2012; 10 октября 2015; 25 сентября 2016; 17 сентября 2017 |
| Евгений Дёмин              | 1              | 0            | 17 июня 2006 |
| Алесь Мухин                | 21             | 6            | 13 октября 2006; 15 декабря 2007; 10 октября и 13 декабря 2008; 10 октября 2009; 22 мая 2010; 10 декабря 2011; 31 марта, 2 июня и 6 октября 2012; 5 апреля и 20 декабря 2014; 25 апреля 2015; 28 мая 2017; 30 сентября и 2 декабря 2018; 15 декабря 2019; 25 октября 2020; 20 июня и 24 октября 2021; 24 сентября 2023 |
| Сергей Жуков               | 1              | 0            | 30 марта 2007 |
| Михаил Мун                 | 11             | 3            | 1 июня 2007; 26 мая и 8 декабря 2012; 21 марта 2015; 4 апреля и 19 декабря 2021; 2 октября 2022; 12 июня и 15 октября 2023; 6 октября 2024; 20 апреля 2025 |
| Эдуард Шагал               | 4              | 4            | 12 октября 2007; 6 июня 2009; 29 мая 2010; 8 июня 2013 |
| Елена Потанина             | 7              | 1            | 22 декабря 2007; 18 и 25 октября 2008; 11 апреля и 13 июня 2009; 4 октября 2020; 3 октября 2021 |
| Василий Уткин              | 1              | 0            | 27 апреля 2008 |
| Артём Гордин               | 1              | 0            | 17 мая 2008 |
| Сергей Николенко           | 9              | 3            | 24 мая, 18 и 25 октября 2008; 11 апреля 2009; 29 мая и 27 ноября 2010; 2 апреля 2011; 16 октября и 27 ноября 2022 |
| Михаил Скипский            | 16             | 6            | 31 мая 2008; 17 декабря 2011; 24 марта 2012; 29 марта и 29 ноября 2014; 4 апреля и 19 декабря 2015; 21 апреля и 8 декабря 2019; 1 ноября 2020; 17 апреля и 4 декабря 2022; 12 июня 2023; 7 апреля и 6 октября 2024; 20 апреля и 30 мая 2025                                                                            |
| Илья Новиков               | 7              | 3            | 10 октября 2008; 23 мая и 12 декабря 2009; 10 апреля и 18 декабря 2010; 24 ноября 2012; 5 декабря 2015 |
| Михаил Малкин              | 5              | 2            | 25 октября 2008; 6 июня 2009; 27 ноября 2010; 1 октября 2011; 30 июня 2019 |
| Сергей Лукьяненко          | 1              | 0            | 29 ноября 2008 |
| Николай Силантьев          | 3              | 2            | 20 декабря 2008; 19 апреля 2009; 2 апреля 2010 |
| Юлия Лазарева              | 10             | 4            | 30 мая и 5 декабря 2009; 17 декабря 2011; 12 мая 2012; 1 июня 2013; 4 апреля и 24 октября 2015; 30 апреля 2017; 16 декабря 2018; 18 апреля 2021 |
| Аднан Ахундов              | 1              | 0            | 10 октября 2009 |
| Елизавета Овдеенко         | 14             | 7            | 17, 24 октября, 19 и 26 декабря 2009; 17 декабря 2011; 24 марта 2012; 1 июня 2013; 13 сентября 2014; 24 октября и 19 декабря 2015; 8 декабря 2019; 20 декабря 2020; 21 марта и 10 октября 2021 |
| Владимир Антохин           | 9              | 5            | 17 октября 2009; 17 декабря 2011; 25 сентября 2016; 4 апреля, 31 октября и 19 декабря 2021; 17 апреля 2022; 6 октября и 1 декабря 2024; 30 мая 2025 |
| Владимир Степанов          | 6              | 1            | 12 декабря 2009; 8 октября 2011; 20 апреля 2013; 3 декабря 2023; 14 и 28 апреля 2024 |
| Иван Зайков                | 1              | 0            | 27 марта 2010 |
| Агния Сергеюк              | 1              | 0            | 27 марта 2010 |
| Борис Ерёмин               | 1              | 0            | 2 апреля 2010 |
| Сергей Царьков             | 1              | 0            | 2 апреля 2010 |
| Михаил Барщевский          | 1              | 1            | 15 мая 2010 |
| Сергей Макаров             | 1              | 1            | 29 мая 2010 |
| Евгений Куприянов          | 1              | 0            | 16 октября 2010 |
| Елена Александрова         | 11             | 5            | 4 декабря 2010; 26 мая 2012; 20 апреля 2013; 10 октября 2015; 25 сентября и 20 ноября 2016; 17 сентября 2017; 31 октября и 19 декабря 2021; 2 октября 2022; 20 апреля 2025 |
| Дмитрий Панайотти          | 3              | 0            | 4 июня и 1 октября 2011; 17 июня 2018 |
| Алексей Смирнов (музыкант) | 1              | 0            | 11 июня 2011 |
| Дмитрий Дробышев           | 1              | 1            | 18 июня 2011 |
| Георгий Арабули            | 1              | 1            | 18 июня 2011 |
| Эльман Талыбов             | 7              | 3            | 25 июня 2011; 30 апреля и 26 ноября 2017; 16 декабря 2018; 21 апреля 2019; 20 декабря 2020; 11 апреля 2021 |
| Сергей Пименов             | 1              | 0            | 15 октября 2011 |
| Владислав Лихачёв          | 1              | 0            | 22 октября 2011 |
| Гюнель Бабаева             | 1              | 0            | 10 декабря 2011 |
| Анатолий Бугаев            | 1              | 0            | 10 декабря 2011 |
| Балаш Касумов              | 3              | 2            | 17 декабря 2011; 8 декабря 2019; 11 апреля 2021 |
| Андрей Супранович          | 1              | 0            | 17 марта 2012 |
| Алексей Самулёв            | 5              | 5            | 19 мая и 13 октября 2012; 21 июня и 12 декабря 2015; 23 апреля 2017 |
| Владимир Кукарских         | 5              | 2            | 19 мая, 13 октября и 1 декабря 2012; 13 апреля 2013; 3 октября 2015 |
| Павел Чернявский           | 1              | 1            | 13 октября 2012 |
| Александра Золотова        | 4              | 0            | 25 мая 2013; 12 апреля 2014; 25 марта 2018; 21 мая 2023 |
| Анастасия Шутова           | 5              | 2            | 8 июня 2013; 10 марта 2019; 28 апреля 2024; 13 апреля и 16 мая 2025 |
| Егор Барданов              | 2              | 1            | 26 октября 2013; 6 декабря 2014 |
| Константин Рудер           | 4              | 2            | 26 октября 2013; 7 сентября 2014; 28 марта 2015; 2 октября 2016 |
| Ильдар Низамов             | 2              | 2            | 26 октября и 14 декабря 2013 |
| Евгений Фионов             | 3              | 2            | 14 декабря 2013; 7 сентября 2014; 28 марта 2015 |
| Никита Баринов             | 6              | 2            | 14 декабря 2013; 12 апреля и 6 декабря 2014; 5 июня 2016; 28 сентября 2019; 3 апреля 2022 |
| Борис Белозёров            | 11             | 2            | 22 марта 2014; 14 июня 2015; 29 мая 2016; 29 октября 2017; 14 апреля 2019; 14 июня 2020; 28 марта 2021; 9 октября 2022; 9 апреля и 1 октября 2023; 9 июня 2024 |
| Юлия Архангельская         | 1              | 1            | 5 апреля 2014 |
| Антон Иоков                | 3              | 2            | 31 мая 2014; 11 декабря 2016; 9 декабря 2018 |
| Ольга Быкова               | 3              | 2            | 29 ноября 2014; 29 октября 2017; 5 апреля 2020 |
| Ирина Низамова             | 1              | 0            | 6 декабря 2014 |
| Григорий Алхазов           | 1              | 0            | 25 апреля 2015 |
| Роман Оркодашвили          | 4              | 1            | 31 мая и 5 декабря 2015; 2 апреля 2017; 9 июня 2019 |
| Андрей Коробейник          | 4              | 2            | 31 мая 2015; 2 апреля 2017; 11 марта 2018; 2 ноября 2019 |
| Айк Казазян                | 2              | 1            | 31 мая 2015; 9 июня 2019 |
| Владимир Улахович          | 3              | 2            | 21 июня, 3 октября и 12 декабря 2015 |
| Иван Марышев               | 4              | 3            | 21 июня 2015; 23 апреля 2017; 30 ноября 2019; 28 ноября 2021 |
| Анна Янгель                | 1              | 0            | 26 сентября 2015 |
| Михаил Карпук              | 6              | 4            | 3 апреля 2016; 11 марта 2018; 9 июня и 2 ноября 2019; 6 июня и 28 ноября 2021 |
| Михаил Дюба                | 2              | 1            | 17 апреля 2016; 23 сентября 2018 |
| Сергей Ковалевский         | 3              | 0            | 15 мая 2016; 15 октября 2017; 31 марта 2024 |
| Никита Старун              | 3              | 2            | 29 мая 2016; 17 декабря 2017; 11 декабря 2022 |
| Алёна Повышева             | 5              | 4            | 9 октября 2016; 23 апреля и 24 сентября 2017; 28 октября 2018; 17 декабря 2023 |
| Инна Семёнова              | 4              | 2            | 20 ноября 2016; 10 марта и 30 ноября 2019; 29 ноября 2020 |
| Ия Метревели               | 2              | 2            | 20 ноября 2016; 2 ноября 2019 |
| Ким Галачян                | 8              | 4            | 11 декабря 2016; 29 октября 2017; 9 ноября 2019; 5 апреля и 14 июня 2020; 10 октября 2021; 1 октября 2023; 3 ноября 2024 |
| Дарья Любинская            | 7              | 4            | 9 апреля и 17 декабря 2017; 9 декабря 2018; 10 октября 2021; 26 ноября 2023; 3 ноября 2024; 6 июня 2025 |
| Станислав Мереминский      | 6              | 1            | 28 мая 2017; 2 декабря 2018; 15 декабря 2019; 25 октября 2020; 4 июля и 5 декабря 2021 |
| Игорь Алексеев             | 2              | 1            | 12 июня 2017; 10 июня 2018 |
| Александр Булычёв          | 2              | 1            | 12 июня 2017; 16 сентября 2018 |
| Юрий Филиппов              | 5              | 2            | 24 сентября 2017; 17 июня 2018; 23 июня 2019; 31 мая 2020; 16 октября 2022 |
| Наталья Куликова           | 1              | 0            | 19 ноября 2017 |
| Вадим Галыгин              | 1              | 0            | 4 марта 2018 |
| Дарья Соловей              | 5              | 1            | 3 июня и 2 декабря 2018; 20 июня, 4 июля и 24 октября 2021 |
| Николай Крапиль            | 4              | 4            | 30 сентября 2018; 31 мая и 25 октября 2020; 24 октября 2021 |
| Денис Лагутин              | 1              | 1            | 28 октября 2018 |
| Денис Галиакберов          | 1              | 1            | 18 ноября 2018 |
| Анастасия Решинская        | 1              | 0            | 24 марта 2019 |
| Лев Кертман                | 1              | 0            | 24 марта 2019 |
| Вера Рабкина               | 1              | 0            | 30 июня 2019 |
| Михаил Новосёлов           | 2              | 1            | 22 декабря 2019; 4 октября 2020 |
| Павел Журавлёв             | 3              | 0            | 22 марта и 27 сентября 2020; 23 мая 2021 |
| Леонид Карлинский          | 1              | 0            | 27 сентября 2020 |
| Алексей Бакуменко          | 4              | 2            | 4 апреля 2021; 2 октября 2022; 15 октября 2023; 7 апреля 2024; 30 мая 2025 |
| Николай Сенькин            | 1              | 1            | 23 мая 2021 |
| Дмитрий Локтиков           | 1              | 1            | 23 мая 2021 |
| Екатерина Шпица            | 1              | 1            | 3 октября 2021 |
| Павел Занозин              | 1              | 1            | 3 октября 2021 |
| Роман Кузиков              | 1              | 1            | 3 апреля 2022 |
| Николай Русскин            | 1              | 0            | 29 мая 2022 |
| Дмитрий Акулов             | 2              | 0            | 5 июня 2022; 21 апреля 2024 |
| Всеволод Седов             | 1              | 0            | 13 июня 2022 |
| Денис Потехин              | 2              | 1            | 13 июня 2022; 26 марта 2023 |
| Олег Баранов               | 2              | 0            | 23 октября 2022; 2 июня 2024 |
| Александр Мосягин          | 4              | 1            | 27 ноября 2022; 8 октября 2023; 14 и 28 апреля 2024 |
| Тимур Кафиатуллин          | 1              | 1            | 11 декабря 2022 |
| Ася Самойлова              | 1              | 1            | 11 декабря 2022 |
| Денис Мишин                | 3              | 1            | 19 марта и 10 декабря 2023; 21 апреля 2024 |
| Денис Элькис               | 3              | 1            | 19 марта, 16 апреля и 10 декабря 2023 |
| Дмитрий Филиппов           | 3              | 1            | 19 марта и 10 декабря 2023; 13 октября 2024 |
| Диана Агейченкова          | 2              | 1            | 26 марта 2023; 27 октября 2024 |
| Вячеслав Гораш             | 1              | 1            | 26 марта 2023 |
| Павел Ершов                | 2              | 0            | 28 мая 2023; 20 июня 2025 |
| Янис Цецерук               | 1              | 1            | 1 октября 2023 |
| Андрей Островский          | 2              | 1            | 26 ноября 2023; 3 ноября 2024 |
| Олег Овчинников            | 1              | 0            | 14 апреля 2024 |
| Иван Борозняк              | 1              | 1            | 19 мая 2024 |
| Екатерина Пойменова        | 2              | 1            | 19 мая и 20 октября 2024 |
| Виталий Погорелов          | 2              | 1            | 16 июня 2024; 20 июня 2025 |
| Юлианна Астраускайте       | 1              | 0            | 20 октября 2024 |
| Денис Тепляков             | 1              | 0            | 20 октября 2024 |
| Дарина Сибуль              | 1              | 0            | 27 октября 2024 |
| Денис Казанский            | 1              | 0            | 30 марта 2025 |
| Виктория Головня           | 1              | 0            | 13 июня 2025 |
| Кристина Заляускайте       | 1              | 0            | 13 июня 2025 |

- Раунд «Суперблиц»: три вопроса по 20 секунд размышления на каждый, играет один знаток. От раунда «Блиц» отличается тем, что играет не вся команда, а только один знаток. Имя знатока, который останется за игровым столом, обычно называет капитан команды, однако иногда его выбирают по жребию (в финале 2008 года игрок был выбран с помощью волчка). Правила те же, что и для «Блица». Ведущий при этом просит соблюдать полную тишину в зале. Иногда знатоку разрешается в течение 20 секунд рассуждать вслух. В 2016 году спонсором компанией «Фонбет» был учреждён приз для знатока, сумевшего выиграть «Суперблиц». По статистике, за всю историю Клуба (начиная с 1987 года) знатоки выигрывали этот раунд менее четверти раз. Ниже приведён список игроков, игравших этот раунд (начиная с Зимней серии 1992 года).

| Игрок                   | Кол-во попыток | Кол-во побед | Дата |
| ----------------------- | -------------- | ------------ | --- |
| Владимир Молчанов       | 5              | 1            | 12 декабря 1992; 18 декабря 1993; 10 декабря 1994; 27 мая 1995; 20 декабря 2008 |
| Ирина Гандилян          | 1              | 0            | 19 декабря 1992 |
| Алексей Капустин        | 1              | 0            | 26 декабря 1992 |
| Леонид Стебенёв         | 1              | 0            | 5 июня 1993 |
| Леонид Владимирский     | 2              | 0            | 12 июня 1993; 9 декабря 1995 |
| Александр Друзь         | 19             | 2            | 19 июня и 27 ноября 1993; 18 и 25 июня 1994; 10 июня, 25 ноября и 16 декабря 1995; 15 июня и 14 декабря 1996; 28 июня 1997; 5 декабря 1998; 23 декабря 2011; 20 декабря 2012; 27 апреля 2013; 24 мая 2014; 28 июня 2015; 27 ноября 2016; 17 мая 2020; 6 июня 2021         |
| Леонид Климович         | 1              | 0            | 4 декабря 1993 |
| Алексей Глебов          | 1              | 0            | 11 декабря 1993 |
| Евгений Нехаев          | 1              | 1            | 28 мая 1994 |
| Владислав Петрушко      | 1              | 0            | 4 июня 1994 |
| Игорь Кондратюк         | 1              | 0            | 11 июня 1994 |
| Борис Левин             | 11             | 3            | 3 декабря 1994; 3 декабря 2011; 7 апреля 2012; 27 сентября 2014; 17 апреля 2016; 25 июня 2017; 15 апреля 2018; 2 июня 2019; 17 октября 2021; 6 апреля и 23 мая 2025 |
| Алексей Вавилов         | 3              | 1            | 17 декабря 1994; 3 июня 1995; 7 июня 1997 |
| Максим Поташёв          | 20             | 5            | 24 декабря 1994; 2, 23 и 30 декабря 1995; 1 июня, 23 ноября и 28 декабря 1996; 14 июня 1997; 27 июня и 28 ноября 1998; 9 апреля, 8 октября и 26 ноября 2011; 26 мая и 8 декабря 2012; 23 октября 2016; 10 декабря 2017; 23 сентября 2018; 5 октября 2019; 30 октября 2022 |
| Евгений Ильин           | 2              | 0            | 20 мая 1995; 25 мая 1996 |
| Леонид Тимофеев         | 2              | 0            | 24 июня 1995; 28 декабря 1996 |
| Юрий Черушев            | 1              | 1            | 8 июня 1996 |
| Александр Рубин         | 1              | 1            | 7 декабря 1996 |
| Микаил Джаббаров        | 1              | 1            | 24 мая 1997 |
| Татьяна Тарасова        | 1              | 0            | 31 мая 1997 |
| Сергей Виватенко        | 1              | 0            | 21 июня 1997 |
| Михаил Мун              | 7              | 0            | 22 ноября 1997; 27 октября 2012; 12 октября 2013; 10 апреля и 25 сентября 2016; 17 сентября 2017; 7 апреля 2019 |
| Фёдор Двинятин          | 2              | 0            | 29 ноября 1997; 12 декабря 1998 |
| Владимир Белкин         | 1              | 0            | 6 декабря 1997 |
| Борис Бурда             | 5              | 0            | 13 декабря 1997; 13 июня 1998; 3 декабря 2005; 4 октября и 6 декабря 2008 |
| Елена Орлова            | 1              | 0            | 30 мая 1998 |
| Михаил Дюба             | 1              | 0            | 6 июня 1998 |
| Дмитрий Коноваленко     | 1              | 0            | 21 ноября 1998 |
| Вячеслав Ширяев         | 1              | 0            | 26 декабря 1998 |
| Илья Новиков            | 11             | 3            | 17 декабря 2005; 21 апреля 2007; 13 декабря 2008; 9 октября 2010; 26 марта 2011; 31 марта, 2 июня, 6 октября и 24 ноября 2012; 20 декабря 2014; 25 апреля 2015 |
| Станислав Мереминский   | 8              | 1            | 1 и 29 декабря 2006; 28 мая 2017; 3 июня и 2 декабря 2018; 30 июня и 15 декабря 2019; 4 июля 2021 |
| Василий Уткин           | 1              | 0            | 8 декабря 2006 |
| Борис Ковалёв           | 1              | 0            | 15 декабря 2006 |
| Дмитрий Авдеенко        | 13             | 0            | 9 июня 2007; 31 мая 2008; 17 декабря 2011; 2 ноября 2013; 24 октября и 26 декабря 2015; 26 ноября 2017; 24 июня 2018; 1 ноября 2020; 18 декабря 2022; 18 июня и 17 декабря 2023; 20 июня 2025                                                                             |
| Александр Либер         | 1              | 0            | 5 апреля 2008 |
| Ровшан Аскеров          | 7              | 0            | 12 апреля 2008; 22 октября 2011; 20 октября 2012; 1 июня 2013; 27 марта 2016; 8 октября 2017; 29 ноября 2020 |
| Михаил Малкин           | 3              | 0            | 24 мая 2008; 2 апреля 2011; 30 сентября 2018 |
| Михаил Скипский         | 6              | 0            | 8 июня 2008; 24 марта и 12 мая 2012; 29 марта 2014; 15 октября 2023; 6 октября 2024 |
| Сергей Николенко        | 4              | 0            | 18 и 25 октября 2008; 16 октября и 27 ноября 2022 |
| Гарик Мартиросян        | 1              | 0            | 29 ноября 2008 |
| Андрей Козлов           | 1              | 1            | 27 декабря 2008 |
| Дмитрий Панайотти       | 3              | 1            | 4 июня и 1 октября 2011; 8 июня 2013 |
| Иван Топчий             | 2              | 0            | 18 июня и 15 октября 2011 |
| Георгий Арабули         | 2              | 0            | 17 марта 2012; 5 апреля 2020 |
| Владимир Кукарских      | 1              | 1            | 19 мая 2012 |
| Владимир Улахович       | 3              | 0            | 13 октября и 1 декабря 2012; 19 октября 2013 |
| Эльман Талыбов          | 7              | 1            | 6 апреля, 15 июня и 21 декабря 2013; 18 декабря 2016; 21 апреля и 8 декабря 2019; 12 декабря 2021 |
| Владимир Степанов       | 1              | 0            | 20 апреля 2013 |
| Ильдар Низамов          | 1              | 0            | 26 октября 2013 |
| Александра Золотова     | 1              | 0            | 14 декабря 2013 |
| Никита Баринов          | 8              | 0            | 12 апреля и 6 декабря 2014; 28 марта 2015; 2 октября 2016; 25 марта и 7 октября 2018; 28 сентября 2019; 25 сентября 2022 |
| Александр Тобенгауз     | 1              | 0            | 17 мая 2014 |
| Антон Иоков             | 2              | 0            | 31 мая 2014; 9 ноября 2019 |
| Ирина Низамова          | 2              | 1            | 7 сентября 2014; 17 октября 2015 |
| Елизавета Овдеенко      | 3              | 0            | 13 сентября 2014; 4 апреля 2015; 7 июня 2020 |
| Эдуард Шагал            | 1              | 0            | 20 сентября 2014 |
| Владимир Антохин        | 8              | 1            | 21 марта 2015; 29 марта и 24 мая 2020; 4 апреля 2021; 12 июня 2023; 7 апреля и 1 декабря 2024; 20 апреля 2025 |
| Роман Оркодашвили       | 4              | 1            | 31 мая и 28 ноября 2015; 2 апреля и 19 ноября 2017 |
| Андрей Супранович       | 1              | 0            | 7 июня 2015 |
| Алексей Самулёв         | 8              | 0            | 21 июня, 3 октября и 12 декабря 2015; 19 июня и 9 октября 2016; 23 апреля и 24 сентября 2017; 18 октября 2020 |
| Елена Александрова      | 1              | 0            | 10 октября 2015 |
| Михаил Карпук           | 2              | 0            | 3 апреля 2016; 28 ноября 2021 |
| Борис Белозёров         | 1              | 1            | 29 мая 2016 |
| Роман Кузиков           | 4              | 0            | 5 июня 2016; 3 апреля 2022; 21 мая 2023; 26 мая 2024 |
| Ким Галачян             | 6              | 0            | 11 декабря 2016; 9 апреля и 29 октября 2017; 9 декабря 2018; 14 июня 2020; 9 октября 2022 |
| Ольга Быкова            | 2              | 0            | 17 декабря 2017; 8 апреля 2018 |
| Михаил Новосёлов        | 2              | 0            | 20 мая 2018; 21 марта 2021 |
| Александр Булычёв       | 1              | 0            | 10 июня 2018 |
| Виталий Орехов          | 1              | 0            | 16 сентября 2018 |
| Иван Марышев            | 1              | 1            | 18 ноября 2018 |
| Денис Галиакберов       | 6              | 2            | 24 марта, 19 октября и 22 декабря 2019; 19 апреля и 4 октября 2020; 18 апреля 2021 |
| Дарья Любинская         | 1              | 0            | 14 апреля 2019 |
| Ия Метревели            | 2              | 1            | 9 июня и 2 ноября 2019 |
| Инна Семёнова           | 3              | 0            | 30 ноября 2019; 12 апреля и 22 ноября 2020 |
| Денис Потехин           | 5              | 0            | 27 сентября 2020; 23 мая 2021; 22 мая и 13 июня 2022; 26 марта 2023 |
| Дарья Соловей           | 2              | 0            | 25 октября 2020; 24 октября 2021 |
| Юрий Филиппов           | 5              | 1            | 6 декабря 2020; 8 октября и 3 декабря 2023; 28 апреля и 22 декабря 2024 |
| Тимур Кафиатуллин       | 2              | 0            | 28 марта 2021; 11 декабря 2022 |
| Николай Крапиль         | 2              | 1            | 20 июня и 5 декабря 2021 |
| Алексей Бакуменко       | 2              | 0            | 31 октября и 19 декабря 2021 |
| Арсений Малышев         | 1              | 0            | 29 мая 2022 |
| Семён Попов             | 1              | 0            | 5 июня 2022 |
| Николай Русскин         | 1              | 0            | 2 октября 2022 |
| Олег Баранов            | 1              | 0            | 23 октября 2022; 27 октября 2024 |
| Денис Мишин             | 1              | 0            | 19 марта 2023 |
| Александр Мосягин       | 1              | 0            | 2 апреля 2023 |
| Михаил Савченков        | 1              | 0            | 2 апреля 2023 |
| Александр Староказников | 1              | 0            | 4 июня 2023 |
| Андрей Островский       | 2              | 0            | 1 октября 2023; 9 июня 2024 |
| Дмитрий Филиппов        | 2              | 0            | 10 декабря 2023; 13 октября 2024 |
| Дмитрий Акулов          | 1              | 0            | 21 апреля 2024 |
| Артемий Анцупов         | 2              | 0            | 19 мая и 8 декабря 2024 |
| Всеволод Седов          | 1              | 0            | 2 июня 2024 |
| Павел Ершов             | 1              | 0            | 16 июня 2024 |
| Иван Борозняк           | 1              | 0            | 20 октября 2024 |
| Янис Цецерук            | 1              | 0            | 15 декабря 2024 |
| Никита Старун           | 1              | 1            | 6 июня 2025 |

«Помощь клуба» в раунде «Суперблиц» брать нельзя. «Суперблиц» был введён в 1986 году, но впервые был сыгран в 1987 году по другим правилам — команда сидела в полном составе, но должна была ответить на три вопроса без обсуждения — на счёт «раз, два, три». Не разыгрывался с Рождественской серии 1999—2000 годов по Зимнюю серию 2005 года; в эпоху ставок на секторах «Блиц» и «Суперблиц», как правило, лежали одни из самых больших выигрышей за столом.
В прошлом
- «Призовой вопрос»: в сезоне 2012 года в одном из писем на игровом столе мог скрываться конверт с двумя вопросами: основным и призовым. Когда выпадал сектор с призовым вопросом, ведущий спрашивал у капитана команды, согласен ли он отвечать на два вопроса. В случае согласия ведущий задавал сначала основной, а потом призовой вопросы. Призовой вопрос так или иначе был связан с основным: но мог как усложнять задачу знатокам, так и облегчать её. Очко давалось знатокам только в случае верного ответа на оба вопроса. В случае победы в этом раунде капитан команды получал приз — «За уверенность в своей команде»: значок на лацкан пиджака. Этот приз мог быть в течение сезона (в этой игре или следующих играх команды) обменян на дополнительную минуту обсуждения, дополнительную «Помощь Клуба» и т. п. Приз получили трое капитанов (один из которых — Балаш Касумов — использовал его на одном из следующих вопросов). Если капитан команды отказывался играть призовой вопрос, знатокам задавался только основной вопрос телезрителя.
- Раунд «Зеро» или «интеллектуальное казино против знатоков»: был введён Владимиром Ворошиловым в летней серии игр 1992 года и существовал в игре до 2001 года. Сектор «Зеро» на игровом столе был отмечен цифрой «0» на зелёном поле. По первоначальным правилам раунда «Зеро», знатоки могли ставить любую сумму из личных денег («свободная ставка — игра на свои собственные деньги»), а против знатоков мог сыграть любой желающий. Автор вопроса, приглашённый сыграть в раунде «Зеро», и команда знатоков делали индивидуальные ставки (в некоторых случаях автор вопроса мог по своему желанию вывести из игры нескольких знатоков в обмен на повышение ставки, при согласии на это капитана команды). Весь выигрыш доставался победившей стороне — команде знатоков, если ей удалось верно ответить на вопрос, или автору вопроса. Позднее правила игры в этом раунде изменились: против знатоков играло «интеллектуальное казино», а вопросы задавал Владимир Ворошилов, выходивший лично к игровому столу. Для этого раунда Владимир Ворошилов мог как сам составлять вопросы, так и брать темы из писем телезрителей (в случае поражения знатоков выигрыш получал телезритель, подсказавший тему вопроса). В разных сезонах игры в раунде «Зеро» действовали разные правила выигрыша: свободная ставка; максимальная ставка, которая существовала на игровом столе; иногда просто играли «на зеро» или, как выражался Ворошилов, «на очко». Раунд «Зеро» мог сыграть как при прямом попадании стрелки волчка в сектор, так и «по часовой стрелке» (в зависимости от предложений клуба и ведущего). Сектор «Зеро» выпадал до трёх раз за одну игру, однако осенью 2000 года его сыграли четырежды за игру: при наличии всего трёх с вопросами Ворошилов вышел в зал с дополнительной карточкой с вопросом в кармане. После смерти Владимира Ворошилова, в летней серии игр 2001 года, вопросы, подготовленные Ворошиловым для игры в раунде «Зеро», задавал Борис Крюк, который не выходил к знатокам, а распорядитель игрового зала передавал карточки «Зеро» ведущему в дикторскую. 9 июня 2001 года раунд «Зеро» был сыгран последний раз, его выиграли знатоки (верный ответ дал Максим Поташёв, получивший на память карточку с вопросом). Позднее 3 карты лежали на столе в финальной игре летней серии 4 июня 2004 года (вместо 13 сектора), волчок не указал в течение игры на этот сектор, после чего сектор «Зеро» пропал окончательно. Всего сектор «Зеро» выпадал 93 раза, из них знатоки выиграли 45. Ниже приведён список игроков, игравших этот раунд.

| Игрок                       | Кол-во попыток | Кол-во побед | Дата |
| --------------------------- | -------------- | ------------ | --- |
| Игорь Барышев и Олег Чечель | 1              | 1            | 6 июня 1992 |
| Андрей Муравник             | 1              | 0            | 13 июня 1992 |
| Андрей Козлов               | 5              | 1            | 20 июня 1992; 18 декабря 1993; 11 июня и 10 декабря 1994; 30 ноября 1996                                                                           |
| Александр Друзь             | 8              | 5            | 27 июня и 26 декабря 1992; 25 декабря 1993; 16 декабря 1995; 28 июня 1997 (совместно с Микаилом Джаббаровым); 12 декабря 1998; 11 и 12 января 2000 |
| Алексей Вавилов             | 4              | 2            | 5 декабря 1992; 5 июня 1993; 3 июня 1995; 30 мая 1998                                                                                              |
| Владислав Петрушко          | 1              | 1            | 12 декабря 1992 |
| Людмила Герасимова          | 1              | 1            | 12 июня 1993 |
| Фёдор Двинятин              | 5              | 3            | 19 июня 1993; 31 декабря 1994; 11 января и 10 сентября 2000; 2 июня 2001                                                                           |
| Игорь Кондратюк             | 1              | 0            | 26 июня 1993 |
| Владимир Молчанов           | 1              | 0            | 3 июля 1993 |
| Ирина Андронати             | 1              | 0            | 20 ноября 1993 |
| Ольга Прокофьева            | 2              | 0            | 4 декабря 1993; 17 декабря 1994 |
| Леонид Владимирский         | 2              | 0            | 11 декабря 1993; 4 июня 1994 |
| Леонид Тимофеев             | 4              | 1            | 21 мая 1994; 24 июня 1995; 23 ноября и 21 декабря 1996                                                                                             |
| Леонид Климович             | 3              | 2            | 28 мая 1994; 21 июня 1997; 28 ноября 1998 |
| Олег Котляр                 | 2              | 0            | 18 июня 1994; 25 ноября 1995 |
| Михаил Басс                 | 1              | 0            | 25 июня 1994 |
| Георгий Жарков              | 4              | 3            | 26 ноября 1994; 20 мая 1995; 20 июня и 26 декабря 1998                                                                                             |
| Борис Левин                 | 1              | 0            | 3 декабря 1994 |
| Максим Поташев              | 9              | 6            | 24 декабря 1994; 2 и 30 декабря 1995; 27 декабря 1997; 27 июня и 28 ноября 1998; 17 сентября и 30 декабря 2000; 9 июня 2001                        |
| Александр Рубин             | 1              | 1            | 27 мая 1995 |
| Инна Друзь                  | 2              | 1            | 10 июня 1995; 7 июня 1997 |
| Александр Бялко             | 1              | 1            | 9 декабря 1995 |
| Сергей Овчинников           | 1              | 1            | 23 декабря 1995 |
| Владислав Быков             | 3              | 2            | 25 мая и 8 июня 1996; 14 июня 1997 |
| Борис Бурда                 | 2              | 1            | 1 июня 1996; 31 мая 1997 |
| Елена Пальцева              | 2              | 1            | 15 июня 1996; 6 декабря 1997 |
| Алексей Капустин            | 3              | 3            | 22, 29 июня и 28 декабря 1996 |
| Вячеслав Ширяев             | 3              | 1            | 24 мая 1997; 30 мая и 12 декабря 1998 |
| Владислав Гринберг          | 1              | 0            | 24 мая 1997 |
| Микаил Джаббаров            | 1              | 0            | 28 июня 1997 (совместно с Александром Друзём) |
| Сергей Братухин             | 2              | 0            | 20 декабря 1997-2 |
| Сергей Царьков              | 3              | 2            | 23 мая и 19 декабря 1998; 25 ноября 2000 |
| Сергей Виватенко            | 2              | 2            | 27 июня 1998; 28 декабря 1999 |
| Наиля Курмашёва             | 1              | 1            | 29 декабря 1999 |
| Дмитрий Коноваленко         | 2              | 0            | 5 января и 17 сентября 2000 |
| Юрий Черушев                | 2              | 0            | 17 сентября 2000-2 |
| Михаил Мун                  | 1              | 1            | 1 октября 2000 |
| Никита Шангин               | 1              | 0            | 2 декабря 2000 |
| Виталий Кириллов            | 1              | 0            | 16 декабря 2000 |
| Марина Друзь                | 1              | 1            | 23 декабря 2000 |
| Сергей Пестов               | 1              | 0            | 26 мая 2001 |

- Сектор спонсора: специальные спонсорские секторы, находившиеся на игровом столе в период с зимних игр 1997 года по зимние игры 2000 года («Рождественская серия игр»): «Басалай» (зима 1997 года — лето 1998 года), «Бержерак» (лето 1998 года), «Хоббит», «Аванта плюс», «Сонет» (зима 1998 года), «Фонд Интеллект», «Банк ВДНХ», «Корона» (Рождественские игры 1999—2000 годов). Спонсоры по желанию называли сумму или призы либо увеличивали в несколько раз сделанную игроками ставку. Несколько раз во времена Ворошилова также озвучивались специальные вопросы от спонсоров вместо вопросов телезрителей, которые выпадали. В случае поражения знатоков деньги отправлялись телезрителю, чей сектор не сыграл, а телезритель получал право повторного получения выигрыша, в случае если его сектор выпадал снова.
- Сектор «Ретро»: специальный сектор, действовавший в Юбилейных играх 2000 года. Знатокам задавались вопросы из игр «Что? Где? Когда?» 1980-х годов — фрагменты архивных программ демонстрировались на экране. Сектор выпадал в каждой из пяти отборочных юбилейных игр; знатоки выиграли 4 сектора из 5 (потерпела поражение только команда юных знатоков). В финале Юбилейных игр 30 декабря не участвовал.

### Примеры вопросов
1. Перед вами древнеегипетская рукопись; в ней говорится про некоего раба: «Он в совершенстве слышит обоими ушами, честен и послушен». Этот текст рассматривается как один из ранних экземпляров… чего? (Ответ: рекламы).
2. Правление компании McDonald’s полагает: слухи о том, что мясные блюда сети McDonald’s готовятся из дождевых червей, легко опровергнуть, сравнив их с мясом. Вопрос: по какому критерию? (Ответ: по цене. Черви стоят намного больше).
3. По юмористическому календарю Беляева и Штаубера, «Если бы это утверждение было правдой, это не имело бы такого приятного вкуса». Догадайтесь, про какое утверждение говорится и назовите это. (Ответ: вино, «Истина в вине». Вопрос основан на сопоставлении фраз «Истина в вине» и «Горькая правда»).
4. Как-то раз друг Марка Твена, Гарри Дьюмен, взял в долг 500 долларов, обещав непременно вернуть их через месяц — разумеется, если будет ещё жив. Вопрос: что сделал Марк Твен, не получив обещанного через месяц? (Ответ: опубликовал некролог Дьюмена).
5. В басне Амброза Бирса какой-то депутат обещает своим избирателям не воровать после получения должности. Когда выяснилось, что он крал огромные суммы, избиратели потребовали ответа. Депутат ответил, что, да, он обещал не воровать, однако не давал другого обещания. Какого? (Ответ: обещания не лгать).
6. Джером К. Джером сравнивал это с правительством, так как и то, и то ценят, лишь пока они хорошие. Назовите это. (Ответ: погода).
7. Русский юморист Михаил Задорнов говорил, что он не сердится на коммунистов, так как они никогда не обманывали его. Но почему, по его словам, они его не обманывали? (Ответ: потому что он всё равно никогда им не верил).

## Подсказки
Находящиеся в зале зрители и знатоки могут попытаться дать подсказку на тот или иной вопрос команде, играющей за столом, за что команде могут засчитать поражение в раунде, а нарушителя выгнать из зала. Вследствие этого уже с самых первых выпусков передачи ведётся наблюдение: за наличием подсказок обязаны следить распорядители зала, и, в случае необходимости, показывать красную карточку в то время, как камера снимает подсказавшее лицо. Так, 29 декабря 1982 года первым за подсказку был удалён Александр Друзь.
Рекордсменами по числу удалений являются Ровшан Аскеров с шестью удалениями (в третьей игре летней серии 2003 года, в третьей игре зимней серии 2007 года, в четвёртой игре осенней серии 2009 года, в четвёртой игре зимней серии 2009 года, в третьей игре летней серии 2013 года, а также в третьей игре осенней серии 2016) и Валентина Голубева с тремя удалениями (во второй игре летней серии 1994 года, во второй игре весенней серии 2005 года и в третьей игре зимней серии 2014 года). По словам Бориса Крюка в летней серии 2001 года, одним из наиболее ярых любителей подсказывать знатокам был Вадим Карлинский. В финальной игре весенней серии 2018 года красная карточка впервые была показана игроку, который сидел за игровым столом (Максим Поташёв), однако он не был удалён, а вот уже в осенней серии игр 2019 года впервые за всю историю за подсказку был удалён игрок играющей команды Борис Левин, а оставшиеся два раунда команда доигрывала впятером (второй раз это случилось в зимней серии игр 2019 года, когда в 11 раунде за подсказку был удалён игрок играющей команды Михаил Малкин).
Тем не менее, ещё с появлением в клубе принципа казино, Ворошилов ввёл в 1992 году так называемую «помощь крупье», при котором за половину ставки на кону ведущий давал команде одну подсказку и дополнительную минуту обсуждения. В Юбилейных играх 2000 года знатоки имели право обращаться к помощи Интернета и помощи клуба (команда детей знатоков имела право обратиться не ко всему клубу, а только к своим родителям). В 2001 году была введена «помощь магистров» — в течение 20 секунд магистры, находившиеся в зале, могли озвучить команде свою версию, с учётом её наличия. С 2004 года же в клубе появилась «помощь клуба», при которой команда может обратиться ко всем стоящим в зале зрителям для получения их версии ответа на определённый вопрос, за те же 20 секунд. В 2007 году это правило было слегка изменено, после чего брать помощь можно только при счёте не в пользу знатоков. С 2010 года её также нельзя брать на блицах, суперблицах и решающем раунде.
10 апреля 2016 года была введена жёлтая карточка, которая выдаётся за стучание зрителями в зале по креслу игроков, которые пытаются намекнуть тем, что знают ответ, и убедить знатоков взять помощь клуба (в предыдущей игре той же серии имели место множество подобных инцидентов). Показывается распорядителями зала ведущему в тот момент, когда капитан играющей команды просит помощи клуба, и лишь в том случае, если во время обсуждения они заметят вышеописанную подсказку. Команда лишается помощи клуба в этом раунде, но, в отличие от красной карточки, ответ дать может. Нарушитель понесёт более серьёзное наказание и, по окончании раунда, будет обязан покинуть зал до следующей игры. С начала 2018 года жёлтая карточка была упразднена, а зрителям разрешили вслух сообщать команде, что в зале есть ответ.

## Трансляция в прямом эфире
С 24 октября 1986 года по 26 декабря 2021 года программа «Что? Где? Когда?» выходила в прямом эфире. Для живущих с разницей во времени с московским часовым поясом на Дальний Восток «Первый канал» транслирует передачу в записи ровно через неделю (о том, что транслируется запись, предупреждает титр на экране).
Финал 2016 года был перенесён в связи с катастрофой Ту-154 под Сочи, и транслировался 2 января 2017 года в записи (съёмка велась 25 декабря 2016 года, о чём свидетельствует титр, появившийся на несколько секунд в конце передачи). Наталия Стеценко сообщила в прямой YouTube-трансляции из дворика Охотничьего домика после игры, что руководство канала предлагало транслировать игру в день катастрофы без музыкального оформления, однако Борисом Крюком было принято решение пустить в эфир запись.
По заявлению Бориса Крюка на 24 октября 2015 года, 363 программы вышли в прямом эфире и лишь пять в записи.
С 3 апреля 2022 года программа снова выходит в записи, при этом сохраняя традицию премьерного показа на Европейскую часть России и выхода программы на неделю позже в дальневосточных регионах РФ.

## Призы, титулы, роли в телеигре

### Вручаемые в настоящее время

#### Бриллиантовая сова
Главный приз года. Вручается с 2002 года лучшему игроку из команды знатоков или лучшему игроку из команды телезрителей в зависимости от того, чья команда победила в финале года. В Финале 2025 года победившей команде будет вручено «Бриллиантовое гнездо». Представляет собой шесть «Бриллиантовых сов» на хрустальном подносе (в «гнезде»), вручаемых лучшей команде юбилейного года. «Бриллиантовая сова» выполнена из серебра и хрусталя по технологии «Алмазная грань» (ручная работа). В украшении приза использовано 70 рубинов. Вес «Бриллиантовой совы» — более 8 кг.
«Бриллиантовая сова» считается наивысшей наградой клуба (за исключением ордена магистра), и знатоки-обладатели такого приза садятся за игровой стол последними (по шкале возрастания степени призёрства), до капитана команды.

##### Вручение «Бриллиантовой совы» знатокам по годам
| Год  | Лауреат         | Награды                                                                                           |
| ---- | --------------- | ------------------------------------------------------------------------------------------------- |
| 2004 | Ася Шавинская   | Обладатель «Хрустальной совы»                                                                     |
| 2007 | Борис Бурда     | Трёхкратный обладатель «Хрустальной совы»                                                         |
| 2008 | Андрей Козлов   | Магистр, Трёхкратный обладатель «Хрустальной совы» (первый магистр обладатель Бриллиантовой совы) |
| 2010 | Балаш Касумов   | Обладатель «Хрустальной совы»                                                                     |
| 2011 | Александр Друзь | Магистр, Шестикратный обладатель «Хрустальной совы»                                               |
| 2012 | Борис Левин     | Обладатель «Хрустальной совы»                                                                     |
| 2014 | Илья Новиков    | Двукратный обладатель «Хрустальной совы»                                                          |
| 2019 | Кирилл Чернышёв |                                                                                                   |
| 2020 | Денис Лагутин   | Обладатель «Хрустальной совы»                                                                     |
| 2022 | Максим Поташёв  | Магистр, Четырёхкратный обладатель «Хрустальной совы»                                             |
| 2023 | Денис Элькис    |                                                                                                   |

##### Вручение «Бриллиантовой совы» телезрителям по годам
| Год  | Лауреат             | Город             |
| ---- | ------------------- | ----------------- |
| 2002 | Владимир Лебедев    | Пинск, Беларусь   |
| 2003 | Мария Мельникова    | Москва            |
| 2005 | Жанна Полянская     | Сыктывкар         |
| 2006 | Наталья Хаметшина   | Санкт-Петербург   |
| 2009 | Татьяна Медведева   | Саратов           |
| 2013 | Павел Бойцов        | Санкт-Петербург   |
| 2015 | Владимир Корвяков   | Лыткарино         |
| 2016 | Николай Азарьев     | с. Сухой Донец    |
| 2017 | Татьяна Фролова     | Москва            |
| 2018 | Константин Богатски | Кемптен, Германия |
| 2021 | Антон Чигинёв       | Мишкольц, Венгрия |
| 2024 | Дмитрий Овчинников  | Кимовск           |

30 апреля 2017 года певец Филипп Киркоров был награждён специальной «Бриллиантовой совой» за «целый каскад ярких музыкальных пауз, а также по случаю юбилея».

#### Хрустальная сова
Главный приз в телеигре до появления «Бриллиантовой совы». Приз учреждён в 1984 году. С 1984 по 1990 год приз вручался один раз в год лучшему игроку года в команде телезрителей и в команде знатоков. С 1991 по 2000 год приз вручался два раза в год — в финале летней и зимней серии. Исключением стали юбилейные игры 2000 года, когда «Хрустальная сова» вручалась лучшему знатоку каждой игры серии. С 2001 года «Хрустальная сова» вручается 3 раза в год: в финальной игре весенней, летней, осенней серий. В финале года (зима) вручается «Бриллиантовая сова». Приз получает лучший игрок победившей команды — знаток или телезритель. В настоящий момент в общей сложности, по словам Бориса Крюка, было вручено 129 «Хрустальных сов» (без учёта «Малой Хрустальной совы»); 129-я вручена 3 ноября 2024 года. Две первые «Хрустальные совы» 1984 года были изготовлены на стекольном заводе в г. Гусь-Хрустальном Владимирской области. С 1985 по 2008 годы вручалась «Хрустальная сова», изготовленная на Львовской экспериментальной керамико-скульптурной фабрике (гутное стекло, ручная работа, художник по стеклу Василий Драчук). С 2009 года приз вновь изготавливают в Гусь-Хрустальном.

#### Хрустальное гнездо
Представляет собой шесть «Хрустальных сов» на хрустальном подносе (в «гнезде»), вручаемых лучшей команде юбилейного года. Было вручено трижды: в 2008 году команде Андрея Козлова на финальной игре 27 декабря после победы команды; в 2010 году команде Балаша Касумова на игре 18 декабря, предшествовавшей финальной, когда после проигрыша команды Алексея Блинова, команда Касумова была признана лучшей в сезоне и в 2020 году команде Алеся Мухина на финальной игре 27 декабря после победы команды. Знатоки, получившие награду в составе команды, считаются обладателями «Хрустальной совы» наравне с получившими данную награду индивидуально.

##### Вручение «Хрустальной совы» знатокам по годам
| Год  | Лауреат(ы)                                                           | Год       | Лауреат(ы) | Год      | Лауреат(ы) | Год   | Лауреат(ы) | Год  | Лауреат(ы)                                   |
| ---- | -------------------------------------------------------------------- | --------- | --- | -------- | --- | ----- | --- | ---- | -------------------------------------------- |
| 1984 | Нурали Латыпов                                                       | 1995      | Александр Рубин (лето) Александр Друзь (зима) | 2003     | Валентина Голубева (лето, осень) Инна Друзь (зима)                                                                                             | 2012  | Александр Друзь (весна) Владимир Степанов (осень) | 2023 | Алёна Повышева (лето)                        |
| 1985 | Марина Говорушкина                                                   | 1996      | Александр Рубин (лето) | 2004     | Алесь Мухин (весна) Ася Шавинская (лето) Илья Новиков (осень)                                                                                  | 2013  | Гюнель Бабаева (лето) | 2024 | Анастасия Шутова (весна) Ким Галачян (осень) |
| 1986 | Леонид Владимирский                                                  | 1997      | Максим Поташёв (зима) | 2005     | Не присуждалась | 2014  | Илья Новиков (лето) Борис Левин (осень) | 2025 | Не присуждалась                              |
| 1987 | Олег Долговi Нейко Нейковii                                          | 1998      | Георгий Жарков (лето) Борис Бурда (зима) | 2006     | Александр Друзь (лето) Андрей Бычуткин (осень)                                                                                                 | 2015  | Юлия Лазарева (осень) |      |                                              |
| 1988 | Никита Шангин                                                        | 1999-2000 | Борис Бурда (рождественские игры) | 2007     | Не присуждалась | 2016  | Михаил Скипский (весна) Максим Поташёв (осень) |      |                                              |
| 1989 | Владислав Петрушко                                                   | 2000v     | Александр Друзь (осень) Сергей Царьков (зима, юбилейные игры) Александр Бялко (зима, юбилейные игры) Максим Поташёв (зима, юбилейные игры, 2) Алла Дамскер (зима, юбилейные игры) Фёдор Двинятин (зима, юбилейные игры) Марина Друзь (зима, юбилейные игры) Дмитрий Ерёмин (зима, юбилейные игры) | 2008vi   | Николай Силантьев (зима, 2vii) Алексей Капустин (зима) Игорь Кондратюк (зима) Владимир Молчанов (зима) Борис Бурда (зима) Андрей Козлов (зима) | 2017  | Юлия Лазарева (весна) Борис Белозёров (осень) |      |                                              |
| 1990 | Александр Друзь                                                      | 2000v     | Александр Друзь (осень) Сергей Царьков (зима, юбилейные игры) Александр Бялко (зима, юбилейные игры) Максим Поташёв (зима, юбилейные игры, 2) Алла Дамскер (зима, юбилейные игры) Фёдор Двинятин (зима, юбилейные игры) Марина Друзь (зима, юбилейные игры) Дмитрий Ерёмин (зима, юбилейные игры) | 2008vi   | Николай Силантьев (зима, 2vii) Алексей Капустин (зима) Игорь Кондратюк (зима) Владимир Молчанов (зима) Борис Бурда (зима) Андрей Козлов (зима) | 2018  | Дмитрий Авдеенко (лето) |      |                                              |
| 1991 | Фёдор Двинятин (лето) Владимир Молчанов (зима)                       | 2000v     | Александр Друзь (осень) Сергей Царьков (зима, юбилейные игры) Александр Бялко (зима, юбилейные игры) Максим Поташёв (зима, юбилейные игры, 2) Алла Дамскер (зима, юбилейные игры) Фёдор Двинятин (зима, юбилейные игры) Марина Друзь (зима, юбилейные игры) Дмитрий Ерёмин (зима, юбилейные игры) | 2008vi   | Николай Силантьев (зима, 2vii) Алексей Капустин (зима) Игорь Кондратюк (зима) Владимир Молчанов (зима) Борис Бурда (зима) Андрей Козлов (зима) | 2019  | Эльман Талыбов (весна) Алесь Мухин (лето) |      |                                              |
| 1992 | Андрей Козлов (летоiii) Алексей Блинов (лето) Александр Друзь (зима) | 2000v     | Александр Друзь (осень) Сергей Царьков (зима, юбилейные игры) Александр Бялко (зима, юбилейные игры) Максим Поташёв (зима, юбилейные игры, 2) Алла Дамскер (зима, юбилейные игры) Фёдор Двинятин (зима, юбилейные игры) Марина Друзь (зима, юбилейные игры) Дмитрий Ерёмин (зима, юбилейные игры) | 2009     | Дмитрий Авдеенко (зима) | 2020x | Эльман Талыбов (осень) Вера Рабкина (зима) Николай Крапиль (зима) Станислав Мереминский (зима) Денис Лагутин (зима) Дарья Соловей (зима) Алесь Мухин (зима) |      |                                              |
| 1993 | Людмила Герасимова (лето) Алексей Блинов (зима)                      | 2001      | Виктор Сиднев (лето) Ровшан Аскеров (зима) | 2010viii | Елизавета Овдеенко (зима) Михаил Скипский (зима) Юлия Лазарева (зима) Владимир Антохин (зима) Дмитрий Авдеенко (зима) Балаш Касумов (зима)     | 2021  | Денис Галиакберов (весна) Елена Александрова (осень) |      |                                              |
| 1994 | Фёдор Двинятин (летоiv) Андрей Козлов (зима)                         | 2002      | Фёдор Двинятин (весна) Дмитрий Коноваленко (лето) Михаил Мун (осень) | 2011     | Елизавета Овдеенко (весна) Григорий Алхазов (лето)                                                                                             | 2022  | Дмитрий Авдеенко (весна) |      |                                              |

i Лауреат «Фарфоровой улитки» по итогам международных игр в Болгарии

ii Лауреат «Хрустальной совы» по итогам международных игр в Болгарии

iii Внеочередная «Хрустальная сова»

iv В случае победы знатоков титулы «Бессмертных членов Клуба» получила бы вся команда, но знатоки потерпели поражение, и «Хрустальная сова» с красным пиджаком и титулом «Бессмертного» была вручена только лучшему игроку команды

v В Юбилейной зимней серии игр 2000 года «Хрустальная сова» вручалась каждую игру — лучшему игроку поколения знатоков (70-х, 80-х, 90-х и т. д.)

vi По итогам сезона 2008 года команда Андрея Козлова получила «Хрустальное гнездо» и все игроки команды стали обладателями «Хрустальной совы»

vii Индивидуально по итогам серии игр и в составе команды Андрея Козлова по итогам сезона

viii По итогам сезона 2010 года команда Балаша Касумова получила «Хрустальное гнездо» и все игроки команды стали обладателями «Хрустальной совы»

ix В декабре 1995 года состоялись Юбилейные игры «Что? Где? Когда?», посвящённые 20-летию игры. Все телезрители, обыгравшие знатоков, были награждены призом «Хрустальная сова» и сертификатом на кругосветное путешествие

x По итогам сезона 2020 года команда Алеся Мухина получила «Хрустальное гнездо». Все игроки команды стали обладателями «Хрустальной совы».
2 декабря 2000 года Константин Райкин, выступивший в музыкальной паузе 29 декабря 1984 года, был удостоен «Хрустальной совы» за «лучшую музыкальную паузу в течение всех 25 лет». Также 23 декабря за лучший рекламный ролик («Последняя гастроль») «Хрустальную сову» получил режиссёр Юрий Грымов. Кроме того, 1 октября 2000 года в Экспериментальной серии 2000 года «Хрустальную сову» получил Игрок команды Интернета Александр Миланич из г. Санкт-Петербург.

##### Многократные обладатели «Хрустальной совы»
| Знаток             | Кол-во побед | Годы                               |
| ------------------ | ------------ | ---------------------------------- |
| Александр Друзь    | 6            | 1990, 1992, 1995, 2000, 2006, 2012 |
| Фёдор Двинятин     | 4            | 1991, 1994, 2000, 2002             |
| Максим Поташев     | 4            | 1997, 2000-2, 2016                 |
| Дмитрий Авдеенко   | 4            | 2009, 2010, 2018, 2022             |
| Андрей Козлов      | 3            | 1992, 1994, 2008                   |
| Борис Бурда        | 3            | 1998, 1999—2000, 2008              |
| Юлия Лазарева      | 3            | 2010, 2015, 2017                   |
| Алесь Мухин        | 3            | 2004, 2019, 2020                   |
| Алексей Блинов     | 2            | 1992, 1993                         |
| Александр Рубин    | 2            | 1995, 1996                         |
| Валентина Голубева | 2            | 2003 (лето, осень)                 |
| Владимир Молчанов  | 2            | 1991, 2008                         |
| Николай Силантьев  | 2            | 2008 (зима)                        |
| Елизавета Овдеенко | 2            | 2010, 2011                         |
| Илья Новиков       | 2            | 2004, 2014                         |
| Михаил Скипский    | 2            | 2010, 2016                         |
| Эльман Талыбов     | 2            | 2019, 2020                         |

##### Вручение «Хрустальной совы» телезрителям по годам
| Год    | Лауреат(ы) | Год  | Лауреат(ы)                                                                                                | Год  | Лауреат(ы)                                                               |
| ------ | --- | ---- | --- | ---- | ------------------------------------------------------------------------ |
| 1984   | Александр Злобин, Дубна | 2009 | Вячеслав Дружинин, Черняховск (весна) Нина Калинина, Катав-Ивановск (лето) Николай Бачурин, Псков (осень) | 2021 | Александр Хорт, Новополоцк (лето)                                        |
| 1985   | Сергей Охримчук, с. Топоры | 2011 | Мария Лебига, Сургут (осень)                                                                              | 2022 | Наталья Алексеева, Борисоглебск (лето) Денис Овчинников, Саратов (осень) |
| 1986   | Владимир Ворошилов, Москва | 2012 | Инна Лютыч, Маротта-ди-Мондольфо, Италия (лето)                                                           | 2023 | Жанна Бойченко, Калининград (весна) Юлия Сусликова, Бронницы (осень)     |
| 1988   | Григорий Некрич, Свердловск | 2013 | Кирилл Нифонтов, Новосибирск (весна) Юрий Семернин, Усть-Кут (осень)                                      | 2024 | Ольга Николаева, Химки (лето)                                            |
| 1989   | Александр Войнов, Астрахань | 2014 | Светлана Сумачакова, Горно-Алтайск (весна)                                                                |      |                                                                          |
| 1990   | Сергей Коростелкин, Орёл | 2015 | Сергей Чевдарь, Ильичёвск, Украина (весна) Куралбек Кармысов, Атырау, Казахстан (лето)                    |      |                                                                          |
| 1995ix | Людмила Канахина, Санкт-Петербург (зима) Юрий Володин, Москва (зима) Ольга Овечкина, Волгоград (зима) Илья Лихачёв, Воронеж (зима) Ирина Шибанова, Самара (зима) Марк Григорян, Ереван, Армения (зима) | 2016 | Татьяна Ухова, Санкт-Петербург (лето)                                                                     |      |                                                                          |
| 2002   | Армас Таттари, Пермь (зима) | 2017 | Александр Прокопьев и Валерий Прибытов, Самара (лето)                                                     |      |                                                                          |
| 2003   | Валентина Гуляева, с. Ельцовка (весна) | 2018 | Диана Дёмкина, Люберцы (весна) Радик Хабибуллин, дер. Поповка, Пермский край (осень)                      |      |                                                                          |
| 2007   | Надежда Семёнова, Санкт-Петербург (весна) Дмитрий Ефимов, Великий Новгород (лето) Виктор Чебаевский, дер. Васкелово (осень)                                                                            | 2019 | Сергей Кузнецов, Пенза (осень)                                                                            |      |                                                                          |
| 2008   | Светлана Сумачакова, Горно-Алтайск (весна) Марина Межова, Москва (лето) Рустэм Танатаров, Салават (осень)                                                                                              | 2020 | Татьяна и Андрей Регеда, Самара (весна) Вера Никифорова, пос. Койдин (лето)                               |      |                                                                          |

#### Магистры и академики

##### Магистры игры
С 1995 года в финальной игре каждого юбилейного сезона (каждые 5 лет) за выдающиеся достижения в клубе одному из знатоков присваивается звание магистра. Сезон 2008 года был объявлен юбилейным, так как это было 33-летие игры, поэтому по итогам сезона звание магистра получил Андрей Козлов. В 2010, 2015 и 2020 годах звания магистров не вручались. Тем не менее, в 2018 году, несмотря на то, что сезон не был объявлен юбилейным, ведущий предложил на рассмотрение кандидатуру Елизаветы Овдеенко (которую единогласно поддержали все магистры, а также защитник интересов знатоков Андрей Черемисинов). Обосновалось это тем, что с последнего вручения ордена магистра прошло 10 лет.
| Имя                | Награды | Дата присвоения |
| ------------------ | --- | --------------- |
| Александр Друзь    | Обладатель «Бриллиантовой совы», Шестикратный обладатель «Хрустальной совы»                                          | 30 декабря 1995 |
| Максим Поташёв     | Обладатель «Бриллиантовой совы», Четырёхкратный обладатель «Хрустальной совы»                                        | 30 декабря 2000 |
| Виктор Сиднев      | Обладатель «Хрустальной совы», Обладатель звания «Лучший капитан клуба»                                              | 24 декабря 2005 |
| Андрей Козлов      | Обладатель «Бриллиантовой совы», Трёхкратный обладатель «Хрустальной совы», Обладатель звания «Лучший капитан клуба» | 27 декабря 2008 |
| Елизавета Овдеенко | Двукратная обладательница «Хрустальной совы»                                                                         | 23 декабря 2018 |

##### Академики игры
Аналогично с магистрами было введено звание «академиков игры». Это событие состоялось в финальной игре 2015 года, 26 декабря. Звание присваивается отличившимся своим участием в игре телезрителям. Академиками признаются телезрители, которые одержали шесть побед над знатоками и удостоены приза Бриллиантовая или Хрустальная сова. Телезрители, дважды удостоенные приза Бриллиантовая или Хрустальная сова, признаются Академиками, независимо от количества побед над знатоками.
| Имя                 | Город                       | Награды                                      | Дата присвоения |
| ------------------- | --------------------------- | -------------------------------------------- | --------------- |
| Жанна Полянская     | Сыктывкар                   | Обладательница «Бриллиантовой совы»          | 26 декабря 2015 |
| Татьяна Медведева   | Саратов                     | Обладательница «Бриллиантовой совы»          | 26 декабря 2015 |
| Сергей Чевдарь      | Черноморск, Украина         | Обладатель «Хрустальной совы»                | 26 декабря 2015 |
| Светлана Сумачакова | Горно-Алтайск               | Двукратная обладательница «Хрустальной совы» | 26 декабря 2015 |
| Радик Хабибуллин    | пос. Поповка, Пермский край | Обладатель «Хрустальной совы»                | 28 октября 2018 |
| Наталия Алексеева   | Борисоглебск                | Обладательница «Хрустальной совы»            | 13 июня 2022    |
| Жанна Бойченко      | Калининград                 | Обладательница «Хрустальной совы»            | 16 апреля 2023  |
| Ольга Николаева     | Химки                       | Обладательница «Хрустальной совы»            | 16 июня 2024    |

Академики игры всегда приглашаются в клуб на финалы весенней, летней и осенней серии и на финал сезона (независимо от того, играют их вопросы за столом или нет) и, аналогично магистрам в случае победы знатоков, принимают коллективное участие в выборе обладателя финального приза в случае победы телезрителей.

#### Погон и звание «Лучшего капитана Клуба»
В 2000 году Владимир Ворошилов планировал вручить погоны и звания «Лучшего капитана Клуба» самым ярким капитанам за всю историю игры, но не успел этого сделать. Летом 2001 года, уже после смерти Ворошилова, награды вручал Борис Крюк. Обладателями почётного звания «Лучший капитан Клуба» в 2001 году стали: Андрей Каморин, Борис Ерёмин, Владимир Лутовинов, Виктор Сиднев, Андрей Козлов и Алексей Блинов. С 2005 года титул присваивался лучшему капитану за последние 5 лет. С тех пор обладателями этого титула стали также Алесь Мухин (2005) и Балаш Касумов (2010). По состоянию на 2020 год новых награждений не осуществлялось.
| Имя                | Награды                                                                             | Дата присвоения |
| ------------------ | ----------------------------------------------------------------------------------- | --------------- |
| Андрей Каморин     |                                                                                     | 9 июня 2001     |
| Борис Ерёмин       |                                                                                     | 9 июня 2001     |
| Владимир Лутовинов |                                                                                     | 9 июня 2001     |
| Виктор Сиднев      | Магистр, Обладатель «Хрустальной совы»                                              | 9 июня 2001     |
| Андрей Козлов      | Магистр, Обладатель «Бриллиантовой совы», Трёхкратный обладатель «Хрустальной совы» | 9 июня 2001     |
| Алексей Блинов     | Двукратный обладатель «Хрустальной совы»                                            | 9 июня 2001     |
| Алесь Мухин        | Трёхкратный обладатель «Хрустальной совы»                                           | 24 декабря 2005 |
| Балаш Касумов      | Обладатель «Бриллиантовой совы», Обладатель «Хрустальной совы»                      | 25 декабря 2010 |

#### Курсантский погон
Вручался знатоком, имеющим погон лучшего капитана, в конце каждой серии «Дети XXI века» лучшему капитану данной серии. Обладатели погона:
| Имя            | Награды | Дата присвоения |
| -------------- | ------- | --------------- |
| Кирилл Емелин  |         | 11 февраля 2018 |
| Артём Савочкин |         | 17 февраля 2019 |

#### Прочие награды
- Приз лучшему знатоку. Вручался лучшему игроку каждой игры представителем спонсора с Зимней серии 2001 по 2012 годы. Не вручался (15, 22 и 29 марта, 18, 25 мая и 1 июня 2002 года; 15 марта 2003 года; 24 декабря 2005 года; 12 апреля 2008 года). Два раза он вручался нескольким игрокам (22 марта 2003 и 10 декабря 2005 года). Один раз был вручён ведущему за «хорошие вопросы» (17 декабря 2004 года). Лауреаты (курсивом выделены игры, в которых знатоки одержали победу; жирным шрифтом выделены игры, в которых лучшими были признаны капитаны и сами капитаны):

| Год  | Лауреат(ы) | Год  | Лауреат(ы) | Год  | Лауреат(ы) |
| ---- | --- | ---- | --- | ---- | --- |
| 2001 | Юлия Лазарева (1 декабря) Дмитрий Авдеенко (8 декабря) Ровшан Аскеров (15 и 29 декабря2) Александр Бялко (22 декабря) | 2005 | Василий Уткин (11 марта) Николай Басков (18 марта и 20 мая2) Владимир Антохин (25 марта) Валдис Пельш (1 апреля) Юлия Лазарева (14 мая3) Ася Шавинская (27 мая2) Алексей Блинов (3 июня2 и 10 декабря3) Алесь Мухин (29 октября4) Елена Орлова (5 ноября3 и 10 декабря4) Владимир Белкин (12 ноября) Николай Силантьев (19 ноября) Леонид Тимофеев (26 ноября) Борис Бурда (3 декабря2) Фёдор Двинятин (10 декабря2) Александр Рубин (10 декабря) Ровшан Аскеров (10 декабря3) Сергей Виватенко (10 декабря) Пётр Сухачёв (17 декабря) | 2009 | Елизавета Овдеенко (4 апреля2, 30 мая3, 174 и 24 октября5) Эдуард Шагал (11 апреля и 6 июня2) Борис Бурда (19 апреля6 и 3 октября7) Владимир Молчанов (26 апреля4) Ровшан Аскеров (23 мая6 и 12 декабря7) Елена Потанина (13 июня5) Инна Друзь (10 октября4) Антон Григоров (28 ноября) Дмитрий Авдеенко (5 декабря6) Балаш Касумов (19 и 26 декабря2) |
| 2002 | Фёдор Двинятин (5 апреля) Дмитрий Коноваленко (8 июня и 28 сентября2) Александр Друзь (5 октября) Михаил Мун (12, 19 октября2 и 7 декабря3) Илья Новиков (30 ноября) Алесь Мухин (13 декабря) Михаил Левандовский (21 декабря) Елена Кисленкова (28 декабря) | 2006 | Ксения Накладова (8 апреля) Мария Баранчикова (15 апреля) Наталья Жукова (21 апреля) Александр Журбин (29 апреля) Михаил Мун (3 июня4) Ровшан Аскеров (10 июня4 и 22 декабря5) Вячеслав Белов (17 июня) Александр Друзь (25 июня2) Илья Новиков (13 октября7) Алексей Капустин (20 октября) Борис Ковалёв (27 октября2 и 15 декабря3) Андрей Бычуткин (4 ноября3) Александр Либер (1 и 29 декабря2) Василий Уткин (8 декабря2) | 2010 | Агния Сергеюк (27 марта) Николай Силантьев (2 апреля3) Елена Орлова (10 апреля7) Елена Александрова (17 апреля3) Михаил Барщевский (15 мая) Анатолий Бугаев (22 мая) Михаил Малкин (29 мая3 и 27 ноября4) Елизавета Овдеенко (5 июня6) Илья Новиков (9 октября13 и 18 декабря14) Сергей Ершов (16 октября) Эдуард Шагал (23 октября3) Александр Друзь (30 октября3) Максим Поташев (4 декабря) Михаил Скипский (11 декабря) Балаш Касумов (25 декабря3)            |
| 2003 | Инна Друзь (22 марта и 19 декабря2) Илья Новиков (22 марта2, 3 октября3, 54 и 26 декабря5) Дмитрий Иванов (29 марта) Михаил Довженко (5 апреля) Александр Бялко (17 мая2 и 17 октября3) Евгений Нехаев (24 мая) Алексей Блинов (31 мая) Валентина Голубева (6 июня и 24 октября2) Елена Александрова (10 октября) Дмитрий Авдеенко (28 ноября2) Андрей Бычуткин (11 декабря)                                            | 2007 | Сергей Жуков (30 марта) Инна Друзь (6 апреля3) Елена Орлова (13 апреля5) Илья Новиков (21 апреля8 и 15 декабря9) Мария Баранчикова (18 мая2) Юлия Лазарева (25 мая4 и 9 июня5) Елена Александрова (1 июня2) Елена Потанина (12 октября и 22 декабря2) Наталья Жукова (19 октября2) Владимир Молчанов (26 октября) Михаил Малкин (3 ноября) Борис Бурда (13 и 30 декабря4) Дмитрий Авдеенко (8 декабря4) | 2011 | Григорий Алхазов (26 марта) Сергей Николенко (2 апреля) Максим Поташев (9 апреля2) Елизавета Овдеенко (16 апреля7 и 17 декабря8) Елена Потанина (4 июня6) Алексей Смирнов (музыкант) (11 июня) Дмитрий Дробышев (18 июня) Илья Новиков (25 июня15) Дмитрий Панайотти (1 октября) Андрей Козлов (8 октября2) Иван Топчий (15 октября) Ровшан Аскеров (22 октября8 и 26 ноября9) Борис Левин (3 декабря) Анатолий Бугаев (10 декабря2) Александр Друзь (23 декабря4) |
| 2004 | Елена Орлова (5 марта и 22 октября2) Борис Бурда (12 марта) Елена Кисленкова (19 марта2) Алесь Мухин (26 марта2 и 8 октября3) Ася Шавинская (14 мая) Владимир Степанов (21 мая) Дмитрий Коноваленко (28 мая3) Борис Ковалёв (4 июня) Юлия Лазарева (15 октября2) Илья Новиков (29 октября5 и 10 декабря6) Дмитрий Авдеенко (26 ноября3) Павел Жигалов (3 декабря) Борис Крюк (17 декабря) Андрей Бычуткин (25 декабря2) | 2008 | Илья Новиков (5 апреля10, 10 октября11 и 13 декабря12) Владимир Молчанов (19 апреля2 и 20 декабря3) Елена Орлова (27 апреля6) Тимур Мухаматулин (17 мая) Елена Потанина (24 мая3 и 18 октября4) Дмитрий Авдеенко (31 мая5) Елизавета Овдеенко (8 июня) Борис Бурда (4 октября5) Михаил Малкин (25 октября2) Валдис Пельш (29 ноября2) Николай Силантьев (6 декабря2) Андрей Козлов (27 декабря) | 2012 | Андрей Супранович (17 марта) Елизавета Овдеенко (24 марта9) Алесь Мухин (31 марта5) Александр Друзь (7 апреля5) Юлия Лазарева (12 мая6) Владимир Кукарских (19 мая) Максим Поташев (26 мая3) Илья Новиков (2 июня16, 6 октября17 и 24 ноября18) Алексей Самулёв (13 октября) Елена Орлова (20 октября8) Владимир Степанов (27 октября2) Владимир Улахович (1 декабря) Алексей Капустин (8 декабря2) Борис Левин (152 и 20 декабря3)                                |

##### Многократные обладатели Приза лучшему знатоку
| Знаток              | Кол-во побед | Годы |
| ------------------- | ------------ | --- |
| Илья Новиков        | 19           | 2002 (зима), 2003 (весна, осень, зима-2), 2004 (осень, зима), 2006 (осень), 2007 (весна, зима), 2008 (весна, осень, зима), 2010 (осень, зима), 2011 (лето), 2012 (лето, осень, зима) |
| Ровшан Аскеров      | 9            | 2001 (зима-2), 2005 (зима), 2006 (лето, зима), 2009 (лето, зима), 2011 (осень, зима)                                                                                                 |
| Елизавета Овдеенко  | 9            | 2008 (лето), 2009 (весна, лето, осень-2), 2010 (лето), 2011 (весна, зима), 2012 (весна)                                                                                              |
| Елена Орлова        | 8            | 2004 (весна, осень), 2005 (осень, зима), 2007 (весна), 2008 (весна), 2010 (весна), 2012 (осень)                                                                                      |
| Борис Бурда         | 7            | 2004 (весна), 2005 (зима), 2007 (зима-2), 2008 (осень), 2009 (весна, осень) |
| Дмитрий Авдеенко    | 6            | 2001 (зима), 2003 (зима), 2004 (зима), 2007 (зима), 2008 (лето), 2009 (зима) |
| Елена Потанина      | 6            | 2007 (осень, зима), 2008 (лето, осень), 2009 (лето), 2011 (лето) |
| Юлия Лазарева       | 6            | 2001 (зима), 2004 (осень), 2005 (лето), 2007 (лето-2), 2012 (лето) |
| Алесь Мухин         | 5            | 2002 (зима), 2004 (весна, осень), 2005 (осень), 2012 (весна) |
| Александр Друзь     | 5            | 2002 (осень), 2006 (лето), 2010 (осень), 2011 (зима), 2012 (весна) |
| Михаил Мун          | 4            | 2002 (осень-2, зима), 2006 (лето) |
| Владимир Молчанов   | 4            | 2007 (осень), 2008 (весна, зима), 2009 (весна) |
| Инна Друзь          | 4            | 2003 (весна, зима), 2007 (весна), 2009 (осень) |
| Михаил Малкин       | 4            | 2007 (осень), 2008 (осень), 2010 (лето, зима) |
| Александр Бялко     | 3            | 2001 (зима), 2003 (лето, осень) |
| Дмитрий Коноваленко | 3            | 2002 (лето, осень), 2004 (лето) |
| Алексей Блинов      | 3            | 2003 (лето), 2005 (лето, зима) |
| Андрей Бычуткин     | 3            | 2003 (зима), 2004 (зима), 2006 (осень) |
| Борис Ковалёв       | 3            | 2004 (лето), 2006 (осень, зима) |
| Николай Силантьев   | 3            | 2005 (осень), 2008 (зима), 2010 (весна) |
| Елена Александрова  | 3            | 2003 (осень), 2007 (лето), 2010 (весна) |
| Эдуард Шагал        | 3            | 2009 (весна, лето), 2010 (осень) |
| Балаш Касумов       | 3            | 2009 (зима-2), 2010 (зима) |
| Максим Поташев      | 3            | 2010 (зима), 2011 (весна), 2012 (лето) |
| Борис Левин         | 3            | 2011 (зима), 2012 (зима-2) |
| Валентина Голубева  | 2            | 2003 (лето, осень) |
| Елена Кисленкова    | 2            | 2002 (зима), 2004 (весна) |
| Николай Басков      | 2            | 2005 (весна, лето) |
| Ася Шавинская       | 2            | 2004 (лето), 2005 (лето) |
| Фёдор Двинятин      | 2            | 2002 (весна), 2005 (зима) |
| Василий Уткин       | 2            | 2005 (весна), 2006 (зима) |
| Александр Либер     | 2            | 2006 (зима-2) |
| Мария Баранчикова   | 2            | 2006 (весна), 2007 (лето) |
| Наталья Жукова      | 2            | 2006 (весна), 2007 (лето) |
| Валдис Пельш        | 2            | 2005 (весна), 2008 (зима) |
| Андрей Козлов       | 2            | 2008 (зима), 2011 (осень) |
| Анатолий Бугаев     | 2            | 2010 (лето), 2011 (зима) |
| Владимир Степанов   | 2            | 2004 (лето), 2012 (осень) |
| Алексей Капустин    | 2            | 2006 (осень), 2012 (зима) |

- «Хрустальный атом». Вручается лучшему игроку каждой игры представителем госкорпорации «Росатом» начиная с 2013 года. Не вручался (28 декабря 2013 года; 26 сентября 2015 года и 17 октября 2015 года (из-за самого крупного поражения команды Константина Рудера); 2 июля 2017 года (из-за поражения команды Ровшана Аскерова со счётом 0:6); 10 марта 2019 года (в случае победы лучшей семейной паре в команде Инны Семёновой должно было быть вручено 2 «атома», но команда проиграла), 22 ноября 2020 года (вместо него в случае победы победившей команде должна была быть вручена «молекула», но команда проиграла) и 24 сентября 2023 года). На время сезона 2025 поменял вид. Лауреаты (курсивом выделены игры, в которых лучшими были признаны капитаны и сами капитаны; жирным шрифтом выделены игры, в которых знатоки одержали победу):

| Год  | Лауреат(ы) | Год  | Лауреат(ы) | Год  | Лауреат(ы) |
| ---- | --- | ---- | --- | ---- | --- |
| 2013 | Анатолий Бугаев (6 апреля) Владимир Улахович (13 апреля) Владимир Степанов (20 апреля) Борис Левин (27 апреля) Константин Рудер (25 мая и 26 октября2) Юлия Лазарева (1 июня) Эдуард Шагал (8 июня) Алесь Мухин (15 июня) Андрей Козлов (12 октября) Алёна Повышева (19 октября и 7 декабря2) Дмитрий Авдеенко (2 ноября) Светлана Зейналова (30 ноября) Никита Баринов (14 декабря) Илья Новиков (21 декабря) | 2018 | Валерий Вилков (21 января) Максим Няшин (4 февраля) Денис Потехин (25 февраля) Сергей Кашников (4 марта) Айк Казазян (11 марта) Роман Кузиков (25 марта) Дарья Любинская (8 апреля) Борис Левин (15 апреля4) Денис Галиакберов (20 мая и 18 ноября2) Вера Рабкина (3 июня и 30 сентября2) Виталий Орехов (10 июня2) Иван Марышев (17 июня3) Дмитрий Авдеенко (24 июня4) Георгий Полин (16 сентября) Виктор Сиднев (23 сентября2) Александра Золотова (7 октября2) Юрий Филиппов (28 октября) Станислав Мереминский (2 декабря) Никита Старун (9 декабря) Елизавета Овдеенко (16 декабря4) Эльман Талыбов (23 декабря4) | 2023 | Дмитрий Филиппов (19 марта и 10 декабря2) Вячеслав Гораш (26 марта) Юрий Филиппов (2 апреля2 и 3 декабря3) Андрей Островский (9 апреля) Семён Попов (16 апреля) Эльдар Саминов (21 мая) Павел Ершов (28 мая) Юлия Уварова (4 июня) Владимир Антохин (12 июня4) Алёна Повышева (18 июня5) Янис Цецерук (1 октября) Владимир Степанов (8 октября2) Андрей Козлов (15 октября4) Всеволод Седов (22 октября) Дарья Любинская (26 ноября4) Дмитрий Авдеенко (17 декабря11) Денис Элькис (24 декабря)                                                             |
| 2014 | Ольга Быкова (22 марта) Михаил Скипский (29 марта) Эльман Талыбов (5 апреля) Никита Баринов (12 апреля2) Анастасия Шутова (17 мая и 29 ноября2) Максим Поташев (24 мая) Владислав Бодров (31 мая) Илья Новиков (7 июня2 и 20 декабря3) Ирина Низамова (7 сентября) Елизавета Овдеенко (13 сентября) Андрей Супранович (20 сентября) Борис Левин (27 сентября2) Александра Золотова (6 декабря) Виктор Сиднев (13 декабря) Юлия Архангельская (27 декабря)                                                                           | 2019 | Артём Савочкин (3 февраля) Леонид Карлинский (10 февраля) Валерий Вилков (17 февраля2) Иван Жаркевич (24 марта, 222 и 29 декабря3) Михаил Мун (7 апреля и 30 ноября2) Ольга Быкова (14 апреля4) Эльман Талыбов (21 апреля5) Инна Семёнова (2 июня2) Роман Оркодашвили (9 июня2) Александра Золотова (16 июня3) Иван Марышев (23 июня4) Алесь Мухин (30 июня2) Никита Баринов (28 сентября5) Максим Поташев (5 октября6) Денис Галиакберов (19 октября3) Ия Метревели (2 ноября2) Дарья Любинская (9 ноября2) Михаил Скипский (8 декабря3) Станислав Мереминский (15 декабря2)                                          | 2024 | Алёна Повышева (31 марта6) Михаил Скипский (7 апреля5) Юрий Филиппов (14 апреля4) Дмитрий Акулов (21 апреля) Анастасия Шутова (28 апреля4 и 29 декабря5) Иван Борозняк (19 мая) Эльдар Саминов (26 мая2) Олег Баранов (2 июня) Дарья Любинская (9 июня5) Виталий Погорелов (16 июня) Андрей Козлов (6 октября5) Дмитрий Филиппов (13 октября3) Юлианна Астраускайте (20 октября) Дарина Сибуль (27 октября2) Ким Галачян (3 ноября5) Алексей Бакуменко (1 декабря2) Артемий Анцупов (8 декабря) Никита Старун (15 декабря2) Александр Мосягин (22 декабря2) |
| 2015 | Алексей Капустин (21 марта) Евгений Фионов (28 марта) Елизавета Овдеенко (4 апреля2) Александр Друзь (18 апреля) Гюнель Бабаева (25 апреля) Роман Оркодашвили (31 мая) Александр Печёный (7 июня) Ольга Быкова (14 июня2) Владимир Кукарских (21 июня) Борис Левин (28 июня3) Иван Марышев (3 октября) Андрей Козлов (10 октября2) Дмитрий Авдеенко (24 октября2 и 26 декабря3) Владимир Верхошинский (28 ноября) Михаил Дюба (5 декабря) Алёна Повышева (12 декабря3) Юлия Лазарева (19 декабря2)                                  | 2020 | Денис Потехин (22 марта2 и 27 сентября3) Владимир Антохин (29 марта) Ольга Быкова (5 апреля5) Инна Семёнова (12 апреля3 и 17 мая4) Ольга Шиншинова (19 апреля) Ровшан Аскеров (24 мая) Николай Крапиль (31 мая2 и 27 декабря3) Елизавета Овдеенко (7 июня5) Георгий Арабули (14 июня) Михаил Карпук (4 октября) Максим Поташев (18 октября7) Денис Лагутин (25 октября) Дмитрий Авдеенко (1 ноября5) Михаил Мун (29 ноября3) Иван Марышев (6 декабря5) Станислав Мереминский (13 декабря3) Эльман Талыбов (20 декабря6)                                                                                                | 2025 | Святослав Савченко (30 марта) Леонид Климович (6 апреля) Владимир Степанов (13 апреля3) Михаил Мун (20 апреля6) Анастасия Шутова (16 мая6) Борис Левин (23 мая5) Андрей Козлов (30 мая6) Никита Старун (6 июня3) Виктория Головня (13 июня) Алёна Повышева (20 июня7) Никита Баринов (27 июня6) |
| 2016 | Алёна Блинова (27 марта) Ия Метревели (3 апреля) Елена Александрова (10 апреля, 25 сентября2 и 20 ноября3) Александр Друзь (17 апреля2) Эльман Талыбов (24 апреля2) Игорь Алексеев (15 мая) Алексей Березуцкий (22 мая) Борис Белозёров (29 мая) Никита Баринов (5 июня3 и 2 октября4) Алексей Самулёв (19 июня) Иван Марышев (9 октября2) Инна Семёнова (16 октября) Максим Поташев (23 октября2 и 27 ноября3) Ким Галачян (11 декабря) Елизавета Овдеенко (18 декабря3) Балаш Касумов (2 января 2017)                             | 2021 | Вадим Яковлев (21 марта) Тимур Кафиатуллин (28 марта) Михаил Мун (4 апреля4) Дмитрий Авдеенко (11 апреля6) Денис Галиакберов (18 апреля4) Денис Потехин (23 мая4) Ия Метревели (30 мая3) Михаил Карпук (6 июня2) Николай Крапиль (20 июня4 и 5 декабря5) Станислав Мереминский (4 июля4) Павел Занозин (3 октября) Дарья Любинская (10 октября3) Иван Марышев (17 октября6) Алесь Мухин (24 октября3) Владимир Антохин (31 октября2 и 19 декабря3) Александр Друзь (28 ноября3) Эльман Талыбов (12 декабря7) Елена Александрова (26 декабря4)                                                                          |      | |
| 2017 | Борис Бакулевский (19 марта) Андрей Коробейник (2 апреля) Ким Галачян (9 апреля2) Алексей Самулёв (23 апреля2) Эльман Талыбов (30 апреля3) Николай Крапиль (28 мая) Виталий Орехов (12 июня) Андрей Козлов (18 июня3) Максим Поташев (25 июня4 и 10 декабря5) Алексей Капустин (17 сентября2) Алёна Повышева (24 сентября4) Анастасия Шутова (8 октября3) Александр Булычёв (15 октября) Борис Белозёров (29 октября2) Елена Потанина (19 ноября) Михаил Скипский (26 ноября2) Ольга Быкова (17 декабря3) Михаил Дюба (24 декабря2) | 2022 | Роман Кузиков (3 апреля2) Дмитрий Авдеенко (107, 24 апреля8, 20 ноября9 и 18 декабря10) Михаил Скипский (17 апреля4) Дарина Сибуль (22 мая) Арсений Малышев (29 мая) Денис Мишин (5 июня) Диана Агейченкова (13 июня) Александра Золотова (25 сентября4) Михаил Мун (2 октября5) Ким Галачян (9 октября3 и 11 декабря4) Михаил Савченков (16 и 30 октября2) Денис Потехин (23 октября5) Александр Мосягин (27 ноября) Алексей Бакуменко (4 декабря) Максим Поташев (25 декабря8) |      | |

##### Многократные обладатели «Хрустального атома»
| Знаток                | Кол-во атомов | Годы |
| --------------------- | ------------- | --- |
| Дмитрий Авдеенко      | 11            | 2013 (осень), 2015 (осень, зима), 2018 (лето), 2020 (осень), 2021 (весна), 2022 (весна-2, зима-2), 2023 (зима) |
| Максим Поташев        | 8             | 2014 (лето), 2016 (осень, зима), 2017 (лето, зима), 2019 (осень), 2020 (осень), 2022 (зима)                    |
| Эльман Талыбов        | 7             | 2014 (весна), 2016 (весна), 2017 (весна), 2018 (зима), 2019 (весна), 2020 (зима), 2021 (зима)                  |
| Алёна Повышева        | 7             | 2013 (осень, зима), 2015 (зима), 2017 (осень), 2023 (лето), 2024 (весна), 2025 (лето)                          |
| Иван Марышев          | 6             | 2015 (осень), 2016 (осень), 2018 (лето), 2019 (лето), 2020 (зима), 2021 (осень)                                |
| Михаил Мун            | 6             | 2019 (весна, зима), 2020 (зима), 2021 (весна), 2022 (осень), 2025 (весна)                                      |
| Анастасия Шутова      | 6             | 2014 (лето, зима), 2017 (осень), 2024 (весна, зима), 2025 (лето)                                               |
| Андрей Козлов         | 6             | 2013 (осень), 2015 (осень), 2017 (лето), 2023 (осень), 2024 (осень), 2025 (лето)                               |
| Никита Баринов        | 6             | 2013 (зима), 2014 (весна), 2016 (лето, осень), 2019 (осень), 2025 (лето)                                       |
| Ольга Быкова          | 5             | 2014 (весна), 2015 (лето), 2017 (зима), 2019 (весна), 2020 (весна)                                             |
| Елизавета Овдеенко    | 5             | 2014 (осень), 2015 (весна), 2016 (зима), 2018 (зима), 2020 (лето)                                              |
| Николай Крапиль       | 5             | 2017 (лето), 2020 (лето, зима), 2021 (лето, зима)                                                              |
| Денис Потехин         | 5             | 2018 (Детская серия), 2020 (весна, осень), 2021 (лето), 2022 (осень)                                           |
| Михаил Скипский       | 5             | 2014 (весна), 2017 (зима), 2019 (зима), 2022 (весна), 2024 (весна)                                             |
| Дарья Любинская       | 5             | 2018 (весна), 2019 (осень), 2021 (осень), 2023 (зима), 2024 (лето)                                             |
| Ким Галачян           | 5             | 2016 (зима), 2017 (весна), 2022 (осень, зима), 2024 (осень)                                                    |
| Борис Левин           | 5             | 2013 (весна), 2014 (осень), 2015 (лето), 2018 (весна), 2025 (лето)                                             |
| Инна Семёнова         | 4             | 2016 (осень), 2019 (лето), 2020 (весна, лето)                                                                  |
| Денис Галиакберов     | 4             | 2018 (лето, зима), 2019 (осень), 2021 (весна)                                                                  |
| Станислав Мереминский | 4             | 2018 (зима), 2019 (зима), 2020 (зима), 2021 (лето)                                                             |
| Елена Александрова    | 4             | 2016 (весна, осень, зима), 2021 (зима)                                                                         |
| Александра Золотова   | 4             | 2014 (зима), 2018 (осень), 2019 (лето), 2022 (осень)                                                           |
| Владимир Антохин      | 4             | 2020 (весна), 2021 (осень, зима), 2023 (лето)                                                                  |
| Юрий Филиппов         | 4             | 2018 (осень), 2023 (весна, зима), 2024 (весна)                                                                 |
| Илья Новиков          | 3             | 2013 (зима), 2014 (лето, зима)                                                                                 |
| Иван Жаркевич         | 3             | 2019 (весна, зима-2)                                                                                           |
| Ия Метревели          | 3             | 2016 (весна), 2019 (осень), 2021 (лето)                                                                        |
| Алесь Мухин           | 3             | 2013 (лето), 2019 (лето), 2021 (осень)                                                                         |
| Александр Друзь       | 3             | 2015 (весна), 2016 (весна), 2021 (зима)                                                                        |
| Дмитрий Филиппов      | 3             | 2023 (весна, зима), 2024 (осень)                                                                               |
| Владимир Степанов     | 3             | 2013 (весна), 2023 (осень), 2025 (весна)                                                                       |
| Никита Старун         | 3             | 2018 (зима), 2024 (зима), 2025 (лето)                                                                          |
| Константин Рудер      | 2             | 2013 (лето, осень)                                                                                             |
| Юлия Лазарева         | 2             | 2013 (лето), 2015 (зима)                                                                                       |
| Алексей Самулёв       | 2             | 2016 (лето), 2017 (весна)                                                                                      |
| Алексей Капустин      | 2             | 2015 (весна), 2017 (осень)                                                                                     |
| Борис Белозёров       | 2             | 2016 (лето), 2017 (осень)                                                                                      |
| Михаил Дюба           | 2             | 2015 (зима), 2017 (зима)                                                                                       |
| Виталий Орехов        | 2             | 2017 (лето), 2018 (лето)                                                                                       |
| Виктор Сиднев         | 2             | 2014 (зима), 2018 (осень)                                                                                      |
| Вера Рабкина          | 2             | 2018 (лето, осень)                                                                                             |
| Валерий Вилков        | 2             | 2018 (Детская серия), 2019 (Детская серия)                                                                     |
| Роман Оркодашвили     | 2             | 2015 (лето), 2019 (лето)                                                                                       |
| Михаил Карпук         | 2             | 2020 (осень), 2021 (лето)                                                                                      |
| Роман Кузиков         | 2             | 2018 (весна), 2022 (весна)                                                                                     |
| Михаил Савченков      | 2             | 2022 (осень-2)                                                                                                 |
| Эльдар Саминов        | 2             | 2023 (лето), 2024 (лето)                                                                                       |
| Дарина Сибуль         | 2             | 2022 (лето), 2024 (осень)                                                                                      |
| Алексей Бакуменко     | 2             | 2022 (зима), 2024 (зима)                                                                                       |
| Александр Мосягин     | 2             | 2022 (зима), 2024 (зима)                                                                                       |

- Приз «За самый яркий ответ года». Вручается игрокам в финале года с 26 декабря 2015 года. Лауреаты:

| Имя                | Награды                                               | Дата присвоения                        |
| ------------------ | ----------------------------------------------------- | -------------------------------------- |
| Алёна Повышева     | Обладательница «Хрустальной совы»                     | 26 декабря 2015                        |
| Борис Белозёров    | Обладатель «Хрустальной совы»                         | 25 декабря 2016 (эфир — 2 января 2017) |
| Елизавета Овдеенко | Магистр, Двукратная обладательница «Хрустальной совы» | 24 декабря 2017 и 23 декабря 2018      |
| Никита Баринов     |                                                       | 29 декабря 2019                        |
| Михаил Мун         | Обладатель «Хрустальной совы»                         | 27 декабря 2020                        |
| Иван Марышев       |                                                       | 26 декабря 2021                        |
| Михаил Савченков   |                                                       | 25 декабря 2022                        |
| Дмитрий Филиппов   |                                                       | 24 декабря 2023                        |
| Анастасия Шутова   | Обладательница «Хрустальной совы»                     | 29 декабря 2024                        |

- Медаль за 50 игр — вручается знатокам, которые провели 50 и более игр за столом. Впервые вручена 15 апреля 2018 года. Лауреаты:

| Имя              | Награды                                                                                | Дата присвоения |
| ---------------- | -------------------------------------------------------------------------------------- | --------------- |
| Виктор Сиднев    | Магистр, Обладатель «Хрустальной совы»                                                 | 15 апреля 2018  |
| Алексей Капустин | Обладатель «Хрустальной совы»                                                          | 15 апреля 2018  |
| Андрей Козлов    | Магистр, Обладатель «Бриллиантовой совы», Трёхкратный обладатель «Хрустальной совы»    | 15 апреля 2018  |
| Максим Поташев   | Магистр, Обладатель «Бриллиантовой совы», Четырёхкратный обладатель «Хрустальной совы» | 15 апреля 2018  |
| Алесь Мухин      | Трёхкратный обладатель «Хрустальной совы»                                              | 30 июня 2019    |
| Ровшан Аскеров   | Обладатель «Хрустальной совы»                                                          | 29 марта 2020   |
| Дмитрий Авдеенко | Четырёхкратный обладатель «Хрустальной совы»                                           | 20 декабря 2020 |
| Юлия Лазарева    | Трёхкратный обладатель «Хрустальной совы»                                              | 11 апреля 2021  |
| Борис Левин      | Обладатель «Бриллиантовой совы», Обладатель «Хрустальной совы»                         | 17 октября 2021 |
| Михаил Мун       | Обладатель «Хрустальной совы»                                                          | 26 декабря 2021 |
| Михаил Скипский  | Двукратный обладатель «Хрустальной совы»                                               | 2 октября 2022  |

- Медаль за 100 игр — вручается знатокам, которые провели 100 и более игр за столом. На данный момент обладателем медали является лишь Александр Друзь, а получил он её 10 апреля 2022 года.
- Золотая минута — вручается в финале года с 24 декабря 2023 года команде клуба за лучшую минуту обсуждения. Данный приз можно обменять на дополнительную минуты на обсуждение в следующем сезоне. Лауреаты :

| Имена | Награды | Дата присвоения |
| --- | --- | --------------- |
| Максим Поташёв, Анастасия Шутова, Юрий Филиппов, Александр Мосягин, Владимир Степанов, Олег Овчинников                | Четырехкратный обладатель «Хрустальной совы», обладатель «Бриллиантовой совы», Магистр; два обладателя «Хрустальной совы»                                           | 24 декабря 2023 |
| Андрей Козлов, Михаил Скипский, Михаил Мун, Елена Александрова, Алексей Капустин, Владимир Антохин, Алексей Бакуменко | Трёхкратный обладатель «Хрустальной совы», обладатель «Бриллиантовой совы», Магистр; двукратный обладатель «Хрустальной совы»; четыре обладателя «Хрустальной совы» | 29 декабря 2024 |

### В прошлом

#### Красный пиджак и титул «Бессмертного» члена Клуба
Красный пиджак был введён зимой 1991 года. Этот приз являлся символом «Бессмертного члена Клуба», который мог остаться в Клубе даже при поражении команды в игре. Его получал лучший игрок серии игр одновременно с вручением игроку титула Бессмертного и Хрустальной совы. Игроки, награждённые Хрустальной совой до введения титула Бессмертного, автоматически получили и то, и другое в зимней серии игр 1992 года (за исключением покинувших клуб Нурали Латыпова и Никиты Шангина). В период с 1991 по 1994 годы красные пиджаки «Бессмертных» имели (в хронологическом порядке): Фёдор Двинятин (зима 1991, присвоен первым за летнюю награду), Владимир Молчанов (зима 1991), Алексей Блинов (лето 1992), Андрей Козлов (лето 1992), Александр Друзь (зима 1992, награждался дважды в одной и той же серии), Марина Говорушкина (зима 1992), Леонид Владимирский (зима 1992), Олег Долгов (зима 1992), Владислав Петрушко (зима 1992), Людмила Герасимова (лето 1993), Алексей Блинов (зима 1993).
В зимней серии 1992 года, впервые в истории Клуба, Александр Друзь, Фёдор Двинятин и Алексей Блинов поставили на кон свои красные пиджаки (вместе с титулами Бессмертных) за право всей команды остаться в Клубе и проиграли их. Правда, Друзь в финале этой же серии и пиджак, и титул себе вернул, став при этом первым в истории клуба двукратным обладателем Хрустальной Совы. В летней серии игр 1993 года после поражения команды Андрея Козлова капитан команды отказался от титула Бессмертного, мотивируя это нежеланием расставаться с командой. Его примеру последовал Владимир Молчанов. Несмотря на отказы и поражения, никто из них не покинул клуб и крупье не настоял на их уходе.
Летом 1994 года было объявлено о том, что в случае победы знатоков в финале титулы Бессмертных и красные пиджаки получит вся команда. Первой Бессмертной командой стала команда Михаила Смирнова в составе Максима Поташёва, Бориса Левина, Леонида Тимофеева, Евгения Емельянова и Сергея Овчинникова. Следующими красные пиджаки получили Фёдор Двинятин (вторично), Инна Друзь, Олег Котляр и Михаил Басс в составе команды капитана Алексея Блинова.
Последним красный пиджак получил Александр Рубин летом 1995 года, а после «Игр Бессмертных» титул был упразднён. По словам Андрея Козлова, «новые русские» стали носить малиновые пиджаки именно после появления их в игре.
| Имя                 | Награды | Дата присвоения               |
| ------------------- | --- | ----------------------------- |
| Фёдор Двинятин      | Четырёхкратный обладатель «Хрустальной совы»                                                                                  | 8 декабря 1991; 17 июня 1995  |
| Владимир Молчанов   | Двукратный обладатель «Хрустальной совы»                                                                                      | 28 декабря 1991               |
| Андрей Козлов       | Магистр, Обладатель «Бриллиантовой совы», Трёхкратный обладатель «Хрустальной совы», Обладатель звания «Лучший капитан клуба» | 20 июня 1992                  |
| Алексей Блинов      | Двукратный обладатель «Хрустальной совы», Обладатель звания «Лучший капитан клуба»                                            | 27 июня 1992; 25 декабря 1993 |
| Марина Говорушкина  | Обладатель «Хрустальной совы»                                                                                                 | 5 декабря 1992                |
| Леонид Владимирский | Обладатель «Хрустальной совы»                                                                                                 | 5 декабря 1992                |
| Олег Долгов         | Обладатель «Фарфоровой улитки»                                                                                                | 5 декабря 1992                |
| Владислав Петрушко  | Обладатель «Хрустальной совы»                                                                                                 | 5 декабря 1992                |
| Александр Друзь     | Магистр, Обладатель «Бриллиантовой совы», Шестикратный обладатель «Хрустальной совы»                                          | 5 и 26 декабря 1992           |
| Людмила Герасимова  | Обладатель «Хрустальной совы»                                                                                                 | 3 июля 1993                   |
| Леонид Тимофеев     | | 24 декабря 1994               |
| Максим Поташёв      | Магистр, Обладатель «Бриллиантовой совы», Четырёхкратный обладатель «Хрустальной совы»                                        | 24 декабря 1994               |
| Евгений Емельянов   | | 24 декабря 1994               |
| Сергей Овчинников   | | 24 декабря 1994               |
| Борис Левин         | Обладатель «Бриллиантовой совы», Обладатель «Хрустальной совы»                                                                | 24 декабря 1994               |
| Михаил Смирнов      | | 24 декабря 1994               |
| Инна Друзь          | Обладатель «Хрустальной совы»                                                                                                 | 17 июня 1995                  |
| Михаил Басс         | | 17 июня 1995                  |
| Олег Котляр         | | 17 июня 1995                  |
| Александр Рубин     | Двукратный обладатель «Хрустальной совы»                                                                                      | 24 июня 1995                  |

#### Фарфоровая улитка
Приз болгарского Клуба знающих. Вручался лучшему игроку советской команды знатоков на международных играх 1987 года в Болгарии. Обладателем приза стал Олег Долгов.

#### Знак совы
Был вручён в 1981 году лучшему игроку финала 1980 года, которым был признан Александр Бялко. Этого приза также были удостоены Людмила Герасимова (за свою первую игру в 1981 году) и Сергей Ильин.

#### Малая Хрустальная сова
Это специальный приз лучшему игроку победившей команды — знатоку или телезрителю, который вручался в каждой игре зимней серии 1997 года. Поскольку приз присуждается по итогам одной игры, он не приравнивается к «Хрустальной сове». Его лауреатами стали: знатоки Роман Аллояров и Борис Левин, телезрители Любовь Лалаева, Нурали Латыпов (знаток, который сыграл за команду телезрителей) и Елена Назаровская.

#### Бриллиантовая змея
Приз за волю к победе, вручённый всего один раз в 2005 году. В осенней серии игр Андрей Козлов неправильно ответил на вопрос о приготовлении змеи, фаршированной рисом (кочевники готовят змею живой). В ходе возникшего спора Борис Крюк бросил фразу, что если команда Козлова в составе Николая Силантьева, Алексея Капустина, Бориса Бурды, Владимира Молчанова, Игоря Кондратюка и самого Козлова проиграет, то на следующую игру они приходят с казаном и мёртвой змеёй и готовят её, и в случае, если у них получится приготовить мёртвую змею, не разрезая её, команде Козлова засчитывается победа. На следующую игру Козлов вспомнил слова ведущего и принёс змею. До конца игры команда управилась с приготовлением змеи, и команде засчитали победу. В финале года Борис Крюк вручил приз за волю к победе Андрею Козлову. С тех пор приз не вручался.

### Хранитель традиций и защитники интересов
Роль «Хранителя традиций» была введена в 2001 году. «Хранитель традиций» должен следить за соблюдением традиций Клуба знатоков. В его обязанности могут входить, например, напоминания Ведущему о соблюдении правил игры, высказывание мнения о нарушении традиций. «Хранитель традиций» вместе с Магистрами Клуба и Ведущим участвует в выборах обладателей «Хрустальной совы».
- С 19 мая 2001 года по 26 декабря 2009 года «Хранителем традиций» Клуба «Что? Где? Когда?» являлся адвокат, полномочный представитель Правительства РФ в высших судебных инстанциях Михаил Барщевский.
- 27 марта 2010 года «Хранителем традиций» стал Григорий Гусельников, предприниматель и бывший защитник интересов команды телезрителей (в прошлом — представитель спонсора программы Бинбанка). Начиная с осенней серии 2016 года Григорий более не присутствует на играх[98].

#### Защитники интересов
| Интересы знатоков                            | Интересы телезрителей                                              |
| -------------------------------------------- | ------------------------------------------------------------------ |
| Андрей Тимонов                               | Алексей Гиязов                                                     |
| Директор департамента коммуникаций «Росатом» | Директор по маркетингу, дизайну и привлечению клиентов Альфа-Банка |

Защитники интересов команд знатоков и телезрителей появились в игре в разное время. Защитник интересов команды телезрителей появился ещё в 1991 году под названием «Арбитр казино». Часто им же являлся сам Ведущий — Владимир Ворошилов. Должность защитника интересов команды знатоков была введена в 2002 году.
С 2002 по 2009 годы защитником интересов команды телезрителей был вице-президент «Бинбанк» Григорий Гусельников. С 2010 по 2021 год ими являлись представители «Банка Москвы» и Банка ВТБ: Дмитрий Акулинин, Ирина Никитенко, Михаил Кузовлев, Владимир Верхошинский, Дмитрий Брейтенбихер. Защитником интересов телезрителей с 3 апреля 2022 года является Владимир Верхошинский, главный управляющий директор Альфа-Банка, присутствующий в финальной игре каждой серии. Кроме того, в каждой игре в роли защитника телезрителей участвует вице-президент Альфа-банка Алексей Гиязов.
Интересы знатоков в разные годы защищали адвокат Михаил Барщевский, адвокат Московской коллегии адвокатов Наталия Барщевская, представители генерального спонсора — компании МТС: Михаил Сусов, Гжегож Эш; директор Департамента коммуникаций Сергей Новиков, генеральный директор «Росатом» Алексей Лихачёв и в 2017—2022 годах директор Департамента коммуникаций, а с 2022 года и почти до самой смерти советник генерального директора «Росатома» Андрей Черемисинов. С 13 октября 2024 года интересы знатоков представляет директор Департамента коммуникаций «Росатом» Андрей Тимонов.
C 2010 года интересы команды телезрителей Клуба «Что? Где? Когда?» защищали представители Банка ВТБ (до 2017 года — «Банк Москвы»). Выигрыши телезрителей в 2013 году возросли на 40 000 руб в качестве рекламной акции, посвящённой сорокалетию Клуба в 2015 году. В 2022 году защитником телезрителей и генеральным спонсором стал Альфа-банк, выигрыши телезрителей были увеличены — до 100 000 рублей за каждый неправильный ответ знатоков, к тому же ещё 100 000 (с 2023 года — 200 000) рублей получает лучший вопрос по итогам игры. Кроме того, есть призовой фонд финала года (от 1 млн рублей), который разыгрывается среди телезрителей, приславших лучшие вопросы, в том числе в Тринадцатый сектор через сайт 13.alfabank.ru или 13.tvigra.ru.

## Интерактивное участие зрителей
В 1986 году, когда программа впервые вышла в прямой эфир, Владимир Ворошилов провёл уникальный эксперимент по подсчёту рейтинга программы. Частотомер, выполненный на основе ЭВМ ДВК-2М, измерял частоту тока в сети. Телезрителям было предложено выключить свои телевизоры на 10 секунд — и по скачку в напряжении сети был получен процент смотрящих от общего числа потенциальных телезрителей. По той же схеме проходило голосование за лучший вопрос финала. Сначала было предложено выключить свои телевизоры на 10 секунд всем телезрителям, затем только телезрителям, голосующим за первый вопрос. Необычный способ голосования основывался на том факте, что при снижении нагрузки на генераторы электростанций происходит увеличение частоты тока.
С 1 декабря 2001 года знатокам задаётся один из вопросов, присланных по Интернету за время прямой трансляции игры (см. Тринадцатый сектор).

## Версии игры в других странах
| Страна                              | Местное название игры           | Ведущий                 | Дата начала трансляции | Дата окончания трансляции        | Канал                                                    | Язык(и) вещания                |
| ----------------------------------- | ------------------------------- | ----------------------- | ---------------------- | -------------------------------- | -------------------------------------------------------- | ------------------------------ |
| Азербайджан                         | Nə? Harada? Nə zaman?           | Балаш Касумов           | 2006                   | Действует                        | Space TV (2006—2010) AzTV (2010—2018) İTV (с 2018)       | азербайджанский, русский       |
| Армения                             | Ի՞նչ, որտե՞ղ, ե՞րբ              | Карен Кочарян           | Февраль 2002           | Действует                        | Armenia TV                                               | армянский, русский (2010—2018) |
| Беларусь                            | Што? Дзе? Калі?                 | Алесь Мухин             | Апрель 2009            | Действует                        | ОНТ                                                      | русский                        |
| Болгария                            | Какво? Къде? Кога?              | Владимир Ворошилов      | 13 ноября 1987         | 15 ноября 1987                   | Интервидение                                             | русский                        |
| Грузия                              | რა? სად? როდის?                 | Георгий Мосидзе         | Январь 2008            | Действует                        | Рустави 2                                                | грузинский                     |
| Казахстан                           | Что? Где? Когда?                | Балаш Касумов           | 30 сентября 2011       | Декабрь 2011                     | TV7                                                      | русский                        |
| Кыргызстан                          | Билерман ордо                   | Талантбек Канатбек уулу | 2007                   | Действует                        | ЭлТР                                                     | киргизский                     |
| Литва                               | Kas? Kur? Kada?                 | Робертас Петраускас     | 15 апреля 2012         | Закрыта в 2013                   | TV3                                                      | литовский                      |
| Россия                              | Что? Где? Когда?                | Борис Крюк              | 4 сентября 1975        | Действует                        | Первый канал                                             | русский                        |
| США                                 | Million Dollar Mind Game        | Вернон Кэй              | 23 октября 2011        | Закрыта после показа 1-го сезона | ABC                                                      | английский                     |
| Турция                              | Aklın Yolu Bir                  | Октай Кайнарджа         | Апрель 2011            | Действует                        | TNT                                                      | турецкий                       |
| Узбекистан                          | Nima? Qaerda? Qachon? (Zakovat) | Абдурасул Абдулаев      | 2001                   | Действует                        | O’zbekiston (2001—2018) Milliy TV (с 2019)               | узбекский, русский             |
| Украина                             | Що? Де? Коли?                   | Александр Андросов      | 9 февраля 2008         | 27 ноября 2021                   | Первый национальный канал, К1, Интер, 1+1, ICTV, Украина | украинский, русский            |
| Эстония (версия на эстонском языке) | Mis? Kus? Millal?               | Олле Мирме              | 17 марта 2013          | 26 февраля 2016                  | Kanal 2                                                  | эстонский                      |
| Эстония (русскоязычная версия)      | Что? Где? Когда?                | Михаил Крюк             | 4 сентября 2020        | 24 декабря 2021                  | ETV+                                                     | русский                        |

     — действующие версии игр

     — версии игры, которые больше не выходят в эфир

### Республики бывшего СССР

#### Азербайджан
Передача идёт с 2006 года. Ведущий — Балаш Касумов — участник телевизионной версии, обладатель «Бриллиантовой совы», «Хрустальной Совы» и титула «Лучший капитан Клуба». В спортивной версии игры — капитан сборной команды Азербайджана — чемпиона мира 2004 года. Часть игр проводится на азербайджанском языке, в конце года разыгрываются финалы отдельно на русском и азербайджанском языках.

#### Армения
Первые съёмки проходили в феврале 2002 года. В съёмках участвовали известные знатоки московского «Элитарного Клуба»: Александр Друзь, Фёдор Двинятин, Александр Бялко, Виктор Сиднев и другие, которые играли вместе с армянскими знатоками. Игра выходила в эфир на канале «Армения». В 2005 году передача была прекращена и возобновилась весной 2010 года. Транслируется в 116 странах благодаря многолинейной, спутниковой трансляции. В разных странах мира (США, Россия, Нидерланды, Греция, Франция, Канада) действуют фан-клубы армянских знатоков, а самый известный фан-клуб команды Армана Абовяна «Потомки Абовяна» базируется в городе Санта-Моника (США). Наибольшей популярностью в армянской версии «Что? Где? Когда?» пользуются команды Армана Абовяна, Гарри Баляна, Айка Казазяна, Тиграна Кочаряна. Ведущий и продюсер армянской версии — известный в Армении политолог и журналист Карен Кочарян. Главный приз — «Мраморный орёл».

#### Беларусь
На телеканале ОНТ 13 апреля 2009 вышла премьерная серия из 5 игр (4 отборочных и финал), ведущий — Алесь Мухин. С тех пор ежегодно проводится 4 серии игр: весенняя, летняя, осенняя и зимняя. В клубе на данный момент постоянно играет 7 команд. Также периодически проводятся благотворительные игры, в которых принимают участие белорусские звезды. По словам Алеся Мухина, в Беларуси в «Что? Где? Когда?» активно играют около полутора тысяч человек.
Игры проходят на русском языке, но иногда вопросы, посвящённые белорусской культуре (в частности, белорусские народные загадки) задаются на белорусском языке.

#### Грузия
В Грузии телеигра «Что? Где? Когда?» по лицензии телекомпании «Игра-ТВ» выходит с 2008 года на телеканале Рустави 2.
6 октября 1996 года в эфир впервые вышла телепередача «Интеллект-Клуб», автором и ведущим которой был Георгий Мосидзе (нынешний ведущий грузинской версии «Что? Где? Когда?»). В 1996—2000 гг. «Интеллект-Клуб» выходил в эфир на Первом канале государственного телевидения Грузии, в 2000—2002 годах — на «9 канале».
Игры проходят на грузинском языке. По словам Георгия Мосидзе, передача может приглашать знатоков московского элитарного клуба только с разрешения «Игра-ТВ».

### Прочие страны мира

#### Болгария
В Болгарии более 20 лет существуют клубы «Что? Где? Когда?», которые объединены в Национальную ассоциацию знатоков. В ассоциацию входят команды из Софии, Варны, Бургаса, Добрича, Русе, Силистры и других городов. Как правило, встречи проводятся каждую неделю. В части учебных заведений Болгарии также имеются клубы знатоков. В ноябре 1987 года состоялись три прямых трансляции международных встреч клуба знатоков «Что? Где? Когда?» из СССР и болгарского клуба знающих из Дворца культуры имени Людмилы Живковой в Софии.

#### Италия
Летом 2011 года состоялся выход итальянской версии игры, основанной на американском варианте «Million Dollar Mind Game». Программу вёл Тео Маммукари.

#### США
В 2011 году в США вышел недолговечный проект под названием «Million Dollar Mind Game» — «Интеллектуальная игра на миллион долларов». Игра снималась для телеканала АВС летом 2010 года и представляла собой некий гибрид «Что? Где? Когда?», «Брэйн-ринга» (и других игровых передач) со значительными различиями от оригинального формата «Что? Где? Когда?»:
- команды подбираются из шести знакомых друг с другом людей[108], как правило, представителей одной профессии или разделяющих одно хобби;
- в игре отсутствуют волчок и команда телезрителей, а знатоки играют на постоянно возрастающую ставку, максимальный выигрыш которой составляет 1 миллион долларов;
- ведущий определяет первого отвечающего игрока и предлагает ему на выбор категорию вопроса и цену (как в Jeopardy);
- отвечающий игрок в течение раунда исполняет функции капитана команды: он консультируется с остальными знатоками, затем сам должен дать ответ;
- в случае правильного ответа этот же игрок продолжает отвечать в следующем раунде, в случае неправильного — ход переходит по часовой стрелке к другому игроку (при этом выигранная сумма теряется); игра заканчивается, когда команда сыграла 12 раундов, вне зависимости от выигранной суммы;
- после каждого отвеченного вопроса команда должна принять решение, продолжать игру или остановиться и забрать выигрыш; решение об окончании игры должно быть принято единогласно;
- команда может воспользоваться за игру тремя «спасательными кругами»: дополнительные 30 секунд на обсуждение, замена вопроса или замена отвечающего игрока;
- по рассказу американских продюсеров, сознательно был изменён и подход к подбору вопросов: с учётом особенностей американской аудитории и значительно более высоких ставок, вопросы, по сравнению с российской версией, были в большей степени ориентированы на повседневную жизнь и предполагали более однозначные ответы.

О запуске проекта было сообщено в декабре 2009 года. Продюсировала игру компания Merv Griffin Entertainment. Вначале проект получил рабочее название по числу участников «Шесть» (The Six), затем его изменили на «Шесть умов» (Six Minds).
Первый выпуск вышел в эфир 23 октября 2011 г. Программу вёл британец Вернон Кей, и она выходила в эфир в записи, более того — в дневное время.
Несмотря на положительную в целом критику, в эфир вышел всего один цикл передач — шесть выпусков, а затем передачу закрыли в связи со сменой руководства канала.

#### Турция
Турецкая версия под названием «Aklın Yolu Bir» выходит с апреля 2011 года. Ведущий программы Октай Кайнарджа (Oktay Kaynarca).

## В искусстве
В репертуаре группы «Весёлые ребята» была песня «Хочу все знать», посвящённая передаче.
В 1984 году в эфире программы «Вокруг смеха» с монологом-пародией на передачу выступил Михаил Задорнов.
Также пародии на передачу показывались в юмористических передачах «Куклы», «Большая разница» (российская, украинская и белорусская версии), «Камеди Клаб», «Мульт Личности» и «КВН». Несколько пародий были подготовлены также украинской студией «95 Квартал» (в том числе в рамках программы «Вечерний Киев»).